# Elbe
Die Elbe (niederdeutsch Elv, tschechisch Labe, lateinisch Albis) ist ein mitteleuropäischer Strom, der in Tschechien entspringt, durch Deutschland fließt und in die Nordsee mündet. Sie entwässert unter anderem einen großen Teil Ostdeutschlands sowie nahezu das ganze von Mittelgebirgen umschlossene Böhmen. Zu den bekanntesten Gewässern ihres Einzugsgebietes gehören die Moldau, die Mulde, die Saale, die Havel mit der Spree und die Elde mit der Müritz. Im Oberlauf durch die Mittelgebirge geprägt, folgt sie im weiteren Verlauf zwei Urstromtälern des Norddeutschen Tieflandes.
Gemessen an der Größe ihres Einzugsgebietes von 148.300 km² liegt die Elbe für Mitteleuropa gemäß Liste der Flüsse in Europa an vierter Stelle, hinter der Donau, der Weichsel und dem Rhein und gefolgt von Oder und Memel.

## Etymologie
Das niederdeutsche Elv, der hochdeutsche Name Elbe wie auch der tschechische Name des Flusses sind von gleichem Ursprung; der slawische Name Labe ist angesichts seiner Lautgestalt bereits früh aus dem Germanischen oder Lateinischen entlehnt worden. Dabei handelt es sich um den im Urslawischen umfassend einsetzenden Lautwandel, der dem Gesetz der offenen Silbe sowie der Liquidmetathese folgt. Kennzeichen dafür waren, dass Konsonanten und Vokale den Platz tauschten. So wurde aus Elbe das tschechische Labe.
In der Antike nannten Griechen, Kelten und Römer, so etwa Plinius und Tacitus, den Strom Albis, die Germanen Albia. Der althochdeutsche Name des Flusses lautet Elba, der altenglische Ælf, Ielf und der altnordische Saxelfr. Wahrscheinlich ist er etymologisch identisch mit altnordisch elfr „Fluss“, das in den heutigen skandinavischen Sprachen als schwedisch älv, norwegisch elv und isländisch elfur fortlebt. Der schon im Jahre 18 bei Strabon belegte Name dürfte somit auf ein urgermanisches Appellativum *albijō- (vgl. die latinisierte Form Albia) mit der Bedeutung „Fluss“ zurückgehen, das außerhalb des Nordischen schon früh außer Gebrauch gekommen ist. Die Elbe ist somit von den frühen Germanen schlicht als „der Fluss“ bezeichnet worden, was zur dominierenden Stellung des Flusses in der Norddeutschen Tiefebene passt, der vermutlichen Wiege der germanischen Sprachen – mit Sicherheit aber des Westgermanischen.
Die Bezeichnung könnte analog zum gallischen Flussnamen Albis (heute Aube) als „weißes Wasser“, im Gegensatz zum Namen Dubis (heute Dub) für „Schwarzwasser“, zu deuten sein. Der Name geht vermutlich auf das indogermanische Adjektiv *h2elbʰ-o- „weiß“ zurück und ist mit dem lateinischen albus „weiß“ verwandt.

## Geographische Übersicht
Mit einer Länge von 1094,26 km ist die Elbe der zwölftlängste Fluss in Europa und gehört zu den 100 längsten Flüssen der Erde. Würde der längste Nebenfluss, die Moldau, als Quellfluss der Elbe betrachtet, ergäbe sich eine Gesamtlänge von 1245 km (Platz neun in Europa). Der tschechische Anteil beträgt 370,74 km, der durch Deutschland fließende Teil der Elbe bis zur Kugelbake bei Cuxhaven, die das Ende der Binnenelbe markiert, ist 726,95 km lang.
Der tschechische und der deutsche Teil werden in unterschiedlichen Richtungen kilometriert, wobei die Kilometrierungen sich in dem 3,43 km langen Bereich, in dem die Staatsgrenze in der Flussmitte verläuft, überlappen. In Tschechien ist die Elbe, beginnend am Grenzübergang Schmilka / Hřensko auf dem rechten Elbufer, seit 2009 durchgängig flussaufwärts kilometriert, wobei der dafür definierte Nullpunkt in der Elbmündung bei Cuxhaven liegt. Die deutsche Kilometrierung beginnt dagegen am linken Elbufer an der Mündung des Gelobtbaches, zählt flussabwärts und umfasst zudem auch die Außenelbe. Sie endet bei Kilometer 769,40 in der offenen Nordsee. Genaueres findet sich unter → Kilometrierung Elbe.
Als großer, direkt ins Meer mündender Fluss wird die Elbe als Strom eingestuft. Sie entwässert ein Einzugsgebiet von 148.268 km². Mit einem mittleren Abfluss von 861 m³/s an der Mündung rangiert sie in Deutschland nach dem Rhein, der Donau und vor dem Inn (vergleiche: Liste von Flüssen in Deutschland).
Zunächst durchquert der Fluss das nördliche Tschechien (Böhmen) in einem weiten Bogen, fließt dann durch Deutschland und dabei unter anderem durch die Städte Dresden, Magdeburg und Hamburg und mündet schließlich bei Cuxhaven in die Nordsee. Während der deutschen Teilung bis 1990 war die Mittelelbe zwischen Schnackenburg und Lauenburg auf beinahe 100 km auch Grenzfluss. Sie war zeitweilig extrem starker Belastung durch Schwermetalle und andere Schadstoffe ausgesetzt. In den letzten Jahrzehnten hat sich die Gewässerqualität deutlich verbessert; die organische Belastung ist allerdings nach wie vor hoch und das Gewässer wird im Saprobienindex als „mäßig belastet“ bis „stark verschmutzt“ eingestuft. Ursachen sind hauptsächlich die intensive landwirtschaftliche Nutzung der Flussauen und die durch den technischen Ausbau zur „Europawasserstraße“ bedingte mangelnde Strukturgüte und gehemmte Selbstreinigungskraft. Dennoch liegen insbesondere am Mittellauf etliche sehr schutzwürdige Biotope.

## Flussverlauf

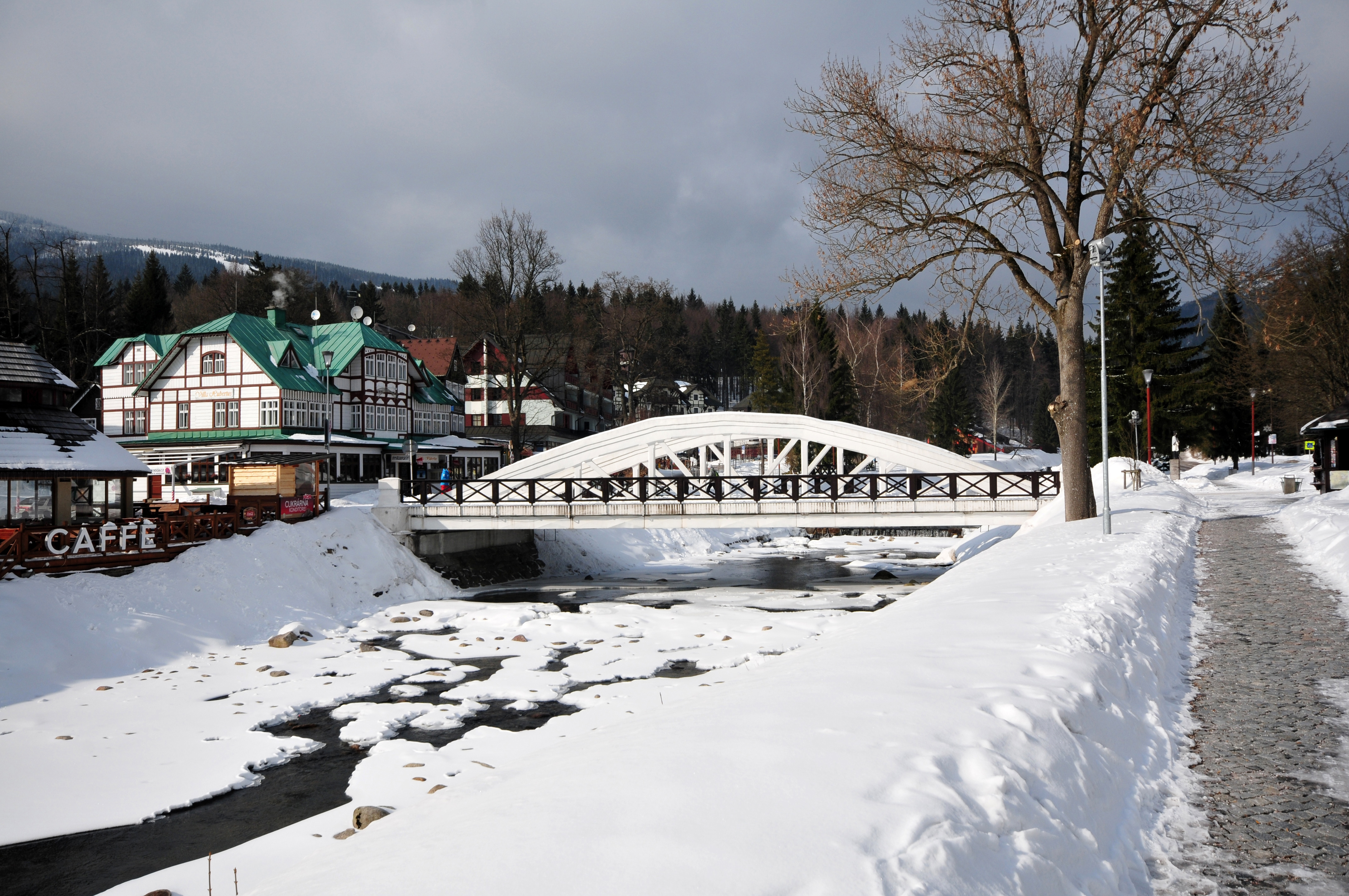
Špindlerův Mlýn (Spindlermühle), erste Stadt an der Elbe

### Oberelbe
Als Oberelbe wird der Lauf von der Quelle bis dorthin, wo das Tal seinen Mittelgebirgs-Charakter verliert und in das Norddeutsche Tiefland eintritt, bezeichnet.

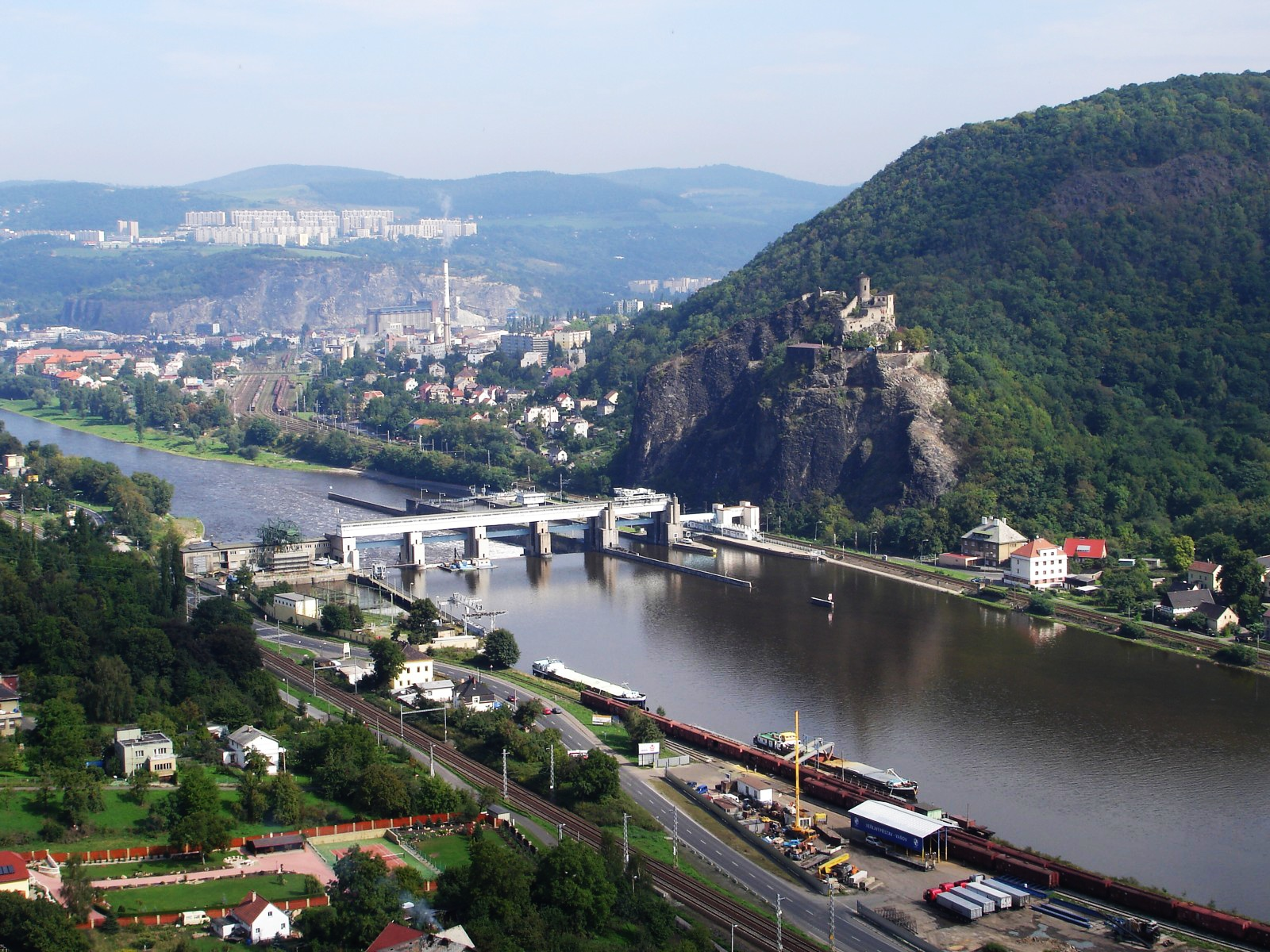
Flussbereich im Böhmischen Mittelgebirge bei Ústí nad Labem (Aussig)

Die Elbe entspringt im Riesengebirge (tschechisch Krkonoše) in einer Höhe von fast 1400 m, etwa 7,5 km nordwestlich der tschechischen Stadt Špindlerův Mlýn (Spindlermühle), 400 m von der Grenze zu Polen entfernt. Kurz hinter dem Quellengebiet befindet sich der Elbfall. Die ersten großen Durchflussorte sind Vrchlabí (Hohenelbe) und Hostinné (Arnau). Die Elbe verlässt das Riesengebirge in südöstlicher und südlicher Richtung, also entgegen ihrer späteren Hauptfließrichtung. Ab Pardubice verläuft sie nach einem scharfen Knick in Richtung Westen, nimmt kurz darauf ihre Hauptrichtung Nordwesten auf, die sie mit wenigen Ausnahmen beibehält. Bei Mělník mündet der mit 430 km längste Nebenfluss, die Moldau, auf linker Seite in die bis dahin noch viel kürzere und wasserärmere Elbe. Dass heute nicht die Moldau als Elbursprung gilt, ist auf die im Mittelalter gewählten Benennungen der beiden Flüsse zurückzuführen, die ihrerseits entweder auf Unkenntnis der Verhältnisse der Flüsse zueinander oder auf deren damals unterschiedlich gewichtete wirtschaftliche Bedeutung zurückgehen. Hinter Litoměřice (Leitmeritz) verläuft die Elbe auf etwa 50 km Länge vorwiegend in nordnordöstlicher Richtung und verlässt hinter Děčín (Tetschen) die Tschechische Republik. Der tschechische Teil ist durch eine Vielzahl von Staustufen geprägt, die vor allem seit den 1950er Jahren errichtet wurden. In Tschechien wird der dortige Teil des Flusslaufs eingeteilt in die Horní Labe (Obere Elbe), oberhalb von Kolín, die Střední Labe (Mittlere Elbe) und die Dolní Labe (Untere Elbe), von der Mündung der Moldau bis zur deutschen Grenze.
Von dort verläuft sie nach einigen Kilometern zunächst in einem weiten Mäander und nimmt dann wieder die vorige Fließrichtung nach Nordwesten auf. Nach der Durchquerung Dresdens nimmt das Gefälle im weiteren Verlauf immer mehr ab. Der deutsche Anteil am Oberlauf ist, geologisch oder geomorphologisch bestimmt, recht klein. Spätestens ab Torgau, eher schon ab Riesa geht die Elbe in ihren Mittellauf über. Die Internationale Kommission zum Schutz der Elbe hat 1992 eine geografische Gliederung der Elbe festgelegt, wonach der Oberlauf bei Schloss Hirschstein zwischen Meißen und Riesa am deutschen Strom-Kilometer 96,0 endet.

### Mittelelbe
Mittelelbe bezeichnet die Elbe als Tieflandfluss. Sie erreicht zwischen Riesa und Torgau das Norddeutsche Tiefland und fließt weiter in nordwestlicher Richtung, bis sie sich bei Magdeburg für etwa 80 Kilometer nach Norden, streckenweise auch nach Nordosten wendet. Es wird vermutet, dass die Elbe im Neolithikum von Magdeburg aus direkt auf die Seen bei der Stadt Brandenburg an der Havel zufloss und dann über die heutige Unterhavel nach Nordwesten abbog. Hier erreicht der Fluss das Elbe-Urstromtal, das ihn bis in die Nordsee führt. Nach der Mündung der Havel, des längsten rechten Nebenflusses, wendet die Elbe sich wieder in nordwestliche Richtung, dem Urstromtal folgend. Kurz vor Hamburg endet der Mittellauf an der Staustufe Geesthacht, hinter der die Elbe den Gezeiten der Nordsee ausgesetzt ist.

### Unterelbe

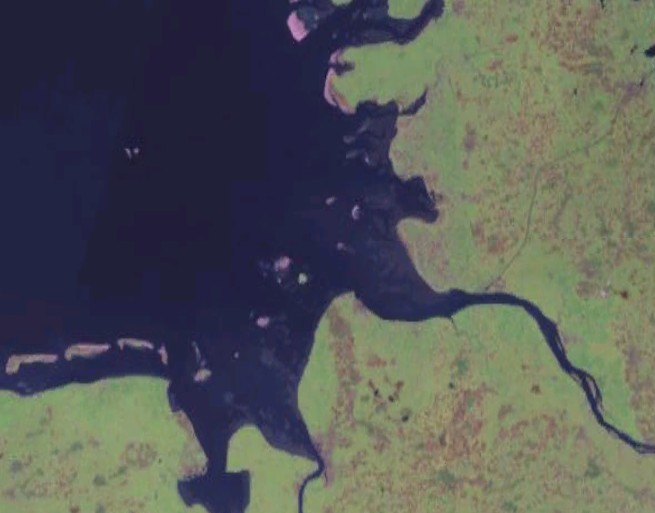
Elbe-Weser-Dreieck und Helgoländer Bucht

Unterelbe (auch Tideelbe) bezeichnet im weiteren Sinne den gezeitenabhängigen Abschnitt des Flusses, das Elbeästuar, heute ab dem Wehr in Geesthacht. Im engeren Sinne ist es die Untere Tideelbe, ab der Aufteilung in Norder- und Süderelbe in Hamburg. Das Ästuar gilt mit einer Länge von 183 Kilometern als das größte Ästuar Deutschlands und ebenso als eines der größten Ästuare Europas und hat stromab der Staustufe Geesthacht bis zum Mühlenberger Loch eine Breite zwischen 300 und 500 m (Norder- und Süderelbe anfangs jeweils nur 200 m) und vom Mühlenberger Loch bis Brunsbüttel zwischen 1 und 2,5 km. Es weitet sich dann zwischen Brunsbüttel und Cuxhaven auf zuletzt etwa 17,5 km auf. Die seewärtige Begrenzung der Elbe, also das Ende der Binnenelbe, ist nach dem Bundeswasserstraßengesetz festgelegt durch die Verbindungslinie zwischen der Kugelbake bei Döse und der westlichen Kante des Trischendammes in der Gemeinde Friedrichskoog (Dieksand).
Im Tidenstau am Übergang von Mittel- und Unterelbe hat sich ein Binnendelta gebildet, in dem der weitverzweigte Hamburger Hafen liegt. Der obere Teil mit den Armen Dove Elbe und Gose Elbe wurde schon im Mittelalter als Vierlande eingedeicht. Im 19. und 20. Jahrhundert sind die Flussarme zwischen Norder- und Süderelbe Hafenerweiterungen zum Opfer gefallen. Von den einst zahlreichen Elbinseln der Unterelbe liegen einige noch heute im Strom, andere sind durch Eindeichung zu Teilen der Ufer geworden. Entlang der Unterelbe gibt es einige Sandstrände, z. B. in Övelgönne, Wittenbergen in Hamburg und Brokdorf. Jedoch sind insbesondere in Hamburg die Strände keine Badestellen, da das Baden hier aufgrund der starken Strömungen und teilweise unter Wasser liegenden Abbruchkanten lebensgefährlich ist. Derzeit ist der Tidenhub in Hamburg mit etwa 3,6 m höher als auf der offenen Nordsee. Obwohl das Wasser bei jeder Flut flussaufwärts fließt, enthält die Unterelbe überwiegend Süßwasser.

### Mündung

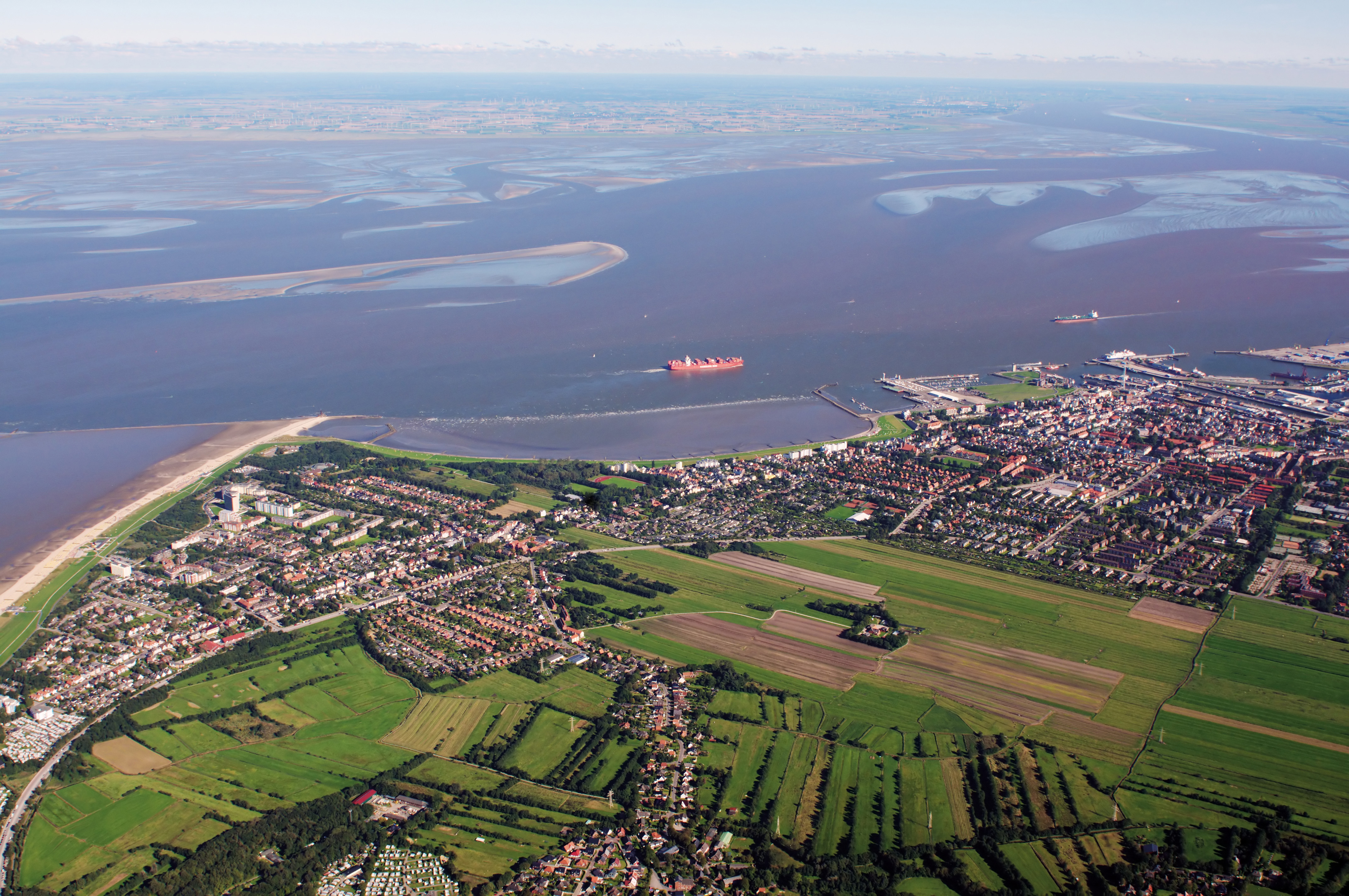
Mündung der Elbe in die Nordsee in Cuxhaven

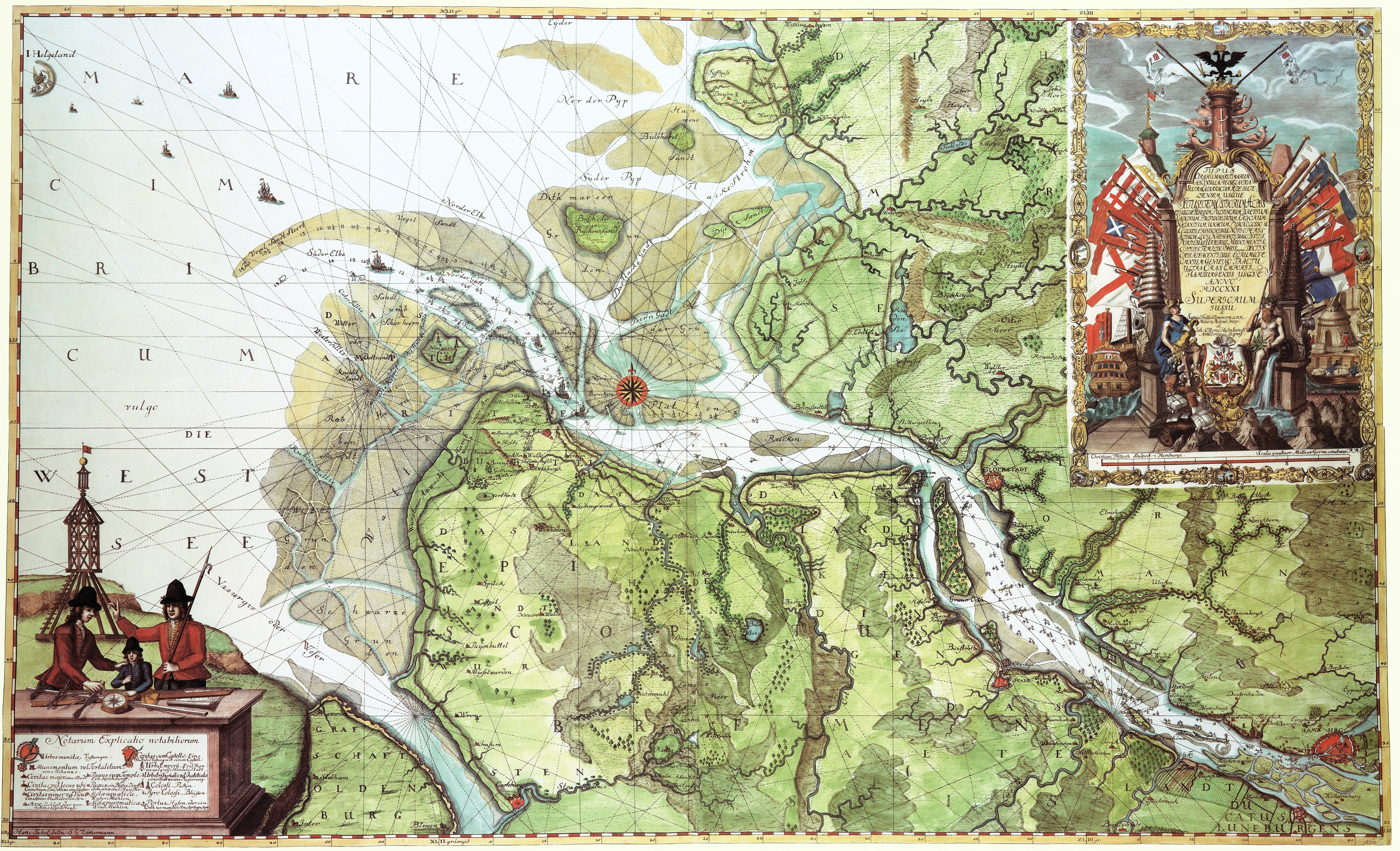
Elbmündung um 1721

Die Elbmündung hat eine große Bedeutung für die Seeschifffahrt, da der Trichter die Zufahrt zum Hamburger Hafen bildet und in der Mündung auf nördlicher Seite (bei Brunsbüttel) die Einfahrt zum Nord-Ostsee-Kanal liegt. Der untere Teil der Elbmündung gehört deshalb zu den am stärksten befahrenen Wasserstraßen in Europa. Die Elbmündung war von offener See her früher durch fünf bis zu 45 m hohe Feuerschiffe markiert, die inzwischen durch feste Seezeichen ersetzt sind. Große Schiffe werden mit Hilfe von Lotsen durch die Wasserstraße navigiert.
Die Elbmündung ist für Schiffe bis 12,7 m Tiefgang tideunabhängig befahrbar. Durch die Tiden lässt die Niederelbe für einlaufende Schiffe einen Tiefgang bis 15,1 m bei Hochwasser zu. Die Wasserstraßen- und Schifffahrtsverwaltung des Bundes aktualisiert die Angaben bei Bedarf.
Das Flussbett der Mündung besteht hauptsächlich aus Feinsanden. Wegen der hohen Fließgeschwindigkeit sind in der Fahrrinne ständige und zunehmende Unterhaltungsbaggerungen erforderlich, damit die Tiefe der Fahrrinne erhalten bleibt. In den 2010er Jahren wurde ein erneutes tieferes Ausbaggern der Elbe beantragt, was aber kontrovers diskutiert wird. Obwohl der Mündungstrichter bis zu 15 Kilometer breit ist, bleibt dem Schiffsverkehr auch dort mit 400 m Breite nur eine relativ enge Fahrrinne; den Rest nehmen breite Wattbänke wie der Medemsand ein. Auch Untiefen wie der Vogelsand in der Außenelbe sind für die Schifffahrt gefährlich.

### Außenelbe

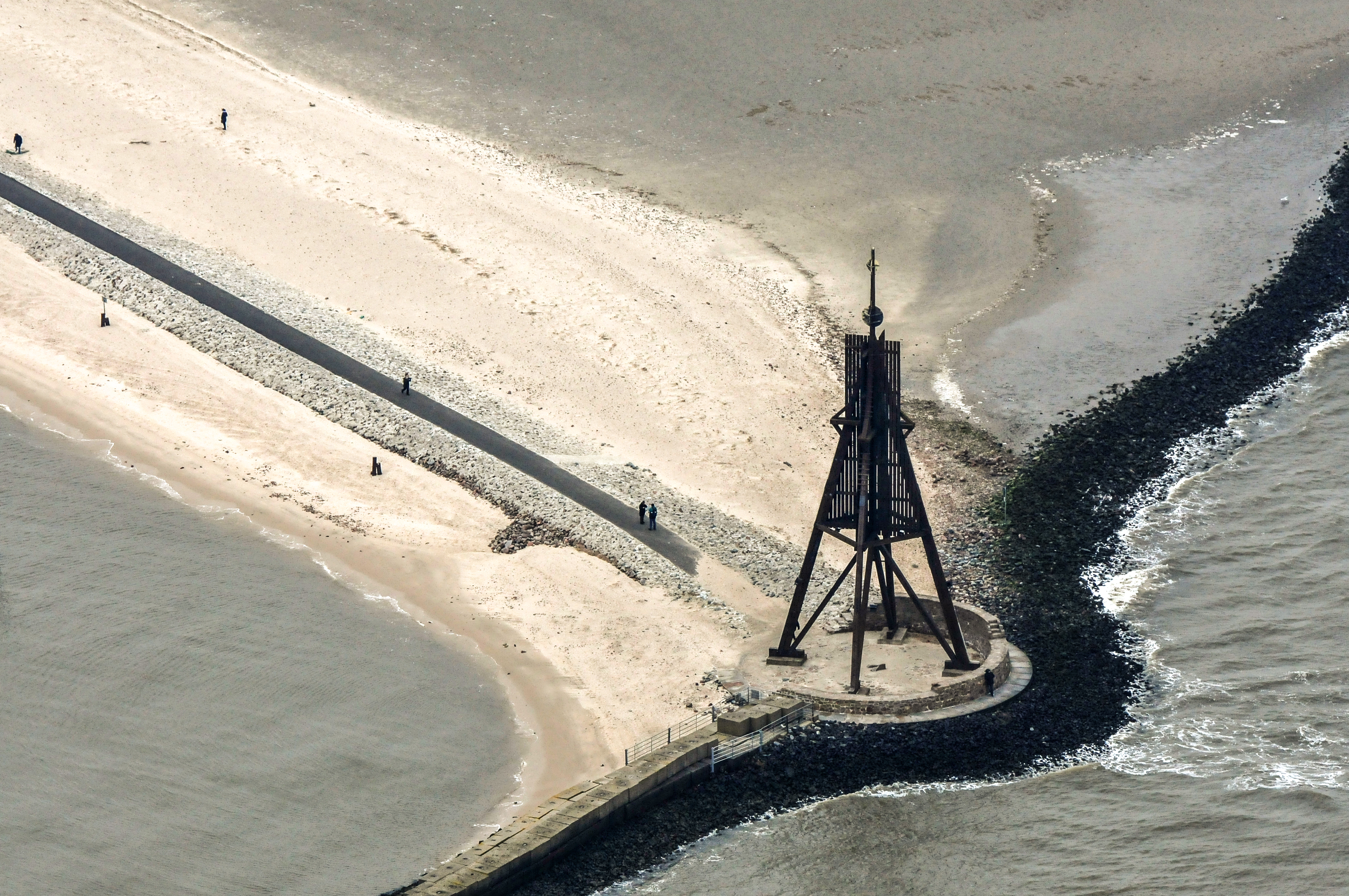
Die Kugelbake in Cuxhaven markiert den Übergang von der Elbe zur Nordsee.

Außenelbe wird im Gegensatz zur Binnenelbe die Fortsetzung des Ästuars durch das Wattenmeer genannt. Vom Wattenmeer unterscheidet sich der Elbstrom durch seine Tiefe, die Strömungsrichtung und -geschwindigkeit sowie den niedrigeren Salzgehalt. In diesem Bereich ist die Elbe auch nicht mehr Binnenwasserstraße, sondern Bestandteil der Seewasserstraße Nordsee.
Auf der 20 km ins Meer hinausragenden Wattfläche zwischen der Außenelbe und der westlich benachbarten Außenweser liegen die zu Hamburg gehörenden Inseln Neuwerk, Scharhörn und Nigehörn.
Während der Weichsel-Kaltzeit, als so viel Wasser als Eis in den Polkappen gebunden war, dass der Meeresspiegel etwa 100 m tiefer lag als heute und die südliche Nordsee trocken lag, mündete die Elbe erst westlich der Jütlandbank in die Nordsee. Zu dieser Zeit war auch noch die Weser ein Nebenfluss der Elbe.

## Hydrologie

### Fließgeschwindigkeit
Bei mittlerer Wasserführung benötigt das Wasser der Elbe acht Tage von der deutsch-tschechischen Grenze bis nach Geesthacht bei Hamburg. Umgerechnet auf diese 586 km lange, staustufenfreie Strecke bedeutet das eine mittlere Fließgeschwindigkeit von rund 3 km/h oder 0,8 m/s. Dies sind Durchschnittswerte, von denen die tatsächlichen Fließgeschwindigkeiten je nach jahreszeitlicher Wasserführung deutlich abweichen können.
Für den tschechischen Oberlauf ist wegen der vielen Staustufen eine sinnvolle Bezifferung der Fließgeschwindigkeit nicht möglich.
In der Unterelbe steht die Pendelbewegung des Wassers durch die Gezeiten im Vordergrund. Dadurch ist der Wassertransport viel langsamer als die periodisch sich ändernde augenblickliche Fließgeschwindigkeit.
Auf seinem Weg zur See braucht das Wasser in der Mittelelbe für die 112 km lange Strecke von Schnackenburg bis Geesthacht zwischen 1 und 2,5 Tage, für die 142 km von Geesthacht bis zur Nordsee zwischen 4 und 70 Tage.

### Vereisung

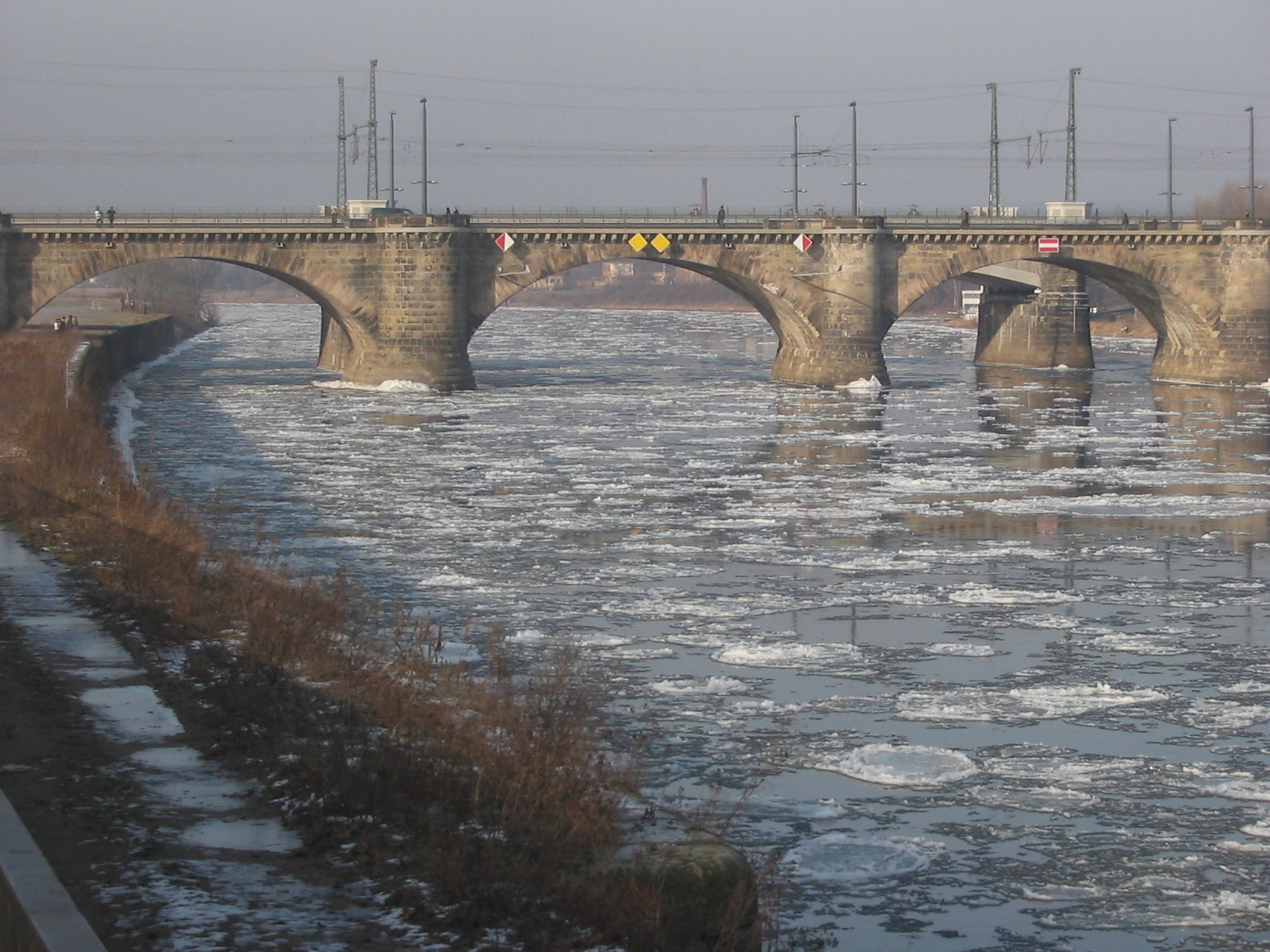
Eisgang auf der Elbe in Dresden im Januar 2006

Die Oberfläche der Elbe friert nur in sehr strengen Wintern vollständig zu. Am Pegel Dresden war der Strom letztmals vom 31. Januar bis 6. März 1963 durchgängig gefroren, davor auch in den Jahren 1954, 1942, 1940, 1929, 1912, 1909, 1902 und 1901. In den Jahren 1784 und 1799 war die Elbe bei Dresden jeweils von Ende Dezember bis Februar zugefroren. Die Eisschicht hatte 1784 eine Dicke von mehr als 110 cm. Die im Februar aufbrechende Eisschicht führte zu Hochwasser, das durch Eisschollen gefährlicher wurde, weil sie Deiche beschädigten und sogar den Fluss aufstauten, wenn sie sich an Brücken verkeilten. Auch beim Elbhochwasser 1845 war die Situation vergleichbar.
Die Elbe neigt im Mittellauf – aufgrund der dort niedrigeren Fließgeschwindigkeit – eher zum Zufrieren als an ihren steileren und maritimen Abschnitten. Im Bereich der Kernkraftwerke ist die Eisbildung vermindert, da hier das Wasser durch das zurückgeführte Kühlwasser erwärmt wird.
Es kommt häufig zur Bildung von Treibeis, das sich wegen der Fließbewegung und gegenseitigen Reibung zu markanten rundlichen Schollen formt, den so genannten „Böhmischen Kuchen“. Bei starkem Eisgang muss der Schiffsverkehr (z. B. von Fähren) eingestellt werden. Zwischen der Staustufe in Geesthacht und dem Hamburger Hafen wird in solchen Situationen auch der Einsatz von Eisbrechern notwendig.

## Geomorphologie

### Elbquelle
Die Elbquelle befindet sich im Norden Tschechiens an der Grenze zu Polen, am Hauptkamm des Riesengebirges. Sie liegt nordwestlich von Špindlerův Mlýn (Spindlermühle) zwischen den Bergen Kotel (Kesselkoppe), Szrenica (Reifträger) und Vysoké Kolo (Hohes Rad) in einer Höhe von 1386 m über dem Meer. (Koordinaten: 50° 46′ 32″ N, 15° 32′ 10″ O). Das Wasser wird aus einer Vielzahl kleiner Quellbäche auf der Hochfläche oberhalb der Labská Bouda (Elbbaude) symbolisch in einem mit Steinen gefassten Wasserloch gesammelt.

### Elbfall

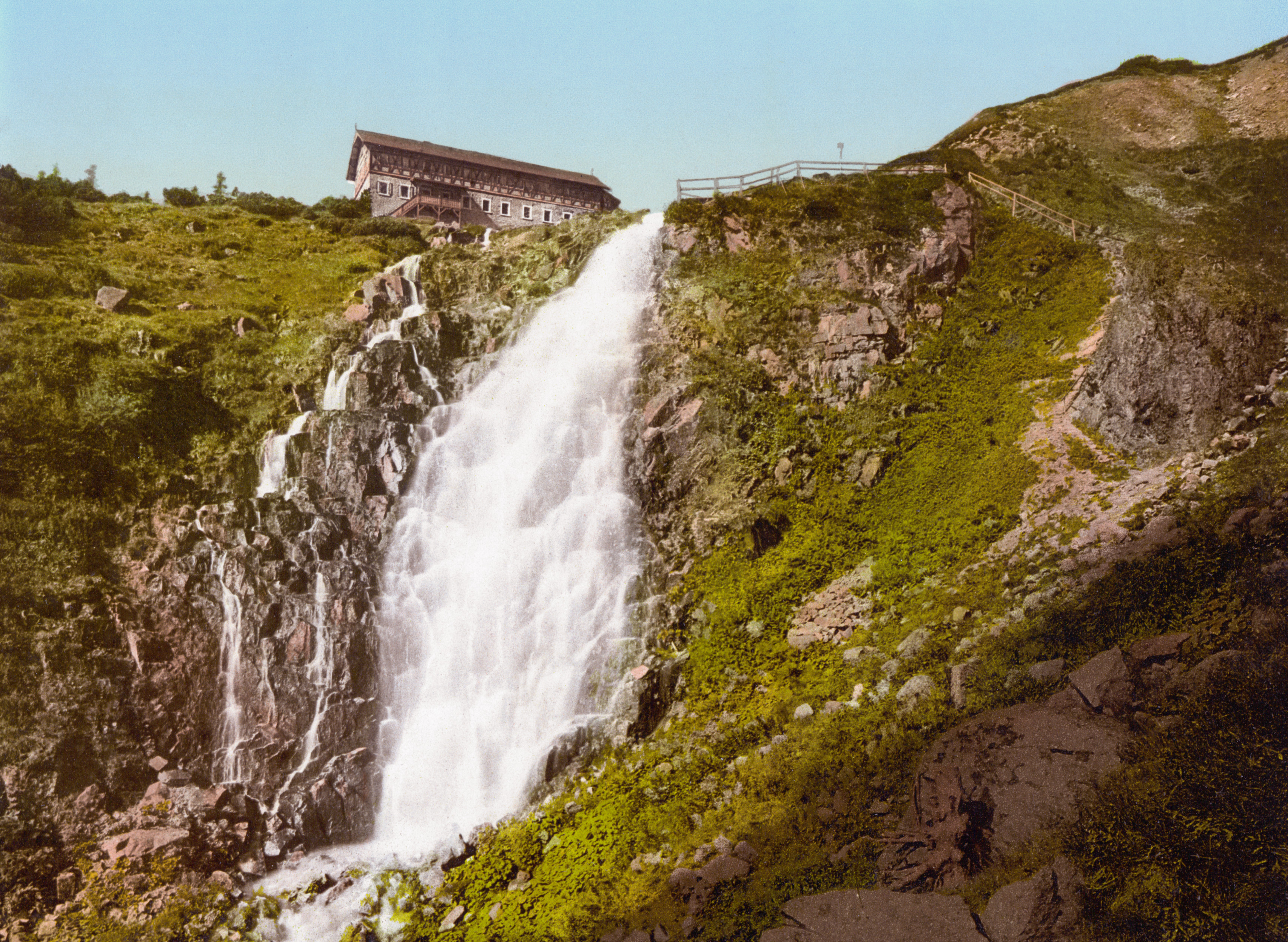
Elbfall im Riesengebirge um 1900, oben die Elbfallbaude,

Der Elbfall (tschechisch Labský vodopád) ist ein Wasserfall der Elbe im tschechischen Teil des Riesengebirges. Der Fluss stürzt dort, etwa einen Kilometer nach der Elbquelle, vom Rand des Elbgrundes (1258 m n.m.) 40 Meter tief in den Talkessel Labské jámy (deutsch: Elbkessel).
Direkt oberhalb des Wasserfalls steht die Elbbaude (Labská bouda), ein 1975 errichteter mehrgeschossiger Stahlbetonbau, der die abgebrannte vorherige Baude ersetzte. Direkt neben und teilweise durch den Elbfall führt ein ausgeschilderter Wanderweg, der weiter durch das Elbtal bis zur Mündung des Weißwassers nach Spindlermühle führt. Dieser Wanderweg ist zum Schutz der Natur nur in manchen Jahren begehbar.

### Täler

#### Elbtal im Riesengebirge
Etwa einen Kilometer von der Quelle entfernt stürzt der junge Fluss als Elbfall 40 m tief in den felsigen Talschluss der Labská jáma (deutsch: Elbkessel). Das Labský důl (deutsch: Elbgrund) genannte, von eiszeitlichen Gletschern geformte Tal zieht sich von dort etwa 4,5 km nach Südosten. Das Tal der Elbe und das der von Osten entgegenfließenden Bílé Labe (deutsch: Weißwasser; wörtlich Weiße Elbe) teilen den Hauptkamm des Gebirges vom südlichen und niedrigeren Böhmischen Kamm. In beide münden die sagenreichen Sedmidolí (deutsch: Sieben Gründe). Der Böhmische Kamm (oder auch: Innerer Kamm) wird von der Elbe genauso wie weitere, niedrigere Kämme in südlicher Richtung durchbrochen. Dabei werden auf kurzer Strecke starke Höhenunterschiede überwunden.
Im weiteren Verlauf durch das Riesengebirge wird die Elbe durch die Krausebauden-Talsperre aufgestaut.
Eine weitere Talsperre am Oberlauf ist im Durchbruchstal durch den Kocléřovský hřbet die Přehrada Les Království im Les Království (Königreichwald). In Hradec Králové (Königgrätz), etwa 66 km südlich der Elbquelle, ist der Fluss dann bereits auf einer Höhe von 235 m n.m. angekommen.
Ab jetzt beschreibt der Verlauf einen langen Bogen, anfangs in Richtung Westen, später in Richtung Nordwesten durch das Böhmische Becken.

#### Weitere Durchbruchstäler und Störungszonen

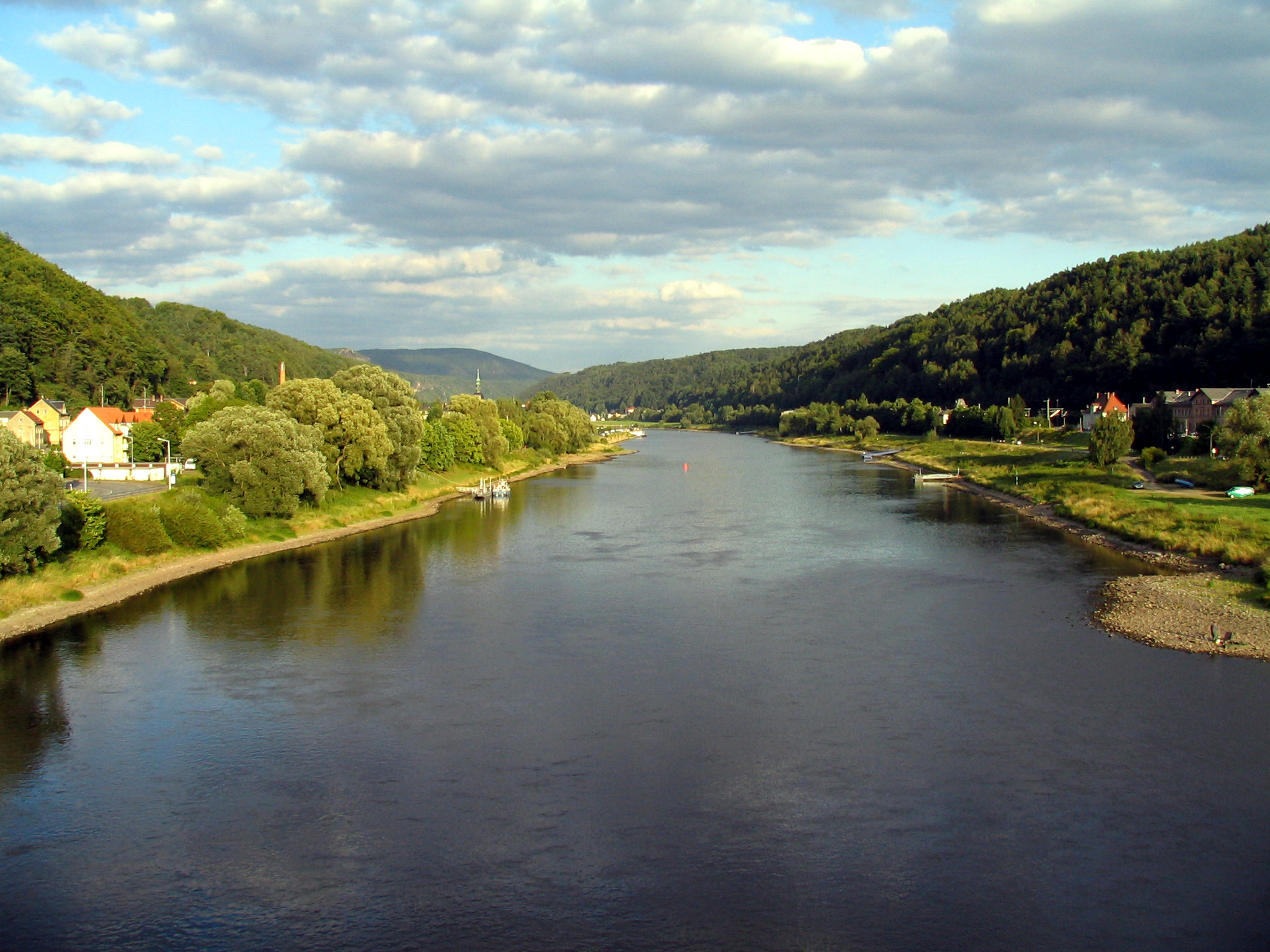
Elbe bei Bad Schandau

Die Elbe durchbricht zwischen Litoměřice (Leitmeritz) und Dresden geologisch und geomorphologisch unterschiedliche Mittelgebirgsbereiche. Bei der Porta Bohemica erreicht die Elbe das Böhmische Mittelgebirge, das sie auf den folgenden 50 Kilometern in einem tief ausgekerbten und zum Teil felsigen Tal durchfließt und in einen westlichen sowie östlichen Teil trennt. Dabei erreicht das Elbebett bei Malé Žernoseky (Klein Zernosek) das Grundgebirge mit Gneisen, Phylliten, Glimmerschiefer und Amphibolitgesteinen des Böhmischen Massivs. Zwischen der Porta Bohemica und Děčín (Tetschen) stoßen auf die Elbe nur wenige größere Wasserläufe aus Quertälern, wovon die Ploučnice (der Polzen) den bedeutendsten Zufluss bildet. Sein Tal markiert zugleich einen Abschnitt des wichtigsten tektonischen Lineaments im Böhmischen Mittelgebirge.
Nahezu übergangslos setzt sich diese Tallandschaft im Elbsandsteingebirge als klassischer Cañon bis nach Pirna fort. Die kreidezeitlichen Sedimentgesteine setzen sich bis nach Meißen und Weinböhla fort, sind aber nur linkselbisch großflächig vorhanden.
Der gesamte Durchbruch der Elbe durch das Elbsandsteingebirge ist etwa 40 km lang. Die Landschaftsräume des Elbsandsteingebirges sind dabei die Böhmische Schweiz auf tschechischer und die Sächsische Schweiz auf deutscher Seite. Danach tritt der Elblauf in die nach ihr benannte Elbezone ein, die auf ihrer Nordseite von der Lausitzer Antiklinale und einem Teil des Meißener Massivs sowie im Süden vom Elbtalschiefergebirge, der Döhlen-Senke und dem Hauptteil des Meißener Massivs flankiert wird. Zur Entwicklung einer Talform kam es infolge von seitwärts gerichteten, tektonisch verursachten Bewegungen (strike-slip-Zone) zwischen den Gesteinskomplexen der Lausitz und des Erzgebirges. In diesem Scherzonenbereich verläuft das heutige Elbtal zwischen der Lausitzer Überschiebung und der Mittelsächsischen Störung. Die gegenwärtige Ausbildung erhielt der Elbtalkessel maßgeblich durch glaziale Einflüsse und nachfolgende Erosionsvorgänge. Weiter nordwestlich geht der Elbelauf in flachere Landschaften über und durchbricht keine Gebirge mehr.

#### Urstromtäler

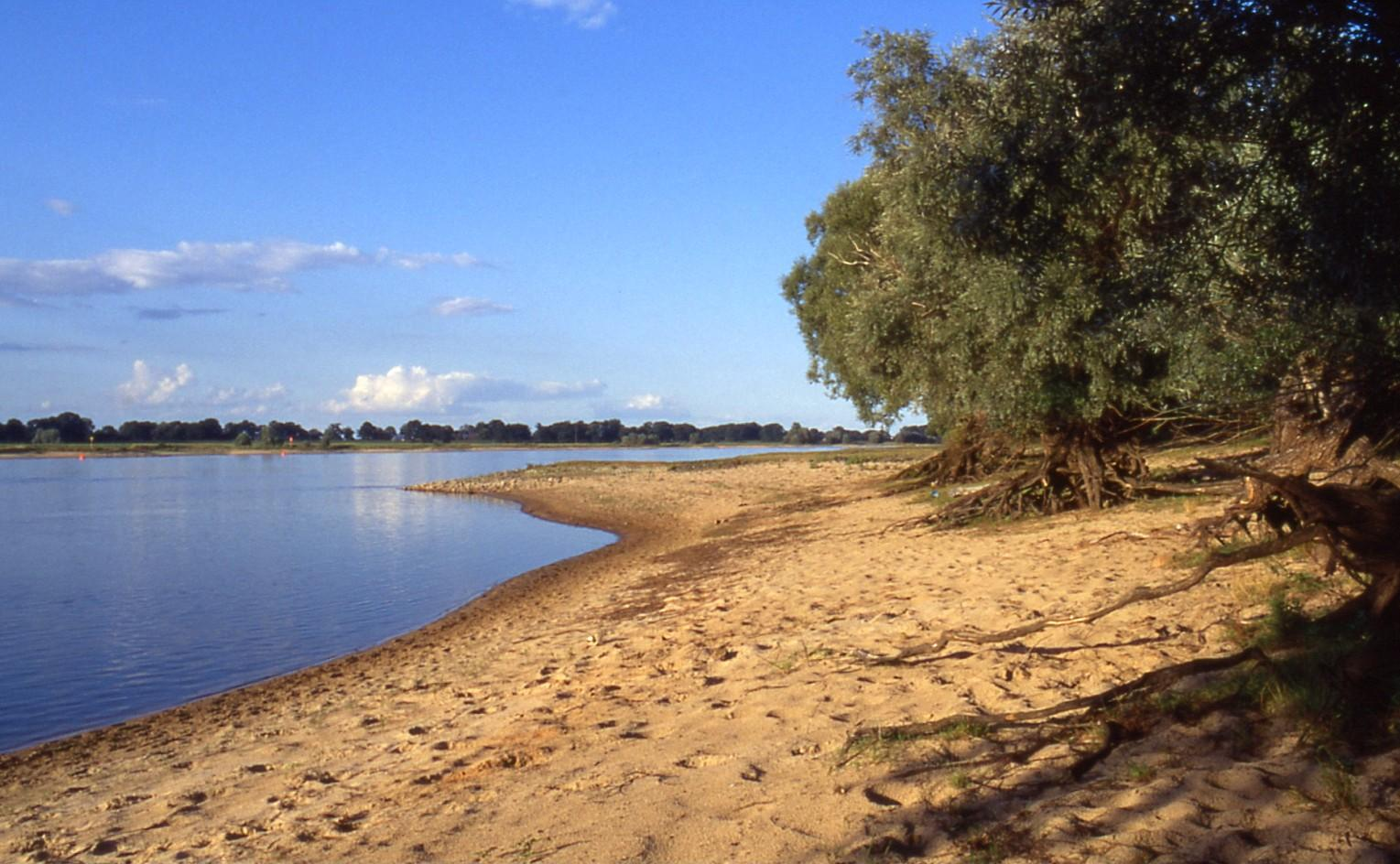
Die Elbe ist ein Sandfluss mit teilweise noch naturbelassenen Ufern.

Hinter dem Elbtalkessel verlässt die Elbe den Bereich des tektonisch alten Sächsisch-Thüringischen Grundgebirges. Von nun an durchläuft sie im nordostdeutschen Tiefland pleistozäne Landschaften. Der Strom hält jetzt auch überwiegend eine nordwestliche Fließrichtung ein. Diese grobe Geradeläufigkeit ist dadurch zu erklären, dass die Elbe nun innerhalb der glazial geschaffenen Urstromtäler fließt, in den großen Schmelzwasserrinnen der verschiedenen Eiszeitalter. Diese haben sich alle parallel zu den Eisrandlagen in nordwestlich-südöstlicher Ausrichtung gebildet. Während der letzten Glaziale und vor dem Eiszeitalter existierten vom gegenwärtigen Flussverlauf stark abweichende Verläufe, die nach heutigen Orten am damaligen Flussverlauf bezeichnet werden. So gab es vor der Elstereiszeit den Bautzener und den Senftenberger Elbelauf, zwischen der Elster- und der Saaleeiszeit den Berliner Elbelauf. Erst nach der Saaleeiszeit hat die Elbe etwa ihren heutigen Verlauf eingenommen. Bei starken Eisvorstößen wie dem Drenthestadium der Saaleeiszeit oder der Elstereiszeit wurde die Elbe auch aufgestaut, da das Inlandeis teilweise bis an die Mittelgebirgsschwelle reichte.
Eine Besonderheit des Elbverlaufs sind die Geländegegebenheiten kurz hinter Magdeburg, die den Fluss zu einem Wechsel des Urstromtals zwingen. Bis dahin bewegt er sich im Breslau-Magdeburger Urstromtal, das weiter nordwestlich noch von der Aller und der unteren Weser eingenommen wird. Die Elbe fließt nun aber plötzlich auf einer längeren Strecke in Richtung Norden und Nordnordosten weiter. Dabei gelangt sie bald in das weichseleiszeitliche Glogau-Baruther Urstromtal. Dieses ist entstehungsgeschichtlich jünger und daher geomorphologisch noch besonders gut erhalten. Das macht sich durch stellenweise abrupte Unterschiede des Höhenniveaus zwischen der Talsohle und den begrenzenden Geesträndern bemerkbar. Ab der Havelmündung erstreckt sich das Elbe-Urstromtal. Der Grund für den Wechsel der Urstromtäler liegt im vorletzten Glazial: Die Saaleeiszeit bildete Inlandgletscher, deren Eisrandlage in einer Phase des Drenthe-Stadiums etwa bis zum heutigen Magdeburg reichte. An der Stelle des späteren Richtungswechsels bildete der Gletscher eine Art Nase, die das Magdeburg-Breslauer Urstromtal anschürfte und vorhandene Endmoränen einebnete. Dazu lagerte sich Geschiebematerial ab, welches das dortige Tal schließlich blockierte und so die Elbe in ein anderes Flussbett zwang. Von der nördlich bis kurz vor Magdeburg reichenden Eisrandlage des Warthe-Stadiums der Saale-Kaltzeit ließ sich die Elbe später nicht ablenken und durchstieß diese Endmoränenstaffel. An der Verlaufskarte (oben) lassen sich die markanten Richtungsänderungen gut ablesen.
Die Elbe kann fast insgesamt als ein „Sandfluss“ bezeichnet werden – zum einen weil sie Sandsteingebirge durchbricht und erodiert, vor allem aber weil der Tieflandanteil des Elbverlaufes in den Urstromtälern über pleistozänen Sandablagerungen und holozänen Sedimenten des Flusses verläuft. Relikte der Eiszeiten sind im Mittel- und Unterlauf auch Findlinge, die entweder wegen der Schifffahrt aus der Elbe geborgen wurden oder immer noch im Grund des Flusses liegen. Von besonderer Bedeutung sind eng begrenzte Felsaufragungen im Flussbett vor allem bei Torgau und der Domfelsen in Magdeburg, die bei Niedrigwasser ein gefährliches Hindernis für die Schifffahrt darstellen.

### Elbmündung

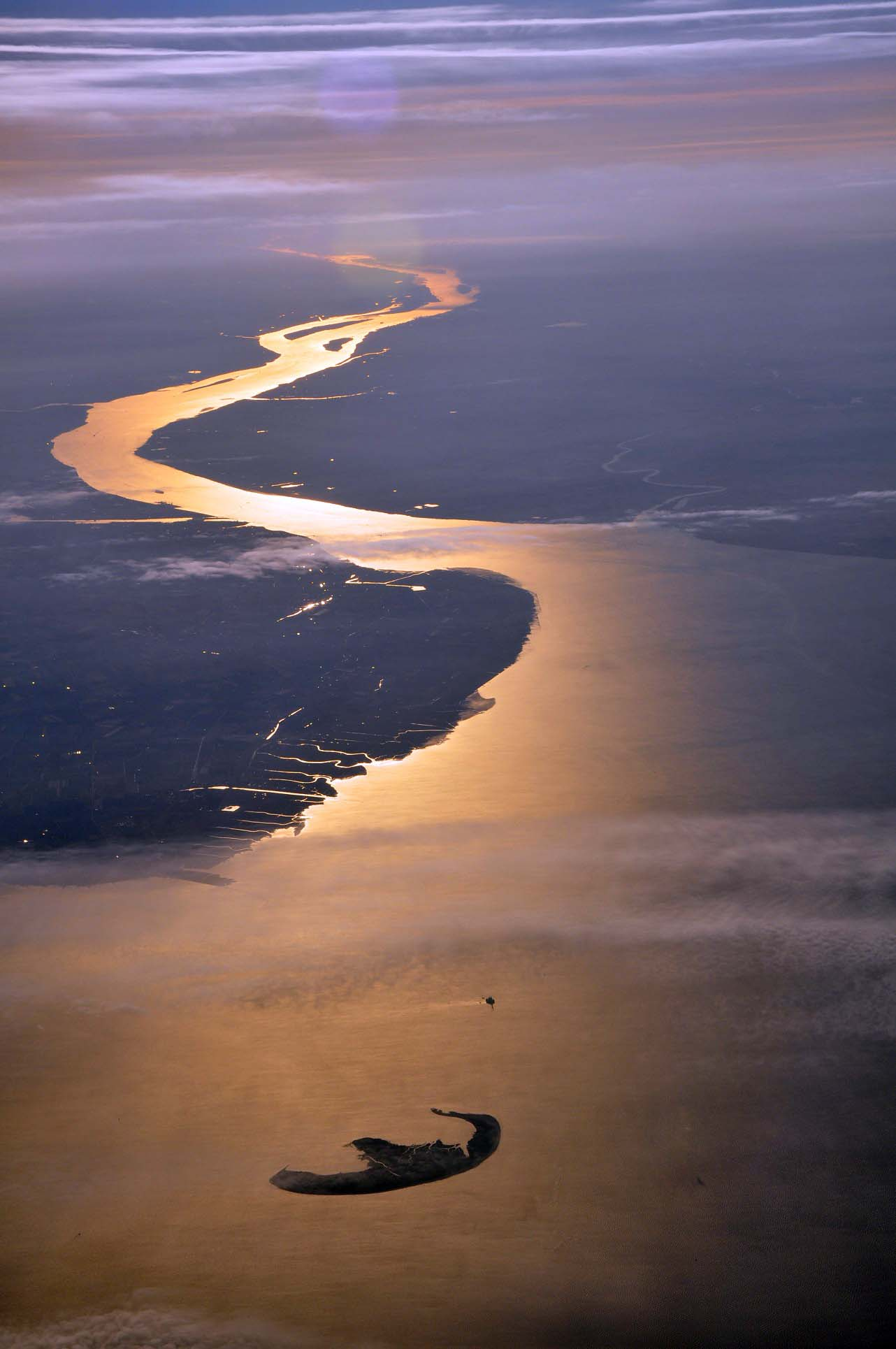
Ästuar der Elbe mit der Insel Trischen

Der Mündungsbereich hat noch in erdgeschichtlich jüngster Vergangenheit erhebliche geomorphologische Änderungen erfahren. So war der gesamte südliche Teil der heutigen Nordsee gegen Ende des Weichselglazials Landfläche. Die Elbmündung befand sich wohl mehrere hundert Kilometer weiter nordwestlich an einer Stelle, die heute mitten im Meer liegt. Um 5000 v. Chr. hatte sich durch den Meeresspiegelanstieg im Holozän die Elbmündung schon eher dem heutigen Bereich angenähert, aber die Küstenlinie unterschied sich immer noch. Teilstücke des Elbe-Urstromtals lassen sich noch heute als eine langgestreckte und etwa 40 bis 50 Kilometer breite Vertiefung am Grund der Nordsee nachweisen.

## Nebenflüsse

### Flüsse über 100 km Länge

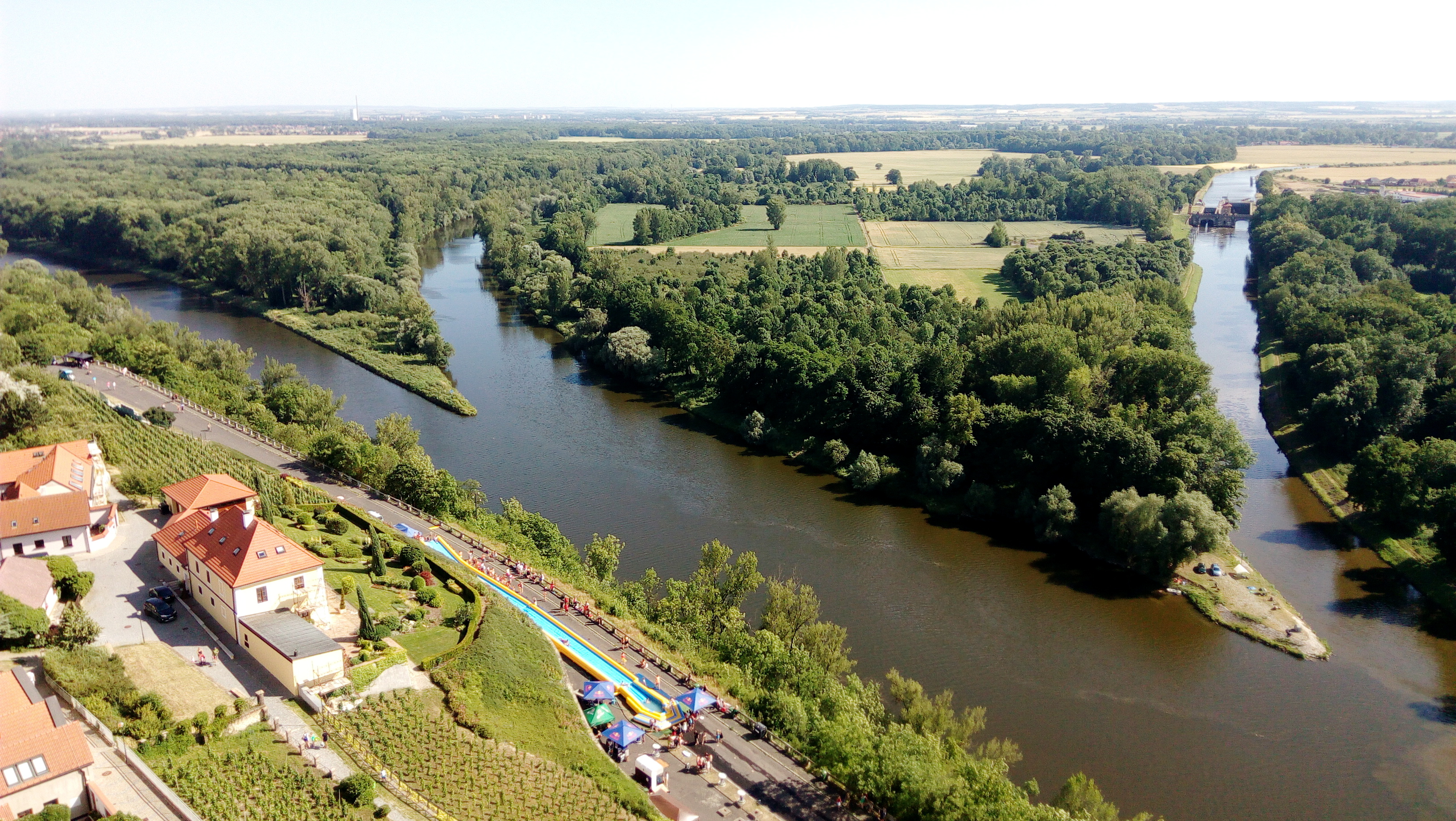
Mündung der Moldau in die Elbe (links die Elbe, in der Mitte die Moldau, rechts der Moldaukanal)

Der größte Nebenfluss der Elbe ist die Moldau (tschechisch Vltava) mit 430 km Länge. Sie vereint sich bei Mělník (Melnik), 30 km nördlich von Prag, mit der Elbe, 279 km flussabwärts der Elbquelle. An der Stelle des Zusammenflusses ist die normale Abflussmenge der Moldau mit 150 m³/s größer als die der Elbe. Das Einzugsgebiet der Moldau erstreckt sich bis nach Bayern und Österreich.
Der zweitgrößte Nebenfluss ist die Saale mit 413 km und 115 m³/s, die im Fichtelgebirge in Bayern entspringt und bei Barby in Sachsen-Anhalt in die Elbe mündet. Ihr Einzugsgebiet umfasst den Nordosten Oberfrankens, den Westen Sachsens, den größten Teil Thüringens und den Ostharz.
Der längste rechte Zufluss der Elbe ist die Havel mit 325 km (mit Spree 542 km). Ihre Abflussmenge beträgt an der Mündung bei Havelberg durchschnittlich 108 m³/s.
Die ebenfalls im Fichtelgebirge entspringende Eger (auf tschechischem Gebiet Ohře) hat eine Länge von 291 km. Sie folgt etwa dem Verlauf des nach ihr benannten Egergrabens am Südfuß des Erzgebirges, das sie südlich entwässert, und mündet in der Nähe der tschechischen Stadt Litoměřice (Leitmeritz) in die Elbe.
Die Mulde (124 km, mit Zwickauer Mulde 290 km) entsteht bei Colditz aus der Vereinigung der Freiberger Mulde (124 km) und der Zwickauer Mulde (166 km). In ihr sammelt sich das meiste Wasser von der Nordseite des Erzgebirges.
Die Elde (208 km) mündet bei Dömitz in Mecklenburg. Große Teile ihres Flusslaufes wurden staugeregelt als Schifffahrtsweg von der Elbe zum Schweriner See und zur Müritz.
Die Schwarze Elster mündet nach 188 km Länge rechtsseitig in die Elbe. Sie entspringt in der Oberlausitz wenige Kilometer westlich des Spreetals. Auf ihrem Weg durch Sand- und Sumpfgebiete trägt sie wenig Sedimente mit – im Gegensatz zur Weißen Elster, die über die Saale mündet und fast auf ganzer Länge durch Lehmböden fließt.
Die Oste (153 km) mündet in das Ästuar der Elbe. Sie hat eine durch das Teufelsmoor führende Kanalverbindung zu Weserzuflüssen, die aber für den Schiffsverkehr nicht mehr genutzt wird.
Die Ohre (110 km) wiederum markiert die Grenze zwischen Magdeburger Börde und Altmark. In ihrer Niederung wurde der Mittellandkanal gebaut.
Die in Pardubice einmündende Chrudimka (104 km) führt ihr Wasser aus den Žďárské vrchy (Saarer Bergen), Železné hory (Eisengebirge) und der Chrudimer Tafel zu. Die 102 km lange Ploučnice, der Polzen, entwässert die Südseite des Lausitzer Gebirges sowie den östlichen Teil des Böhmischen Mittelgebirges und mündet in Děčín (Tetschen), wenige Kilometer südlich der deutsch-tschechischen Grenze.

### Weitere Nebenflüsse

Nebenflüsse der Elbe

Die obersten Nebenflüsse der Elbe tragen selbst noch diesen Namen (beim Rhein gibt es Ähnliches): Bílé Labe (Weißwasser, wörtlich übersetzt: Weiße Elbe) und Malé Labe (Kleine Elbe).
Bei Bad Schandau fließt der Elbe die aus dem Lausitzer Gebirge bei Krásná Lípa (Schönlinde) und durch das Elbsandsteingebirge kommende Kirnitzsch (tschechisch: Křinice) zu.
Wichtige Nebenflüsse der Elbe im Raum des Osterzgebirges sind die bei Ústí nad Labem (Aussig) mündende Bílina (Biela), die in Tschechien als Mohelnice entspringende Müglitz, die in Pirna mündende Gottleuba und die in Dresden mündende Weißeritz.
Kleinere, aber wichtige Nebenflüsse in Norddeutschland sind die Stepenitz in der Prignitz, die Jeetzel im Wendland, die Delvenau bei Lauenburg (für den Vorläufer des heutigen Elbe-Lübeck-Kanals genutzt), die das Hamburger Stadtbild prägende Alster und die in den holsteinischen Elbmarschen mündenden Flüsse Pinnau, Krückau und Stör.

## Naturräume, Flora und Fauna, Naturschutz

### Naturräumliche Einheiten

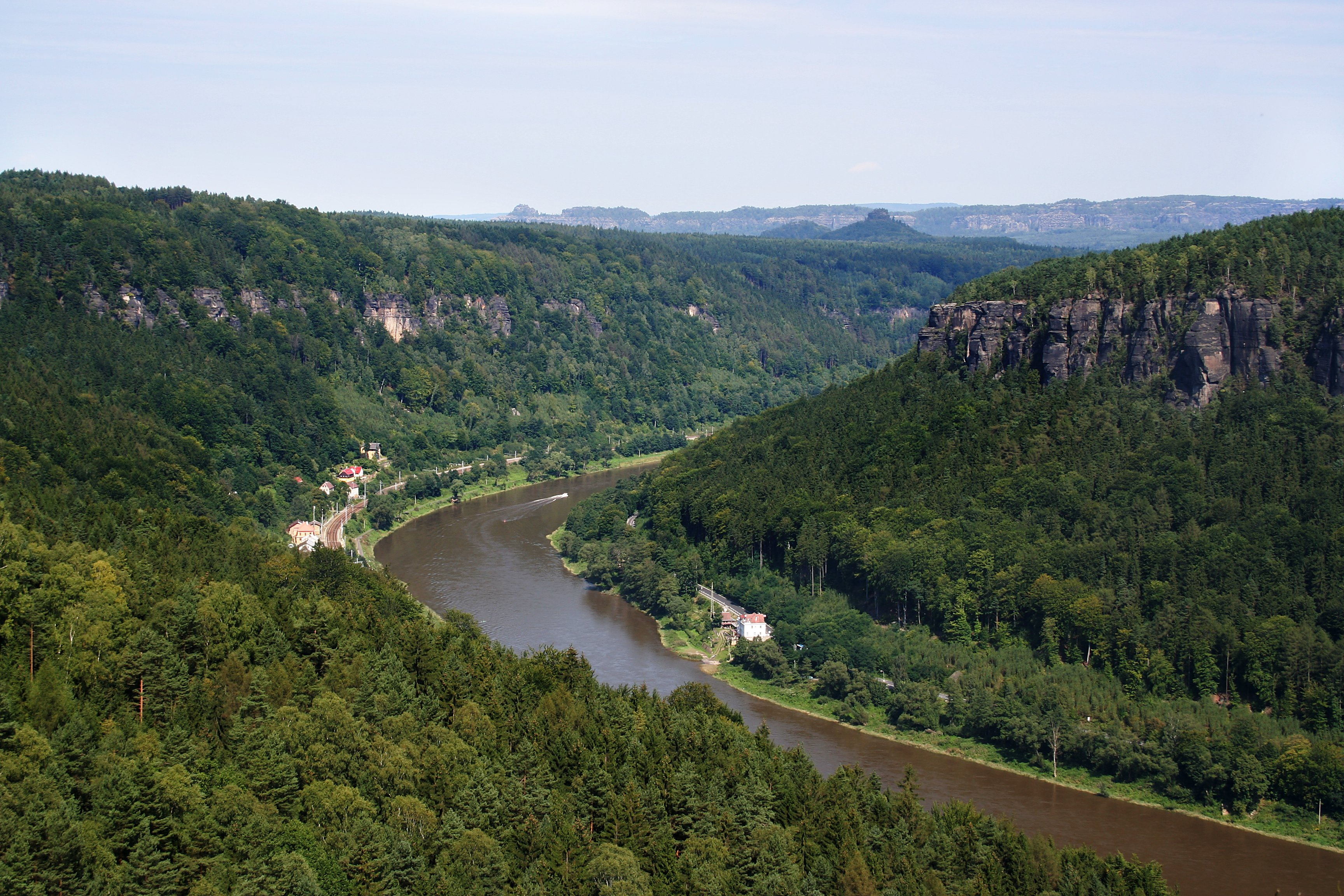
Oberelbe im Elbsandsteingebirge

Die Elbe durchfließt auf deutschem Gebiet die folgenden „naturräumlichen Haupteinheitengruppen“:
- D15 – Sächsisch-böhmisches Kreidesandsteingebiet
- D19 – Sächsisches Hügelland und Erzgebirgsvorland
- D10 – Elbe-Mulde-Tiefland
- D09 – Elbtalniederung
- D24 – Untere Elbeniederung (Elbmarsch)

Die drei letztgenannten Naturräume innerhalb des Norddeutschen Tieflandes werden dabei wesentlich durch die Elbe selbst bestimmt und definiert.
Das Sächsisch-böhmische Kreidesandsteingebiet erstreckt sich innerhalb des deutschen Gebietes von der Staatsgrenze zu Tschechien etwa bis Pirna (südöstlich von Dresden). Landschaftsräumlich ist der Bereich als Elbsandsteingebirge oder der deutsche Teil des Gebirges als Sächsische Schweiz bekannt. Das „Sächsische Hügelland und Erzgebirgsvorland“ passiert die Elbe von Pirna/Dresden bis kurz vor Riesa. Von dort erstreckt sich bis kurz unterhalb Magdeburgs, bis etwa zur Einmündung des Niegripper Verbindungskanals, der lange Verlauf des „Elbe-Mulde-Tieflandes“. Danach reicht ein weiterer sehr langgezogener Abschnitt, die Elbtalniederung, bis vor die südöstlichen Tore Hamburgs. Alle diese Abschnitte und Naturräume gehören zur kontinentalen biogeografischen Region.
Ab der Staustufe Geesthacht wird die Unterelbe als Naturraum Untere Elbeniederung bezeichnet. Dieser wird zur atlantischen biogeografischen Region gezählt. Durch den maritimen Mündungstrichter (Ästuar) der Elbe in die Nordsee zieht sich dann noch eine naturräumliche Grenze, die zwischen der Unteren Elbeniederung am niedersächsischen Südufer und dem Naturraum D21 – Schleswig-Holsteinische Marschen auf der nordöstlichen Seite trennt.
Die genannten naturräumlichen Haupteinheitengruppen können in Haupteinheiten und Untereinheiten differenziert werden (Beispiele: Dessauer Elbtal, Untere Mittelelbeniederung) – auf diese feinere Gliederung, die je nach Bundesland nicht immer einheitlich definiert wird, soll hier nicht eingegangen werden.

### Charakteristische Biotoptypen der Flussaue

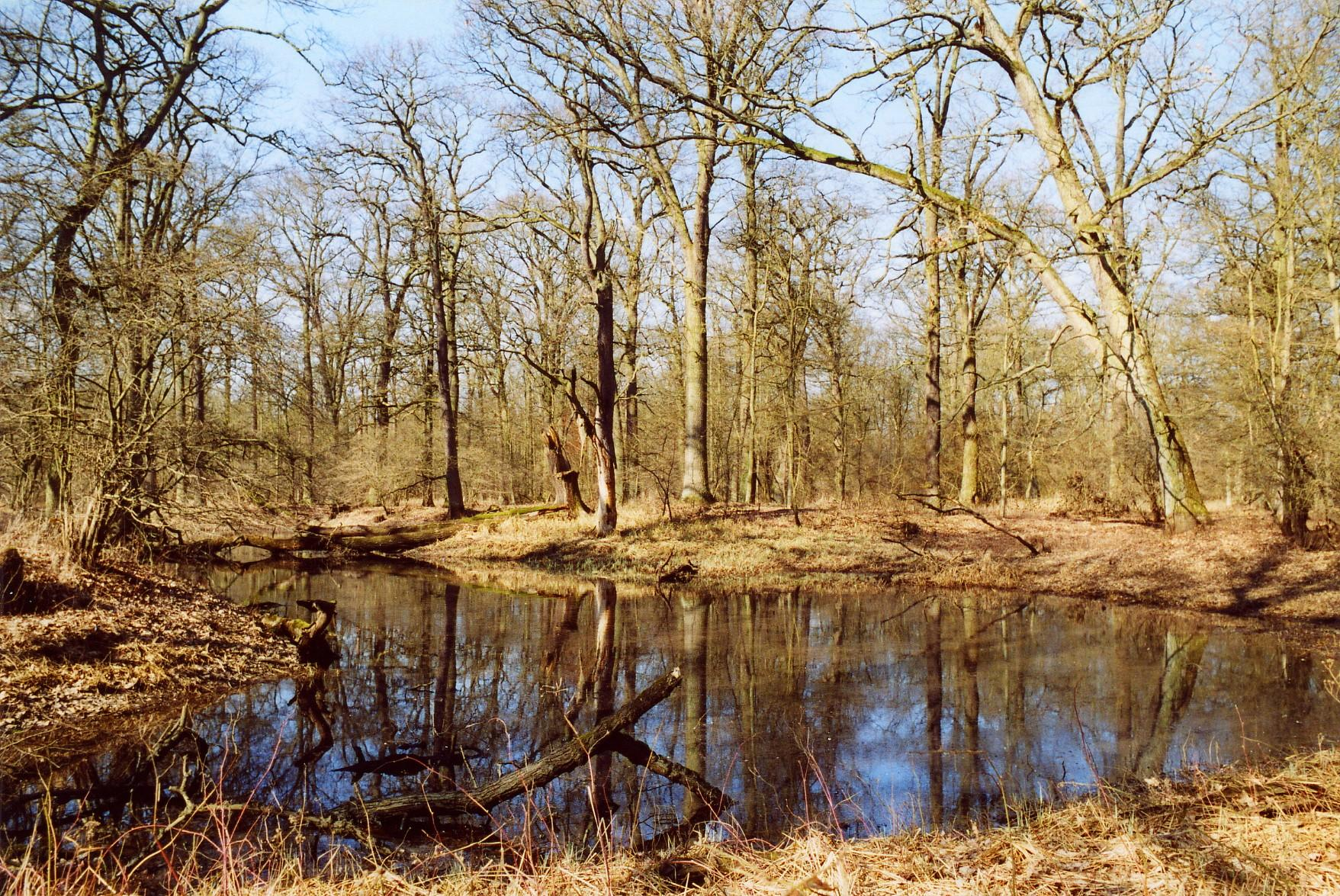
Elbholz, ein Überrest natürlichen Hartholz-Auwaldes

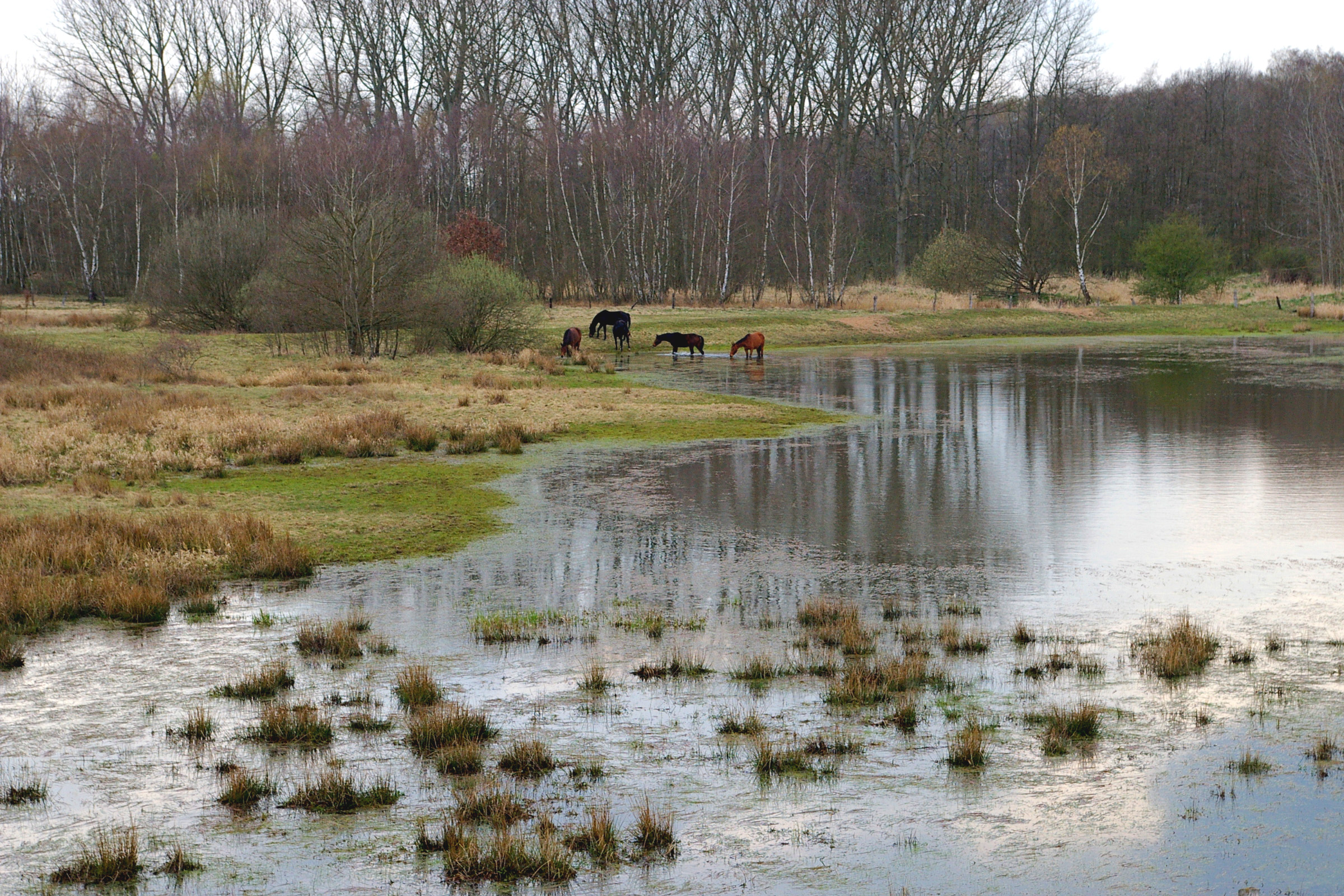
Qualmgewässer im Landkreis Lüchow-Dannenberg

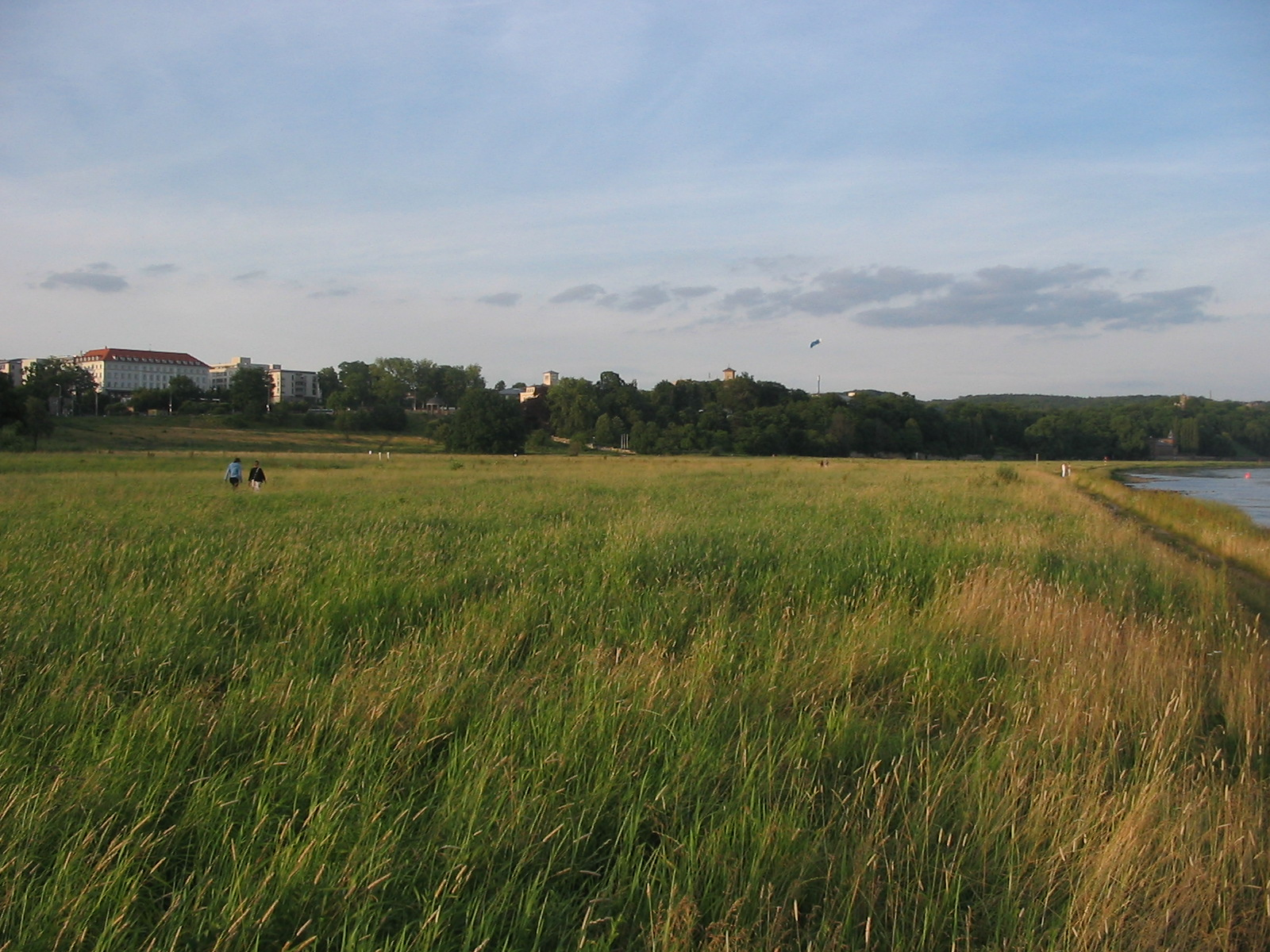
Dresdner Elbwiesen

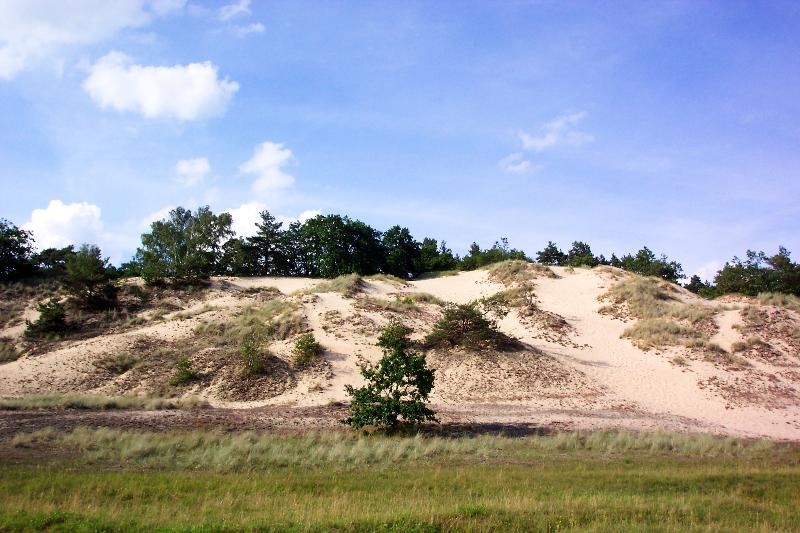
Binnendüne bei Dömitz

Da die Elbe sehr unterschiedliche Landschaften durchläuft, sind die sie begleitenden Biotope je nach naturräumlichen Gegebenheiten und dem Grad der Veränderung durch den Menschen entsprechend verschieden. Auf tschechischer Seite und im sächsischen Mittelgebirgsbereich ist die Flussaue überwiegend auf ein schmales, teilweise schluchtartiges Kerbtal beschränkt, das sich nur streckenweise weiter öffnet. Solche Areale sind oft mit Siedlungen, Verkehrswegen oder Landwirtschaft überformt. Ein höheres Maß an natürlichen oder naturnahen Biotopen weist der lange Mittellauf auf. Er ist vergleichsweise dünn besiedelt und hat durch Deichbau einen großen Teil der ursprünglichen Auenlandschaft innerhalb der Urstromtäler verloren. Der Unterlauf wiederum hat durch die Dimensionierung des Mündungstrichters, durch den Gezeiteneinfluss und durch die Nutzung als Wasserstraße einen eigenen Charakter.
Zu den natürlichen Biotoptypen eines mitteleuropäischen Tieflandflusses gehören vor allem Weichholz- und Hartholzauwälder. Während die länger überflutungstoleranten Weichholzauen aus Weiden und Pappeln noch auf größeren Abschnitten zumindest linear vorhanden sind, sind Hartholzauen mit Eichen, Ulmen, Eschen nur noch in Fragmenten erhalten geblieben. Oft mussten sie landwirtschaftlichen Flächen weichen oder wurden durch Deichbau vom regelmäßigen, lebensnotwendigen Überflutungsgeschehen abgeschnitten. Die größten zusammenhängenden Reste von „echtem“ Auwald – auch ganz Mitteleuropas – finden sich heute im Dessauer Elbtal, insbesondere zwischen den Mündungen von Mulde und Saale.
Die überwiegend offenen Landschaften der mittleren Elb-Auen werden von Grünlandnutzung, in überschwemmungssichereren Bereichen auch von Ackernutzung geprägt. Dazwischen sind Biotoptypen wie Niedermoore, in Form von Erlenbruchwäldern, Großseggenriede, Röhrichten und verschiedenen Stillgewässerarten anzutreffen. Vor allem vor der Regulierung des Flussverlaufes durch Deiche sowie Buhnen konnten durch die Fließgewässerdynamik (Hochwässer, Verlaufsänderungen) ständig neue Randgewässer wie Flutrinnen und -mulden, Altarme und Bracks entstehen. Ein Charakteristikum der Elbe ist auch nach der Ausdeichung erhalten geblieben: Bei Hochwasser steigt der Grundwasserspiegel zeitlich verzögert an und drückt – begünstigt durch den grobporigen, sandigen Boden – unter den Deichen hindurch. Auf der anderen Seite tritt dieses Wasser als so genanntes Dränge-, Druck- oder Qualmwasser wieder an die Oberfläche. Auf diese Weise entstehen temporäre Gewässer, in denen viele sehr seltene Tier- und Pflanzenarten ein Refugium haben – ein gewisser Ersatz für die ursprünglichen, durch die Bedeichung verloren gegangenen Überflutungsbiotope. Das sandige Ufer der Elbe selbst mit den ständigen Wechseln aus Überstauung und Trockenheit ist ebenfalls Lebensraum einer spezialisierten Flora und Fauna. Gleiches gilt für pleistozäne Geestrücken und periglazial entstandene Flugsanddünen, die entweder als Inseln innerhalb der Talaue liegen oder diese begrenzen (vergleiche beispielsweise: Höhbeck).
In den stärker urban geprägten Abschnitten des Elbufers finden sich oft Grünlandflächen auf den Auenstandorten, so genannte Elbwiesen. Diese werden in der Regel extensiv als Weide oder Mähwiese bewirtschaftet und dienen zudem als Erholungs- und Veranstaltungsflächen. Dabei verblieben aber auch Reste von Auenbewaldung die teilweise unter Naturschutz stehen. Häufig spielen sie auch als Retentionsraum eine Rolle und dienen zusammen mit verlandeten Altarmen dem Hochwasserschutz. Nebenarme der Elbe wurden entweder künstlich trockengelegt oder verlandeten von selbst und sind heute innerhalb von bebauten Gebieten als Feuchtwiese erhalten. Diese Altarme, die bei Hochwasser selbst schnell hohe Wasserstände und Fließgeschwindigkeiten aufweisen, wurden nicht überall baufrei gehalten.
Im Unterlauf übt die Nordsee bereits einen merklichen Einfluss auf die Landschaft und die Lebewelt aus. Die weitläufigen, von Entwässerungsgräben durchzogenen Grünlandkomplexe entlang der Elbe werden hier als Marsch bezeichnet.

### Pflanzen

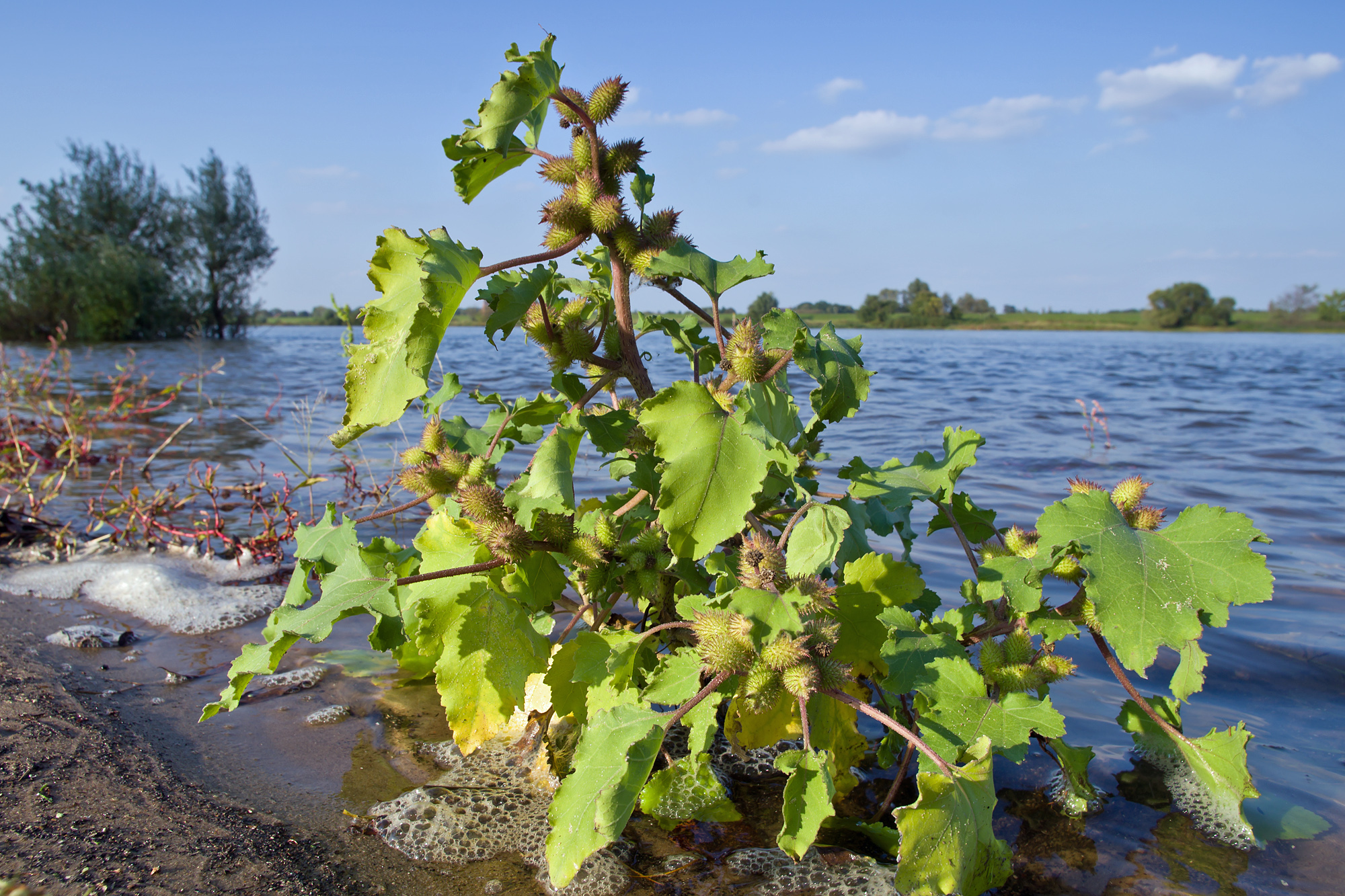
Ufer-Spitzklette

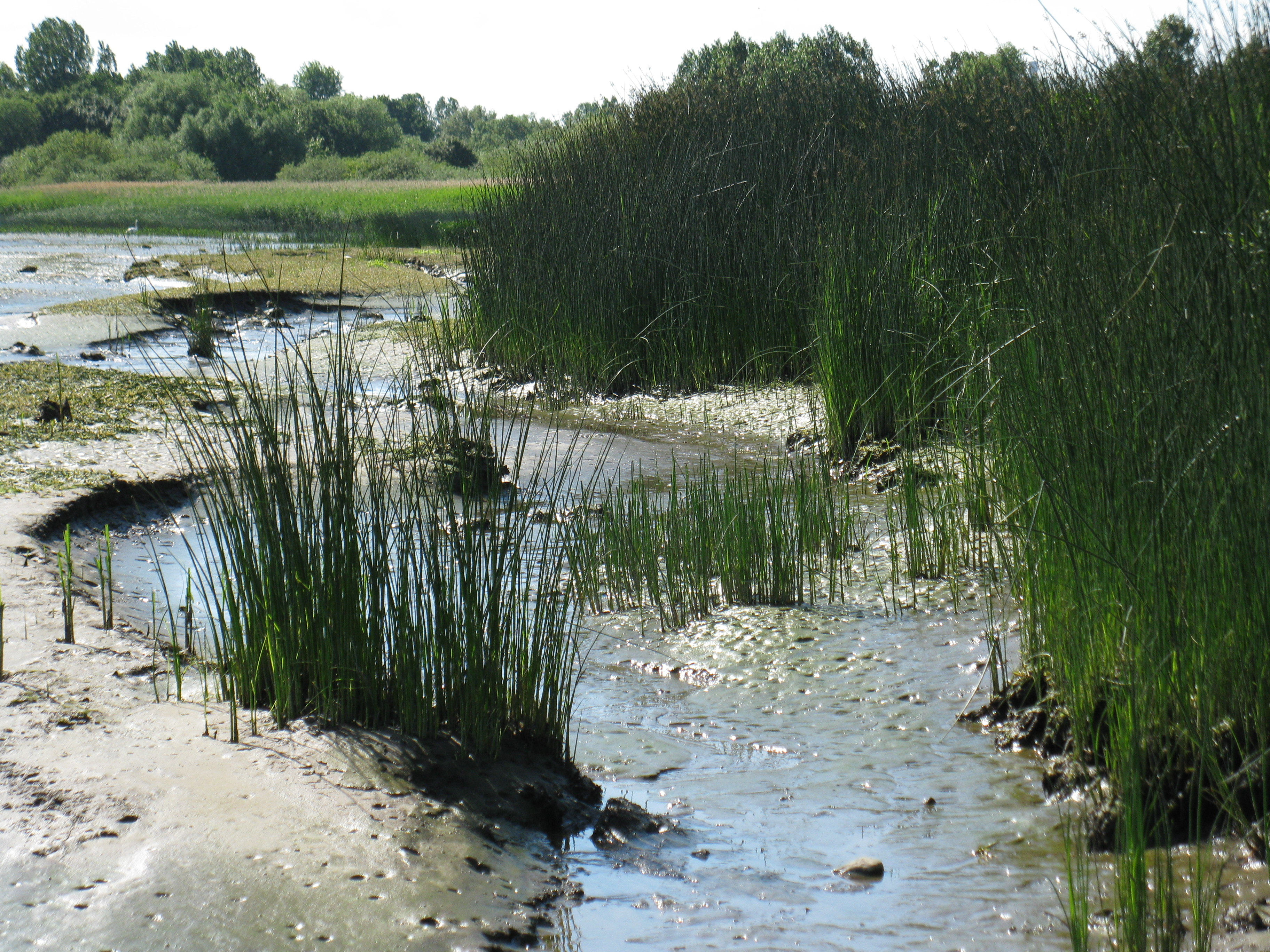
Teichbinsenröhricht ist typisch für naturnahe Uferzonen an der Tideelbe.

Die natürliche Pflanzenwelt der Elbe, ihrer Ufer und Auen ist vor allem durch den stetigen Wechsel von trockenen und nassen Bedingungen geprägt – dies gilt sowohl räumlich als auch zeitlich betrachtet. Im Fluss selbst wachsen heute vergleichsweise wenige Pflanzen. Das hängt mit menschlichen Eingriffen in Verlauf, Fließgeschwindigkeit und Wasserqualität zusammen. Aber schon am sandigen bis schlickigen Spülsaum gibt es spezialisierte, teils amphibisch lebende Pflanzen wie den Hirschsprung, den Schlammling, verschiedene Zweizahn- und Gänsefuß-Arten, Röhrichte, Seggenriede und Hochstaudenfluren. Unter den krautigen Pflanzen sind viele Stromtalpflanzen, die schwerpunktmäßig oder sogar ausschließlich entlang größerer Flussläufe vorkommen. Ihre Ansiedlung wird begünstigt durch kleinklimatisch bevorzugte, wechselfeuchte Standorte sowie durch Ausbreitung mittels Verdriftung, Schiffsverkehr und Wasservögel. Zu den mit Schwerpunkt im Elbtal auftretenden Arten gehört unter anderem die Ufer-Spitzklette. Unter den Gehölzen sind Weiden, insbesondere die Silber-Weide, Schwarz-Pappeln und alte Stieleichen besonders landschaftsprägend.
Die Seitengewässer in den Elbauen weisen eine große Vielfalt an Wasser-, Sumpf- und Uferpflanzen auf, darunter seltenere Arten wie die Krebsschere, die Schwanenblume und die Seekanne. Im Spätfrühling und Frühsommer sind viele Tümpel und Flutmulden von einem weißen Teppich blühenden Wasserhahnenfußes bedeckt. Feuchtwiesen sind zur gleichen Zeit rosa von Blütenaspekten der Kuckucks-Lichtnelke und gelb von verschiedenen Hahnenfuß-Arten. Sehr kleinräumlich können sich feuchte und trockene Biotope abwechseln, so dass sich wenige Meter entfernt Pflanzen der Magerrasen und Sand-Trockenrasen angesiedelt haben.
An der Unterelbe mischen sich Florenelemente atlantischer und salzverträglicher Standorte in die Ufervegetation. Dazu gehört beispielsweise die Gewöhnliche Strandsimse. Große Süß- und Brackwasserröhrichte in den sandig-schlickigen Ufer- und Gezeitenzonen bilden außerdem hochwüchsige Arten wie Teichbinsen, Schmalblättriger Rohrkolben und Schilfrohr. Eine Rarität, die weltweit betrachtet ausschließlich an wenigen Stellen der Unterelbe endemisch vorkommt, ist der Schierlings-Wasserfenchel (Oenanthe conioides). Dieser ist auf den extrem seltenen Lebensraum „tidebeeinflusstes Süßwasserwatt“ spezialisiert. Bekannt wurde dieses durch das teilweise Zuschütten des „Mühlenberger Loches“ bei Hamburg im Zuge der Expansion des Flugzeugbauers EADS/Airbus. Sein Lebensraum ist aufgrund zahlreicher anthropogener Eingriffe immer seltener in seiner ursprünglichen Form vorzufinden. Da seine Bestände stark rückläufig sind, steht der Schierlings-Wasserfenchel unter strengem Naturschutz.

### Tiere am und im Fluss (Auswahl)

#### Säugetiere
Bemerkenswerte Säugetierarten an der Elbe sind der Fischotter und der Biber. Seit einigen Jahren vergrößert sich das Verbreitungsgebiet der Elbe-Biber wieder – ausgehend von ihrem Refugium im Dessauer Auwald – dank intensiver Naturschutzmaßnahmen an der Mittelelbe und den dortigen Nebenflüssen. Seit 1990 wird beispielsweise auch die niedersächsische Elbtalaue von dieser Tierart wieder besiedelt (2004 wurden allein dort rund 300 Tiere gezählt). Hier galt die Art seit 1819 als ausgestorben – Folge vor allem einer intensiven Bejagung.

#### Vögel
An der Elbe und in ihren Auen kommt ein Großteil der mitteleuropäischen Arten als Brutvogel vor. Darunter sind Seltenheiten wie der Seeadler, der Schwarzstorch und verschiedene Limikolen. Hinzu kommen Zugvögel, die das Elbtal als Rastgebiet und Wanderlinie nutzen, besonders die untere Mittelelbe und den Mündungsbereich. Beispiele sind nordische Schwäne und Gänse aus Westsibirien (Sing- und Zwergschwan, Bläss- und Waldsaatgans und andere). Unter den Großvögeln sind die Weißstörche besonders populär, die entlang der Mittelelbe in zahlreichen Dörfern brüten. In Ausbreitung als Brutvogel ist der Kranich, der versteckt in Bruch- und Auwäldern nistet. Daneben ziehen viele nordische Kraniche über die Elbe und rasten dort.

#### Amphibien
Mindestens 12 der 21 deutschen Amphibienarten kommen entlang der Elbe in den stehenden Auengewässern vor. Besonders hervorzuheben sind dabei die großen Bestände von Moorfrosch und Laubfrosch, die anderenorts oft nur noch selten zu finden sind. Eine herausragende Rolle spielt das Elbetal für die Rotbauchunke – sie kommt vor allem in den Qualmgewässern hinter dem Deich vor, aber auch in Flutmulden des Vordeichlandes, die nicht bei jedem Hochwasser erreicht werden. Diese in Deutschland stark gefährdete Art ist auf die jahreszeitlichen Wechsel der Wasserstände existenziell angewiesen.

#### Insekten
Auf die Vielzahl der besonderen Insektenarten entlang der Elbe einzugehen, würde den Rahmen hier sprengen. Bemerkenswert ist, dass nicht nur in den Randgewässern, sondern in der Elbe selbst wieder viele Insektenlarven (Libellen, Eintagsfliegen etc.) vorkommen. Die größte Diversität herrscht aber sicherlich in den eingestreuten Trockenbiotopen. Auch die alten Eichenbäume entlang der Mittelelbe sind ein wichtiger Insekten-Lebensraum (unter anderem verschiedener Großkäfer).

#### Krebstiere
In Qualmgewässern und anderen temporären Tümpeln finden sich sogenannte „Urzeitkrebschen“ – Kiemenfußkrebse wie der Feenkrebs (Eubranchipus grubii) und der Schuppenschwanz oder Frühjahrs-Rückenschaler (Lepidurus apus). Deren Eier können jahrelange Trockenperioden überdauern, um dann bei Überschwemmung schlagartig zu schlüpfen und eine neue Generation zu produzieren. Ein ganz anderes Phänomen ist die massenhafte Ausbreitung der Chinesischen Wollhandkrabbe. Diese gelangte zu Beginn des 20. Jahrhunderts mit dem Ballastwasser von Frachtschiffen nach Norddeutschland. Dabei eroberte sich dieser Neozoon auch einen Großteil der Elbe als Lebensraum. Zwischen den 1930er und den 1950er Jahren kam es zu mehreren Zusammenbrüchen der Bestände infolge der Gewässerverschmutzung. Nach vierzig Jahren Abwesenheit wird diese Art seit den 1990er Jahren nun wieder in Massen in der Elbe beobachtet. Das Stauwehr bei Geesthacht überwinden die Krebse, indem sie zu Millionen entweder die „Fischtreppe“ benutzen oder einfach über Land krabbeln.

#### Fische

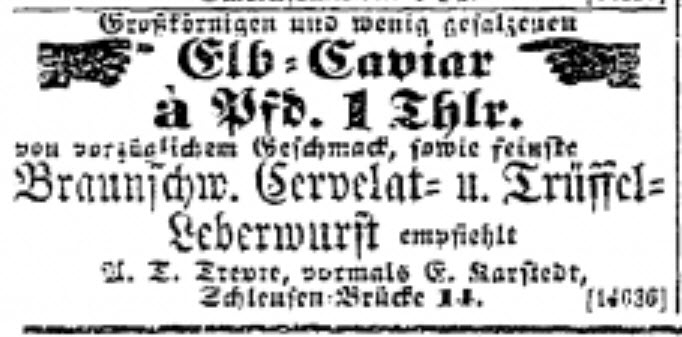
Werbung für Elb-Kaviar in der Kreuzzeitung vom 23. Dezember 1857

Die Elbe galt einst als einer der fischreichsten Flüsse Europas. Noch um 1900 lagen die Erträge der Elbfischer mit rund 100 Kilogramm pro Hektar doppelt so hoch wie in Seen. Dazu zählten Standfische ebenso wie Wanderfische, die zwischen dem Flusssystem und dem offenen Meer hin- und herwechselten. Zu den spektakulärsten Wanderfischarten gehörte der Stör, von dem manchmal über drei Meter lange Exemplare gefangen wurden. Bereits im 19. Jahrhundert gingen die Bestände dann zurück – verursacht durch erste Ausbaumaßnahmen im Fluss, Uferbefestigungen und Beseitigung von Kiesbänken. Zu Beginn des 20. Jahrhunderts kamen industrielle Abwässer hinzu, die den Sauerstoffgehalt des Flusswassers reduzierten und dieses vergifteten. 1921 wurde bei Wootz in Brandenburg vermutlich der letzte kapitale Elb-Stör gefangen. Spätestens mit dem Bau der Staustufe Geesthacht im Jahr 1960 endete die freie Wandermöglichkeit zwischen Fluss und Nordsee; eine vorhandene Fischtreppe war praktisch unwirksam (siehe Hauptartikel Staustufe Geesthacht: Fischaufstiegsanlagen). Außerdem trug die extreme Wasserverschmutzung im 20. Jahrhundert ein Übriges zum Aussterben vieler Fischarten bei.
Seit der deutlichen Verbesserung der Wasserqualität um 1990 erholen sich einige Fischbestände, und die Artendiversität steigt wieder an. Gleichzeitig wurde die mittlerweile als grundsätzliches Problem erkannte fehlende Durchgängigkeit der Staustufen systematisch erforscht. Ein erst 1998 errichtetes Umgehungsgerinne an der Staustufe Geesthacht konnte die Durchgängigkeit dennoch nur für kräftige Fischarten beschränkter Größe verbessern. Erst seit August 2010 ist mit einer weiteren flacheren und größeren Fischaufstiegsanlage (550 m Länge bei 4 m Fallhöhe, 16 m Breite), die als Ausgleichsmaßnahme für das Kohlekraftwerk Moorburg errichtet wurde, die Staustufe wieder weitgehend durchgängig, auch für schwache Arten wie Stinte und für den sehr großen atlantischen Stör. Die Anzahl aufgestiegener Individuen nahm trotz ungünstigerer Lage gegenüber der erhaltenen älteren Anlage annähernd um den Faktor 20 zu. Gegenwärtig setzt sich die Fischfauna des Elbestroms aus 112 Arten zusammen. Dazu zählen 47 limnische (im Süßwasser lebende), 17 euryhaline (Wanderarten zwischen Salz- und Süßwasser) sowie 48 marine Arten. Neben bekannten Namen wie Aal, Hecht, Karpfen und Zander gibt es unter anderem auch Döbel, Hasel, Schleie, Blei, Quappe, Flussbarsch, Barben, Aland, Gründling, Ukelei, Meerforelle, Zährte, Zope und den seltenen Nordseeschnäpel. Am Unterlauf ist der Stint die mengenmäßig bei weitem dominierende Art. Allerdings muss beim Verzehr mancher Elbfische weiterhin mit erhöhten Schwermetall- und anderen Schadstoffbelastungen gerechnet werden, vor allem bei älteren, fettreichen und am Grund lebenden Tieren. Besonders positiv im Vergleich zu Flüssen wie dem Oberrhein oder der Mosel ist das Fehlen von Staustufen (Ausnahme: Geesthacht) im deutschen Abschnitt.
Auch der Atlantische Lachs ist ein Wanderfisch, der ehemals in der Elbe überaus häufig war („Arme-Leute-Essen“) und dann durch die Gewässerverschmutzung und Verbauung völlig verdrängt wurde. 1925 kam die bis dahin sehr einträgliche Lachsfischerei zum Erliegen. Nach der Überwindung der deutschen Teilung begannen in Sachsen Wiedereinbürgerungsversuche von Lachsen aus Skandinavien und Irland. Erste bescheidene Erfolge sind sichtbar, aber noch nicht nachhaltig. Als ein Erfolg kann gesehen werden, dass im August 2006 an der deutsch-tschechischen Grenze ein 1,04 Meter großer Lachs gefangen worden ist.
Die stetigen Vertiefungsmaßnahmen im Unterlauf (Ausbaggern der Fahrrinne nach Hamburg) und andere Ausbaumaßnahmen führten allerdings gerade in den letzten Jahren zeitweise wieder zu kritischem Sauerstoffmangel im Wasser, so dass viele Fische erstickten. Dazu tragen auch extrem hohe sowie extrem niedrige Wasserstandssituationen bei – im ersteren Fall werden dann beispielsweise viele Nährstoffe aus überschwemmten Ackerflächen in den Fluss eingetragen, die zu Algenblüten und anschließender Sauerstoffzehrung führen.

## Gewässergüte

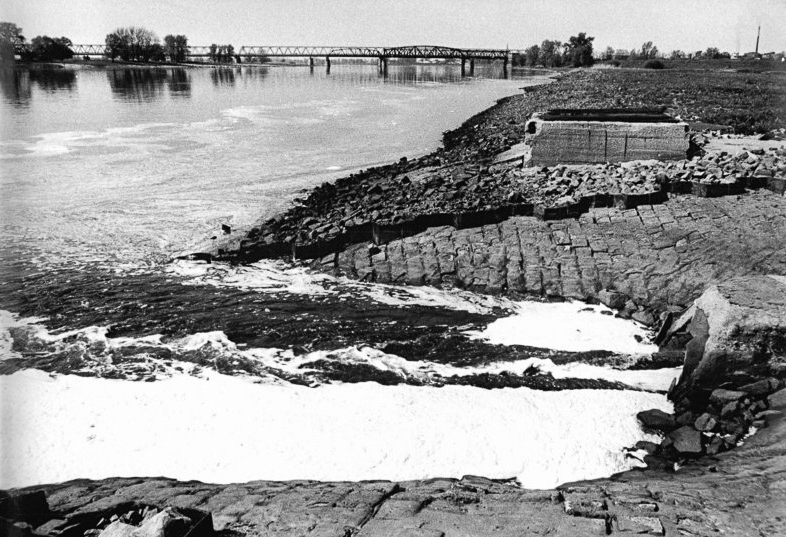
Abwassereinleitung des Zellstoff- und Zellwollewerkes in Wittenberge (1990)

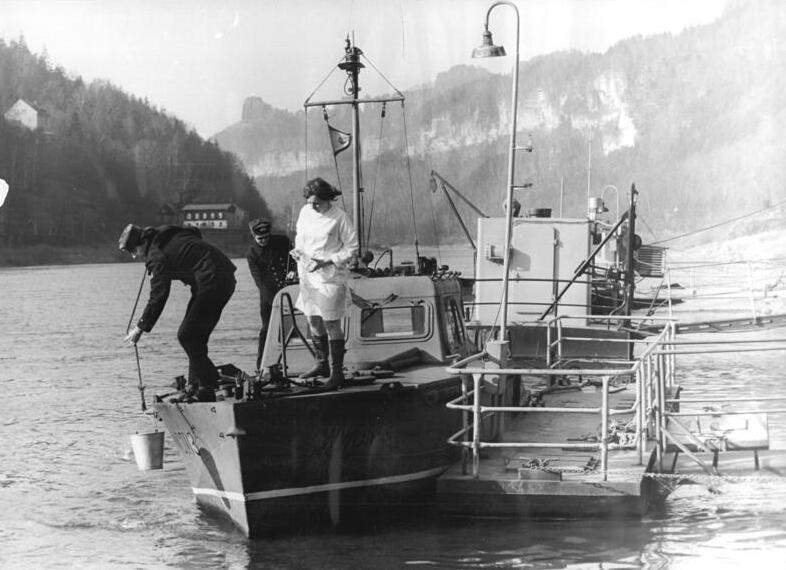
Entnahme einer Wasserprobe zur Gewässerüberwachung (1974)

Durch Bergbau, Hüttenindustrie, Zellstoff- und chemische Industrie im oberen Einzugsgebiet kam es vor allem in der zweiten Hälfte des 20. Jahrhunderts zu einer extrem hohen Belastung der Wasserqualität durch Schwermetalle und andere Schadstoffe.
Nach der Wiedervereinigung Deutschlands 1990 wurde insbesondere im Bereich des Nebenflusses Mulde eine Sanierung oder auch Einstellung der Produktion der Betriebe erreicht und der Schwermetalleintrag konnte deutlich reduziert werden. In den Elbanliegergemeinden wurde nach der Wiedervereinigung der Bau kommunaler Kläranlagen forciert. Bis dahin floss häusliches Abwasser vielfach ungeklärt in die Elbe. Dresden, zu jener Zeit eine der einwohnerstärksten Städte Deutschlands, klärte seine Abwässer bereits seit 1910 in der damals modernsten mechanischen Kläranlage in Dresden-Kaditz. Vor 1990 konkurrierte die Elbe mit der Saale um den Titel „dreckigster Fluss Mitteleuropas“ – sarkastisch sagten Dresdner, man könne bei Asphaltierungsarbeiten anstelle des Asphalts auch gerne Elbwasser verwenden.
Seit Anfang der 1990er Jahre sank der Schadstoffgehalt des Wassers durch den Wegfall vieler Industriezweige und durch Bau von Kläranlagen erheblich, teilweise um etwa 90 Prozent. In bestimmten Abschnitten – etwa auf tschechischer Seite nahe der Moldaumündung – werden aber auch heute noch erhöhte Schadstoffbelastungen gemessen. Außerdem finden sich weiterhin „historische“ Schadstoffanreicherungen im Sediment des Flusses und insbesondere in den Böden der Überschwemmungsgebiete des Deichvorlandes. Aktuell macht ferner der Eintrag von Nährstoffen und Pestiziden aus der Landwirtschaft Probleme. Pro Jahr trägt die Elbe mit schätzungsweise 77 Tonnen Mikroplastik zu dem Plastikmüll in den Ozeanen bei. Nach Gewässergüteklassen wird die Elbe auf den meisten Strecken immer noch als „kritisch belastet“ bewertet.
Zu erheblichen neuen Schadstoff-Spitzenwerten kann es infolge von Hochwasserereignissen kommen, wie etwa beim Sommerhochwasser 2002. Dabei wurden möglicherweise Altlasten aus Giftkippen der DDR-Zeit freigesetzt und in den Fluss geschwemmt. Ein Brennpunkt solcher Altlasten liegt in der Region Bitterfeld an der unteren Mulde. Bei der Fischart Brassen stellte das Umweltbundesamt seither eine bis zu 18-fache Überschreitung der Grenzwerte für HCH (vergleiche: Lindan) fest. Da diese Belastung über mehrere Jahre in Folge beobachtet wurde, besteht neben der Erklärungsursache Hochwasser inzwischen der Verdacht, dass es aktuelle, permanente HCH-Quellen geben müsse. Als solche gelten die unzureichend gesicherte Giftmülldeponie Antonie und die hochverseuchte Spittelwasserniederung bei Bitterfeld. Selbst bei Hamburg werden noch Brassen gefangen, deren HCH-Werte über denen der deutschen Höchstmengenverordnung liegen.
Im Deichvorland einiger stromabwärts gelegener Regionen wurden nach der Hochwasserwelle von 2002 hohe Konzentrationen des „Supergiftes“ Dioxin gemessen, die diese Flächen längerfristig kontaminieren dürften. Es handelt sich hierbei um Ablagerungen aus der Magnesiumverhüttung im Zweiten Weltkrieg in der Region Bitterfeld-Wolfen, die über die Mulde durch Hochwässer in die Elbauen eingetragen wurden.
Der seit 1991 wirksame Internationale Warn- und Alarmplan Elbe wird seit 2004 durch das Alarmmodell Elbe (ALAMO) verbessert. Dieses rechnergestützte Modell soll das Eintreffen, die Dauer und die Konzentration von Schadstoffen für den Flussverlauf von der Tschechischen Republik bis zum Wehr Geesthacht bei Hamburg vorhersagen.
Auch bei Niedrigwasser wird eine höhere Schadstoffkonzentration im Wasser erwartet, wegen einer dann geringeren Verdünnung der Schadstoffe. Die Bundesanstalt für Gewässerkunde untersucht deshalb regelmäßig das Wasser der Elbe und anderer deutscher Flüsse während extremer Hoch- und Niedrigwasser und dokumentiert die Ergebnisse auf der Informationsplattform Undine. Die Ergebnisse belegen, dass selbst bei diesen extrem hohen oder niedrigen Wasserständen die Belastung des Wassers der Elbe mit chemischen Inhaltsstoffen unterhalb der Grenzwerte der Trinkwasserverordnung liegt und die Keimbelastung mit Escherichia coli unterhalb der Grenzwerte der EU-Badegewässerrichtlinie für ausgezeichnete Badewasserqualität liegt. Die Keimbelastung ist nur bei extremen Hochwassern (wegen übergelaufener Kläranlagen) oder nach Starkregenereignissen (wegen des Überlaufs aus der Mischwasserkanalisation) kurzzeitig erhöht.
Wegen der allgemein verbesserten Wasserqualität der Elbe wird im Rahmen eines „Internationalen Elbebadetages“ (erstmals am 14. Juli 2002) wieder öffentlich zum Schwimmen in der Elbe ermuntert. Dies ist jedoch unter anderem wegen starker und unberechenbarer Strömungen, speziell im Bereich der Buhnenköpfe und in der Strommitte, nicht ungefährlich. Starkes Algenwachstum führt im Sommer außerdem zu erhöhten pH-Werten (zwischen 7,5 und 9,5, also leicht alkalisch), was beim Baden Hautreizungen auslösen kann. Zum Vergleich: In Trinkwasser beträgt der maximal zulässige pH-Wert 9,5.

## Großschutzgebiete

### Nationalparks

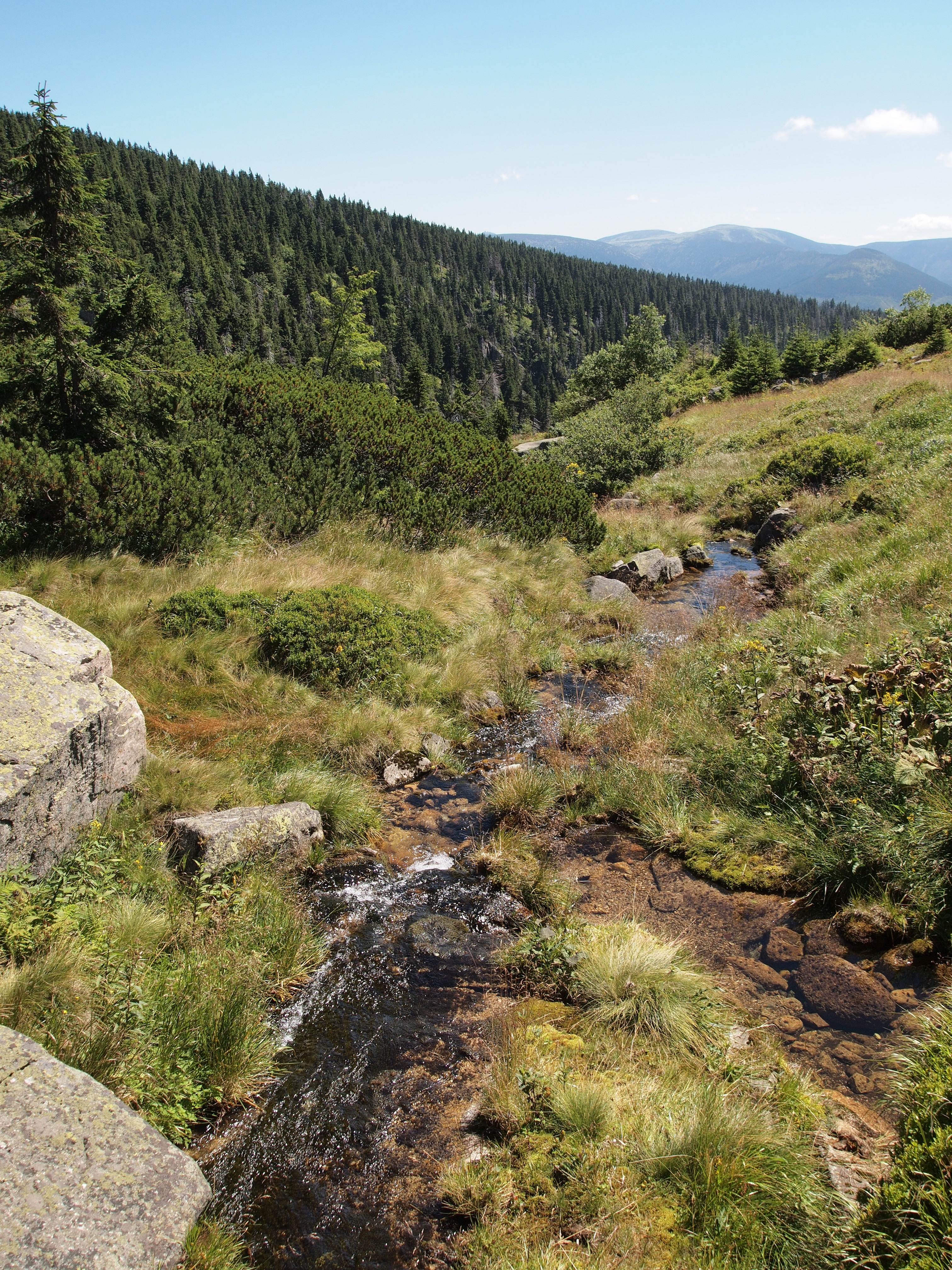
Nationalpark Riesengebirge: Elbe, kurz hinter der Quelle

Den Status eines Nationalparks haben entlang der Elbe vier Gebiete: der Nationalpark Riesengebirge (370 km²) im Bereich des Quellgebietes, der Nationalpark „Sächsische Schweiz“ (93 km²) im Elbsandsteingebirge, der Nationalpark Hamburgisches Wattenmeer (138 km²) und der Nationalpark „Schleswig-Holsteinisches Wattenmeer“ (4410 km²; davon nur ein kleiner Anteil im Bereich der Elbmündung). Die 1998 durch die niedersächsische Landesregierung verordnete Ausweisung des Nationalparks „Elbtalaue“ (109 km²) wurde 1999 auf Klage eines betroffenen Landwirtes durch das OVG Niedersachsen für nichtig erklärt, da die Elbtalaue noch bis in jüngste Zeit durch menschliche Eingriffe geprägt worden sei; sie erfülle deshalb nicht die gesetzliche Voraussetzung einer vom Menschen im Wesentlichen unbeeinflussten Naturlandschaft.

### Biosphärenreservat

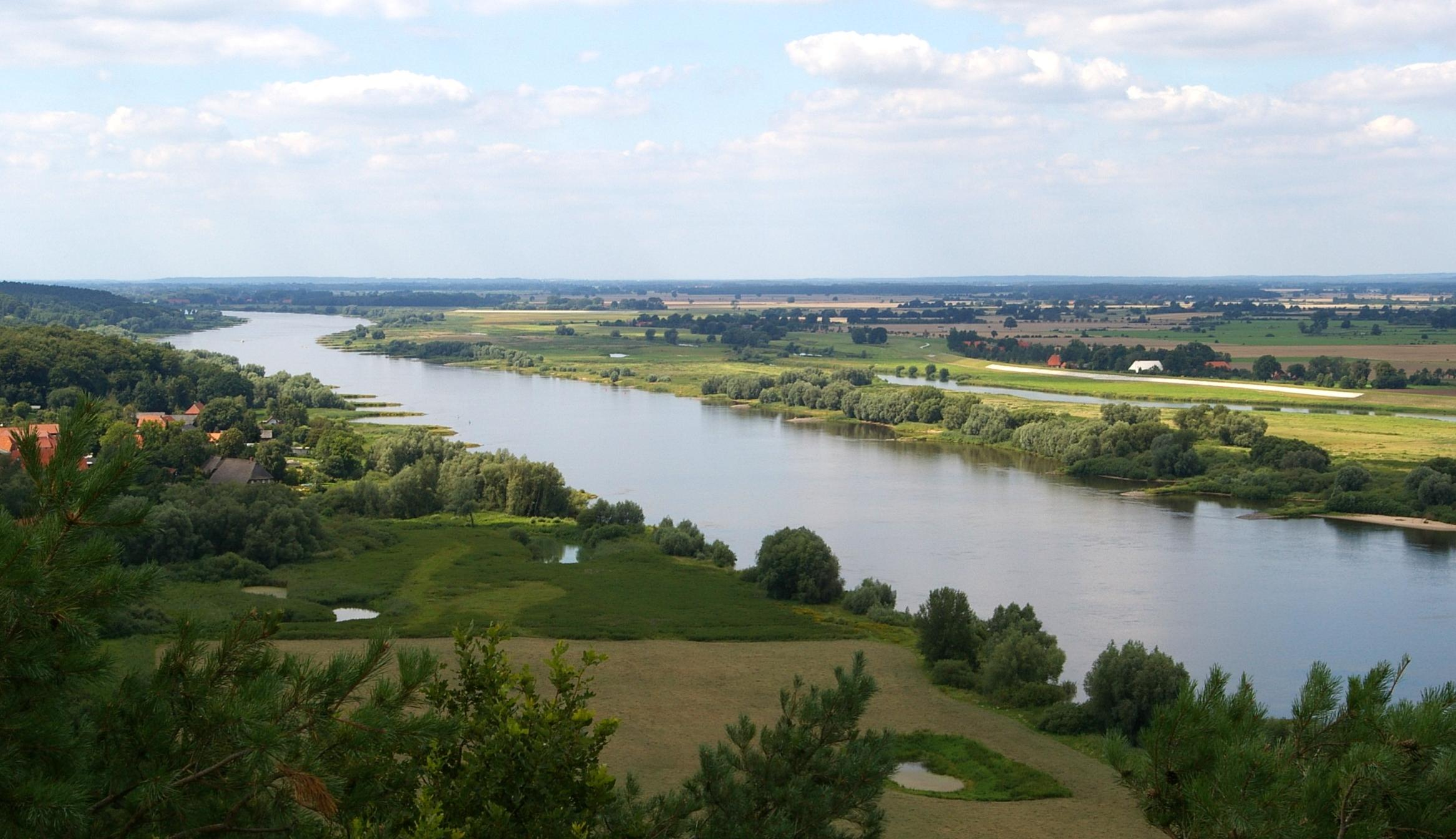
Biosphärenreservat Niedersächsische Elbtalaue

Folgerichtig aus der formalen Nichteignung als Nationalpark, aber auch schon parallel dazu initiiert, wurden 1997 große Teile der mittleren Elbe als Biosphärenreservat anerkannt. Dabei stehen neben Naturschutz auch ein Management von Tourismus und Landwirtschaft im Mittelpunkt. Insgesamt 3.428 km² und über 400 km Flusslänge umfasst das länderübergreifende UNESCO-Biosphärenreservat Flusslandschaft Elbe zwischen Sachsen-Anhalt und Schleswig-Holstein. Daneben bestehen innerhalb der Bundesländergrenzen mehrere nach Länder-Naturschutzrecht ausgewiesene Biosphärenreservate (BSR), die teilweise deckungsgleich mit dem UNESCO-Reservat sind, beispielsweise das Biosphärenreservat Mittelelbe um Dessau-Roßlau, das Biosphärenreservat Flusslandschaft Elbe-Brandenburg und das BSR Niedersächsische Elbtalaue.

### Fauna-Flora-Habitat-Richtlinie der EU
Im Rahmen des europäischen Schutzgebiet-Vernetzungskonzeptes Natura 2000 wurden von den Bundesländern und der Bundesregierung mehrere Gebiete entlang der Elbe als FFH-Gebiete zur EU-Kommission nach Brüssel gemeldet. Dabei handelt es sich um eine strenge Schutzgebietskategorie, die den Vorrang von Natur vor verschiedenen Nutzungsinteressen gewährleisten soll und dem Gedanken an einen Biotopverbund verpflichtet ist. Die FFH-Gebiete sind oft deckungsgleich mit ohnehin schon ausgewiesenen, anderen Schutzgebietskategorien.

### Vogelschutzgebiet nach EU-Richtlinie
An der unteren Mittelelbe und der Unterelbe sind mehrere Areale nach dieser Schutzkategorie ausgewiesen, die parallel zur FFH-Richtlinie speziell die Vogelwelt berücksichtigt. Im gleichen Abschnitt liegen auch mehrere Feuchtgebiete internationaler Bedeutung gemäß der Ramsar-Konvention.

### Naturschutz- und Landschaftsschutzgebiet
Den Status eines Naturschutzgebiets – dieser strengen Schutzkategorie nach Länderrecht – haben zahlreiche kleinere Flächen entlang der Elbe, die Bestandteil der Großschutzgebiete sein können, aber nicht müssen. Bei Ausweisung als FFH-Gebiet oder Kernzone eines Nationalparks oder Biosphärenreservats kann die bisherige NSG-Verordnung auch aufgehoben werden.
Landschaftsschutzgebiete als schwache Schutzkategorie nach Länderrecht sind hier der Vollständigkeit halber erwähnt; sie haben faktisch wenig Relevanz für Naturschutz. Landschaftsschutzgebiete dienen mehr der Erhaltung der durch menschliche Einflüsse geformten Landschaften. In urbanen Räumen schützen sie die verbliebenen Restflächen der Auen vor Überbauung.

### Naturpark
Ein Naturpark ist eine überwiegend touristische Gebietskategorie. Im Elbeverlauf ist der Naturpark Wendland.Elbe (1160 km²) in Niedersachsen zu erwähnen. Jener Abschnitt der Elbe, der zwischen dem Ende des Zweiten Weltkrieges und der deutschen Wiedervereinigung Grenzgebiet war (siehe auch Abschnitt: Innerdeutsche Grenze), ist heute auch Bestandteil des Grünen Bandes – ein Projekt, das den oft in naturnahem Zustand verbliebenen, 1400 km langen innerdeutschen Grenzstreifen als möglichst eng zusammenhängendes Biotopverbundsystem erhalten und ausweiten will.

## Besiedlungsgeschichte und politische Grenzen

### Vorgeschichte
Der nördliche Elberaum wird wohl seit der Altsteinzeit vor etwa 200.000 Jahren besiedelt – deutlich später als Gebiete Westeuropas. Unterbrochen wurde die Besiedlung durch verschiedene Kaltzeiten, von deren Vergletscherung der Elberaum entweder direkt erfasst oder zumindest periglazial beeinflusst wurde und diesen unbewohnbar machte. In warmen Perioden bot das Elbtal mit seinen fruchtbaren Auenlehmablagerungen und dem Fisch- und Wildreichtum günstigere Lebensbedingungen als die nähere Umgebung. Gesäumt wurde die Elbe von dichten Auwäldern, die später Brenn- und Baumaterial boten.
Nach der letzten Eiszeit vor etwa 10.000 Jahren wurde der Raum zunächst von Jäger- und Sammlerkulturen (wieder)bevölkert. Wohl erst 4500 v. Chr. (Oberlauf) bis 3000 v. Chr. (Unterlauf) gingen die an der Elbe siedelnden Menschen dazu über, Landwirtschaft zu betreiben und Tiere zu domestizieren (norddanubische, bandkeramische Bauernkulturen der Jungsteinzeit). Die nährstoffreichen Lössböden um Magdeburg wurden dabei bevorzugt besiedelt, da sie am ertragreichsten waren. In der Zeit zwischen 2500 und 1700 v. Chr. war Mitteleuropa von frühen Indogermanen aus dem Kurgan- und Schnurkeramik-Kreis bewohnt. In der spätbronzezeitlichen Wanderungsperiode zwischen 1250 und 750 v. Chr. ist der obere und mittlere Elberaum von Urnenfelderkulturen geprägt, während im unteren Teil die nordische (frühgermanische) Bronzekultur vorherrschte. Genaue Bezeichnungen von Stämmen, die in der Zeit zwischen 6000 v. Chr. und etwa 1000 v. Chr. an der Elbe lebten, sind nicht mehr erhalten.

### Altertum
Der griechische Dichter Hesiod (* vor 700 v. Chr.) erwähnt den sagenhaften Bernsteinfluss Eridanos, in dessen Vorstellung Kenntnisse von der Elbe mit eingeflossen sein könnten. Der griechische Seefahrer und Entdecker Pytheas von Massalia gelangte um 325 v. Chr. vermutlich bis nach Helgoland und zur Elbmündung. Als sich zur Römerzeit die Germanen aus Südskandinavien und dem südwestlichen Ostseeraum über große Teile Mittel- und Osteuropas ausbreiteten, ließen sich am Unterlauf der Elbe die Langobarden und die Semnonen nieder, die beide als Unterstämme der Sueben angesehen werden. Die Germanenstämme an der Elbe werden grob als Elbgermanen zusammengefasst.
Zwischen 12 v. Chr. und 16 n. Chr. versuchte das Römische Reich, die germanischen Stämme zwischen Rhein und Elbe (Fluvius Albis) unter seine Kontrolle zu bringen (Augusteische Germanenkriege). Römische Heere erreichten die Elbe oder überschritten diese. Im Jahr 9 v. Chr. führte Drusus seine Legionen erstmals an das Ufer des Stroms. Der Kriegszug gilt als der Höhepunkt der Drusus-Feldzüge (12 v. Chr. bis 8 v. Chr.). Im Jahr 3 v. Chr. konnte der Konsul Domitius Ahenobarbus auf rechtselbisches Gebiet vorstoßen. Der spätere Kaiser Tiberius besiegte im Jahr 5 n. Chr. – dem letzten Kriegsjahr des immensum bellum, eines großen germanischen Aufstands – die elbgermanischen Langobarden und stand schließlich, nur getrennt durch die Elbe, den Aufgeboten der Semnonen und Hermunduren gegenüber. Zur Unterstützung und Versorgung der Legionen war eine römische Flotte in die Elbe eingefahren. Das offenbar perfekt abgestimmte Manöver ist „bewundernswert und stellt ohne allen Zweifel den Höhepunkt der römischen Germanienfeldzüge dar.“
Spätestens mit dem Jahr 5 n. Chr. zeichnete sich ein ernsthafter Griff der Römer nach der Elbgrenze ab. Die Etablierung dieser Grenze setzte jedoch die Ausschaltung oder Gefügigmachung des mächtigen Reiches des Markomannen-Königs Marbod in Böhmen und zu beiden Seiten der Elbe voraus. Im Jahr 6 n. Chr. führte Tiberius 12 Legionen in das böhmische Kerngebiet Marbods. Der Angriff musste jedoch wegen des einsetzenden pannonischen Aufstandes abgebrochen werden.
Im Jahr 9 n. Chr. machte die vernichtende römische Niederlage des Publius Quinctilius Varus in der Schlacht im Teutoburger Wald gegen die von Arminius geführten Stämme alle Fortschritte der Römer zunichte. Dennoch rühmte sich bald darauf Augustus in seinen res gestae (Tatenbericht) aus den Jahren 13/14 n. Chr., die Grenzen des Imperiums bis an die Mündung der Elbe ausgedehnt zu haben, und liefert so die früheste sicher datierbare Erwähnung der Elbe. Vergeblich versuchte Germanicus, der Sohn des Drusus, in den Jahren 14 bis 16 n. Chr. mit großem militärischem Aufwand, bei hohen Verlusten und gegen den ausdrücklichen Wunsch des mittlerweile zum Kaiser gekrönten Tiberius die Unterwerfung der Stämme zwischen Rhein und Elbe zu erzwingen (Germanicus-Feldzüge). Vor der Schlacht von Idistaviso 16 n. Chr. (wohl östlich der Weser) motivierte der Feldherr seine Soldaten mit der Aussicht, „die Elbe sei bereits näher als der Rhein, und jenseits werde kein Krieg (mehr geführt)“. Die Offensive blieb jedoch stecken. Tiberius berief Germanicus ab, gewährte ihm aber im Jahr darauf einen Triumphzug anlässlich seines Sieges „über die Cherusker, Chatten und Angrivarier sowie die anderen Stämme, die [das Land] bis zur Elbe bewohnen“. Die Eroberung Germaniens war mit dem Jahr 16 n. Chr. endgültig gescheitert; allerdings beendete erst im Jahr 28 n. Chr. der Aufstand der Friesen den Einfluss der Römer an der Nordseeküste und damit an der Elbmündung.

### Völkerwanderung
Zu Beginn der Markomannenkriege drangen die Langobarden 166 n. Chr. in das Römische Reich ein und besetzten das Gebiet an der mittleren Donau. Etwa ab 200 drängten dann die Sachsen (zum Unterschied zur heutigen Bedeutung des Namens siehe unten) von Norden und Nordwesten in die Gebiete zwischen Elbe und Weser vor. Das Gebiet ihres östlichen Teilstammes, der Ostfalen, reichte östlich des Harzes bis an die Elbe. Für die Sachsen nördlich der Unterelbe wird auch die Bezeichnung Nordalbingier verwendet. Die Markomannen drangen an die obere Elbe vor und besiegten dort die keltischen Boier, von denen sich die deutsche Bezeichnung der tschechischen Elblande herleitet. Wahrscheinlich entstand daraus ein Mischvolk. Wie groß sein Anteil an der Herausbildung der Bajuwaren im heutigen Bayern Ende des 5. Jahrhunderts n. Chr. war, ist noch unklar.
Die nachrückenden Slawen siedelten in der Gegend des heutigen Magdeburg nur bis an die Elbe, nördlich davon bis fast an Ilmenau und Aller. Die Landschaftsbezeichnungen Wendland = Slawenland und Altmark = altes Grenzland und Ortsnamen auf -in, -itz und -ow erinnern daran. Weiter südlich reichte das slawische Siedlungsgebiet etwa bis an die Saale. Ganz Böhmen wurde slawisch und sogar Teile des Maingebietes und der heutigen Oberpfalz. Die Slawen an der Mittelelbe nannten sich Polaben nach Labi, dem slawischen Namen der Elbe. Auf Deutsch wurden die Tschechen früher als Böhmen bezeichnet, alle übrigen Westslawen außer den Polen als Wenden oder Winden. Wie weit der erste bedeutende westslawische Staat, das Großreich der Mährer in den Einzugsbereich der Elbe gereicht hat, ist strittig.

### Mittelalter

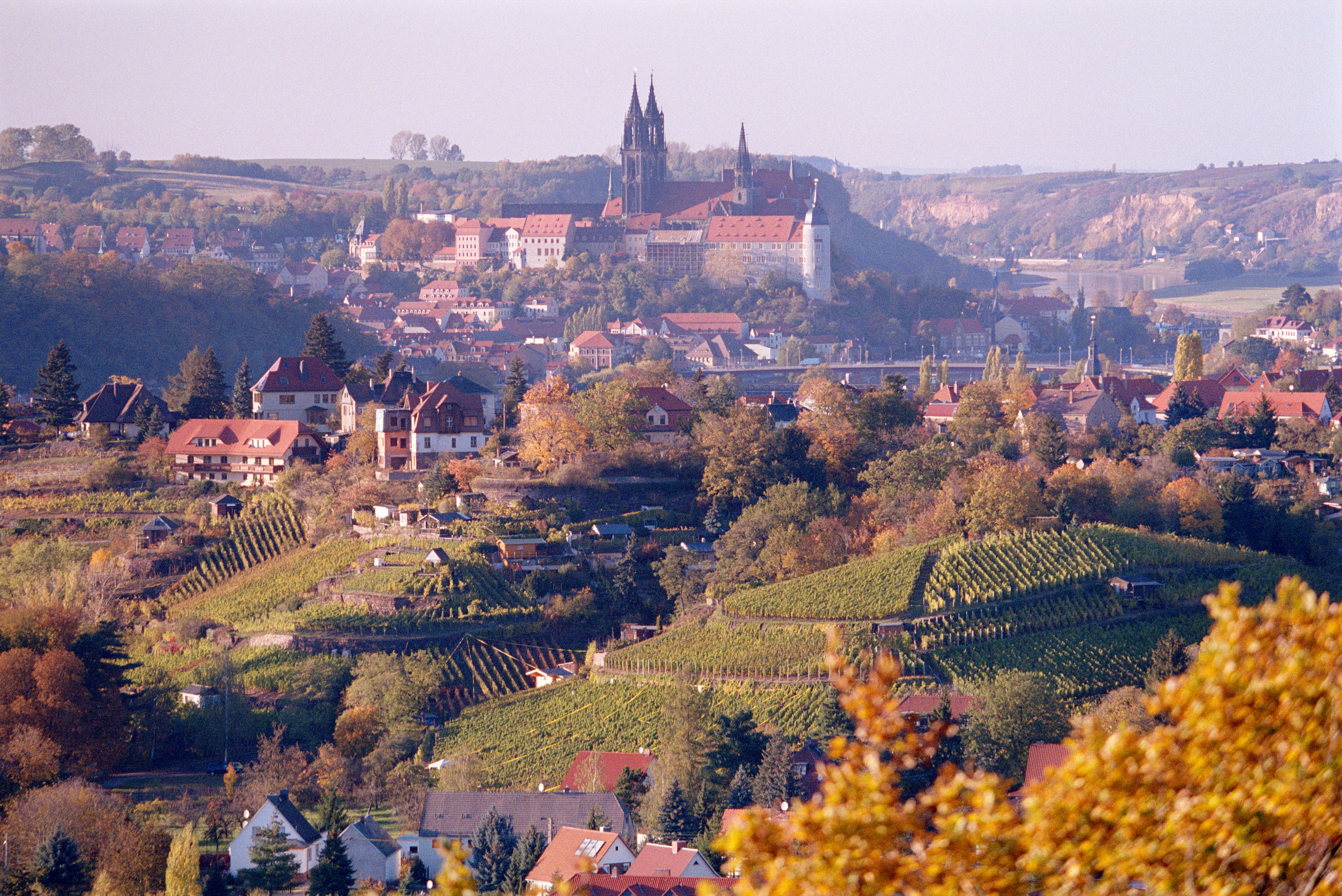
Die spätmittelalterliche Albrechtsburg in Meißen (Sachsen)

Um 900 gründeten die Přemysliden in Böhmen einen ersten Staat. Nach seinem Anschluss an das Heilige Römische Reich behielt er eine nominelle Eigenständigkeit; die Przemysliden und ihre Nachfolger waren Könige von Böhmen, während die Kaiser zugleich die deutschen Könige waren. Nördlich des Erzgebirges legte das Ostfränkische Reich mit der Gründung und Ausdehnung von Grenzmarken die Grundlage der deutschen Ostsiedlung. So entstand 929 die Burg Meißen und bis ins 11. Jahrhundert wurde die Markgrafschaft Meißen bis an die Neiße ausgebaut. Mecklenburg schloss sich unter einem slawischen Herrscherhaus dem Heiligen Römischen Reich an und wurde durch Assimilation der einheimischen Abotriten an die deutschen Einwanderer mit der Zeit deutsch.
Im weiteren Verlauf des Mittelalters zersplitterten sich viele Territorien. Zur Zeit Karls IV. im Jahre 1378 durchfloss oder berührte die Elbe das Königreich Böhmen, die Burggrafschaft Dohna, die Markgrafschaft Meißen, das Kurfürstentum Sachsen-Wittenberg, das Fürstentum Anhalt, das Erzbistum Magdeburg, das Kurfürstentum Brandenburg, das Herzogtum Braunschweig, das Herzogtum Mecklenburg-Schwerin, das Herzogtum Sachsen-Lauenburg, die Grafschaft Holstein, die Hansestadt Hamburg, Dithmarschen und das Erzbistum Bremen.
Nach dem Aussterben der Askanier in Sachsen-Wittenberg gingen Land und Kurwürde an die Markgrafen von Meißen über. Erst seitdem wurde die Bezeichnung „Sachsen“ für Gebiet und Bewohner des heutigen Freistaates Sachsen üblich.

### Neuzeit
1649 ließ Kurfürst Friedrich Wilhelm von Brandenburg im Zuge des Landesausbaus friesische Fachleute und Bauern anwerben, die in der Mark Brandenburg die Elbdeiche verstärkten und die sumpfigen Elbniederungen trockenlegten und urbar machten. In der Phase des Absolutismus (um 1740) waren die Hauptanrainer das zum Habsburgerreich gehörende Königreich Böhmen, die Kurfürstentümer Sachsen, Brandenburg und Braunschweig-Lüneburg (Hannover), Hamburg und das dem Königreich Dänemark unterstehende Holstein. Auf dem Wiener Kongress 1815 fiel die Nordhälfte des bisherigen Kursachsen und damit auch die Stadt Wittenberg an das Königreich Preußen. Nur die Oberelbe um Dresden herum blieb Teil des Königreiches Sachsen. Nach der Annexion Hannovers durch Preußen (1866) war auch der Unterlauf außer Hamburg und seiner Exklave Cuxhaven preußisch. Seit 1871 teilten sich nur noch Österreich-Ungarn und das Deutsche Reich den Elberaum. Zum Ende des Ersten Weltkrieges zerfiel die Donaumonarchie und Böhmen wurde Kerngebiet der Tschechoslowakei.
Im Friedensvertrag von Versailles, Artikel 331, wurde die Elbe unterhalb der Mündung der Moldau zusammen mit der Moldau von Prag ab, wie auch die Donau, Memel und Oder, zu einer internationalen Wasserstraße erklärt; dadurch durfte sie gem. Artikel 332 von Angehörigen bzw. Schiffen aller Staaten gleichberechtigt benutzt werden. Mit der Unterzeichnung des Münchner Abkommens am 30. September 1938 musste die Tschechoslowakei das deutschsprachige Sudetenland an das Deutsche Reich abtreten. Bis zur deutschen Annexion der restlichen tschechischen Gebiete und Bildung des Protektorats Böhmen und Mähren am 15. März 1939 bildete die Elbe bei Leitmeritz stellenweise die neue Staatsgrenze.
Nach dem Zweiten Weltkrieg wurde Deutschland in die Besatzungszonen der vier alliierten Siegermächte aufgeteilt. Die Elbe floss nun durch die Tschechoslowakei, dann durch die Sowjetische Besatzungszone (ab 1949 Deutsche Demokratische Republik). Im Juni 1945 überließen die US-Amerikaner das zur Provinz Hannover gehörende ostelbische Amt Neuhaus den Sowjets. Das Gebiet wurde nun Teil des neugegründeten Landes Mecklenburg. Somit wurde die Elbe zwischen Schnackenburg und Boizenburg/Lauenburg zum Grenzfluss zwischen der britischen und sowjetischen Besatzungszone. Ab 1949 markierte dieses Stück bis 1990 die Grenze zwischen der Bundesrepublik Deutschland und der Deutschen Demokratischen Republik (siehe auch Abschnitt: „Innerdeutsche Grenze“). Der Unterlauf gehörte ganz zur Bundesrepublik Deutschland.
Nach dem Fall des Eisernen Vorhangs und der Wiedervereinigung Deutschlands durchfließt oder berührt die Elbe nun Tschechien und die deutschen Bundesländer Sachsen, Sachsen-Anhalt, Brandenburg, Niedersachsen, Mecklenburg-Vorpommern, Schleswig-Holstein und Hamburg. Das Amt Neuhaus gehörte zunächst zu Mecklenburg-Vorpommern, wurde dann in einem Staatsvertrag 1993 an Niedersachsen abgetreten.

## Wirtschaftshistorische Bedeutung

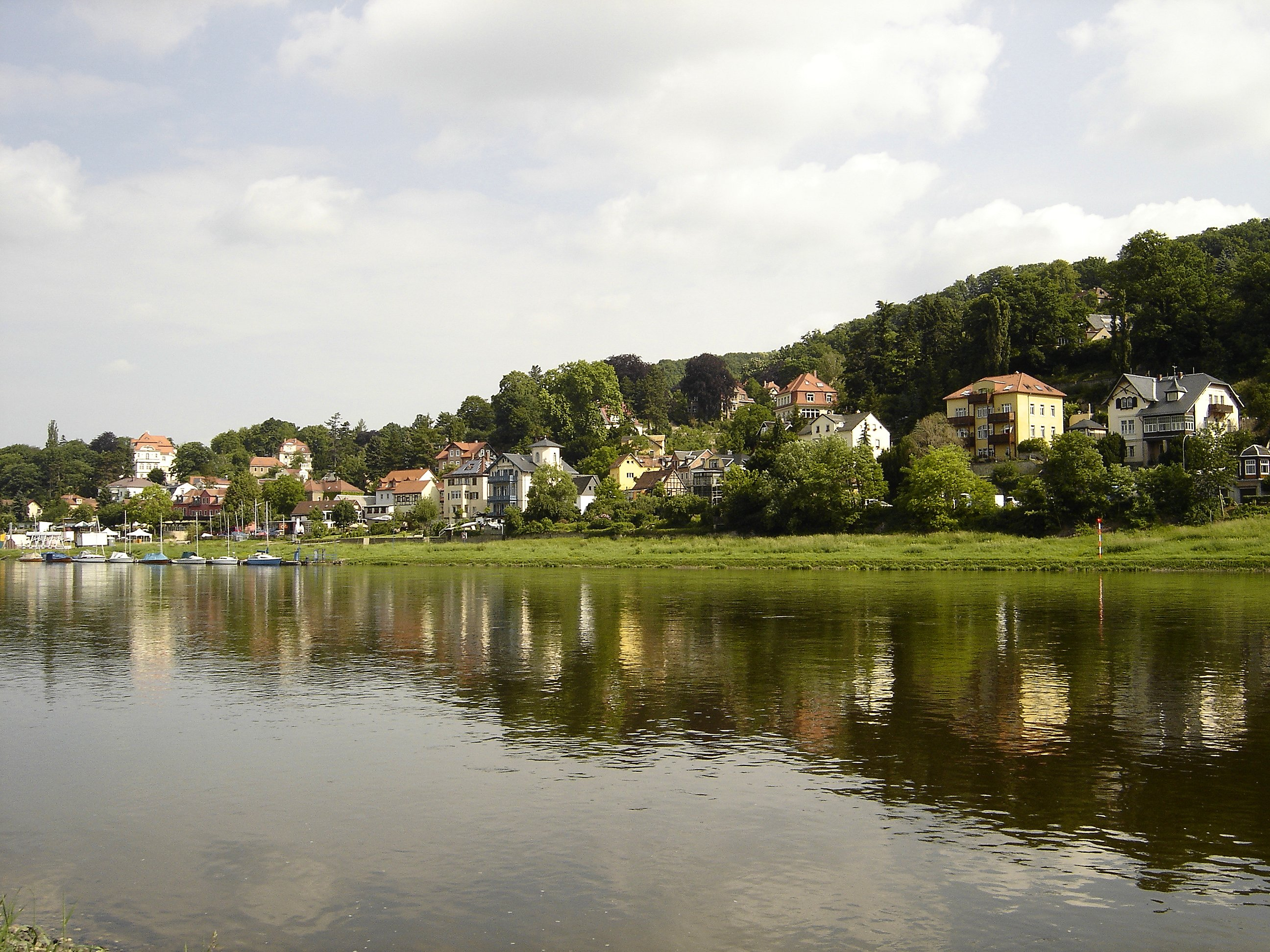
Ehemaliges Fischerdorf Wachwitz in Dresden

Der Fischreichtum der Elbe war bis ins 20. Jahrhundert Grundlage gewerblichen Fischfangs überall entlang des Verlaufes. Mit Fortschreiten der Industrialisierung nahm aber die Wassergüte immer weiter ab und der Fischbestand ging stark zurück. Noch verbliebene Fische wurden ungenießbar, so dass, mit Ausnahme der Elbmündung, fast überall die gewerbliche Fischerei eingestellt wurde. Die alten Fischerdörfer entlang der Elbe haben sich in einigen Beispielen bis in die Gegenwart erhalten, auch wenn keine Fischerei mehr stattfindet. In Dresden sind die alten Dorfkerne aufgekettet Bestandteil des südöstlichen Stadtgebiets.
Ebenfalls zentrale Bedeutung besaß die Elbe schon seit Jahrhunderten als Transportweg. Ähnlich wie beim Rhein erlaubte die Elbe ein weites Vordringen der Hanse bis fast an die Mittelgebirge. Neben Hamburg war zum Beispiel Magdeburg eine wichtige Elbstadt der Hanse. Die Elbe war daher ab dem 12. Jahrhundert Bestandteil eines kontinentalen Handelssystems, das von Brügge bis nach Königsberg reichte. Bomätscher hießen die Arbeiter entlang der Elbe, die in dieser Zeit Schiffe flussaufwärts zogen (treidelten).
In der frühen Neuzeit behielt der Flusslauf seine Bedeutung als Handelsroute trotz des Niedergangs der Hanse. Insbesondere bis zur Vollendung eines durchgängigen Eisenbahnnetzes in Mitteleuropa blieb die Elbe als Verkehrsweg konkurrenzlos. Durch die Erfindung der Dampfmaschine und die Ende des 18. Jahrhunderts aufkommenden Dampfschiffe war es wesentlich einfacher und schneller möglich, flussaufwärts zu fahren. Die Dampfkraft zum Antrieb von Schiffen wurde dabei fast 20 Jahre vor der Einführung der Dampflokomotive wirtschaftlich genutzt. Jahrzehntelang erfolgte der Frachtverkehr mit der Kettenschleppschiffahrt auf der Elbe, die erst mit dem Zweiten Weltkrieg endete. Dagegen blieb auf der Oberelbe das Raddampferprinzip bis heute erhalten, das auch Schiffe mit sehr geringem Tiefgang zulässt.
Wichtige Transportgüter waren Tuch und Stoff aus Schlesien, die insbesondere als Textilien über Hamburg nach Amerika verschifft wurden, aber auch Holz aus den Mittelgebirgen, das zum Schiffbau an den Küstenwerften benötigt wurde. Aus Böhmen und Sachsen wurden auch Erze und Silber exportiert; in Gegenrichtung flossen Kolonialwaren.
Später ging mit fortschreitender Vernetzung der Eisenbahnsysteme (siehe Geschichte der Eisenbahn in Deutschland) die Bedeutung der Schifffahrt zurück. Für Massenstück- und -schüttgüter wie Kohle und Holz, später auch für weitere Güter vor allem der chemischen Industrie blieb die Bedeutung als Transportweg bis etwa 1990 erhalten. Seitdem geht der Gütertransport auf der Elbe kontinuierlich zurück.

## Innerdeutsche Grenze
Mit der Erklärung von Jalta beschlossen die Alliierten bereits Anfang Februar 1945, das Deutsche Reich in vier Besatzungszonen aufzuteilen. Am 25. April 1945 trafen sich die Fronten der sowjetischen und der US-amerikanischen Truppen in Strehla bei Riesa an der Elbe; dieses Treffen wurde am Folgetag in Torgau symbolisch auf der Elbe nachgefilmt, was heute fälschlicherweise oft als erstes Treffen der Alliierten gewertet wird.
Nach dem Rückzug der Amerikaner aus Mitteldeutschland beschränkte sich die Elbgrenze auf den Abschnitt zwischen den deutschen Flusskilometern 473 (bei Lütkenwisch östlich von Schnackenburg) und 566 (zwischen Boizenburg und Lauenburg); hier grenzte die am Westufer der Elbe liegende Britische Besatzungszone an die Sowjetische Besatzungszone am Ostufer.
Zwischen der Bundesrepublik und der DDR war der genaue Grenzverlauf in diesem 93,7 km langen Abschnitt strittig; es gab keine Einigung, ob die Grenze in der Mitte der Elbe (DDR-Auffassung) oder am Ostufer beziehungsweise auf der Verbindungslinie der Buhnenköpfe des Ostufers lag. Die Binnenschifffahrt konnte die Kontrollstellen Cumlosen (DDR) und Schnackenburg (BRD) für den Transitverkehr nach West-Berlin und auch für den Verkehr zwischen DDR und der Bundesrepublik nutzen. Es war keine Personenschifffahrt, sondern nur Gütertransport zugelassen. Während der deutschen Teilung arbeiteten West- und Ostbeamte aber auch gemeinsam. So waren Strommeister aus Ost und West im Einsatz, und auch die Eisbrecher arbeiteten bei starkem Eisgang auf der Elbe zusammen.
Anfangs blieb die Elbgrenze eine sogenannte Grüne Grenze und wurde von der Roten Armee weniger intensiv bewacht. Später übernahmen Grenztruppen der DDR zu Lande und zu Wasser die immer stärker werdende Abriegelung der Grenze. Schon 1952 wurde eine 5-km-Sperrzone landeinwärts der Deichlinie eingerichtet. Damit war ein Betretungsverbot für nicht ortsansässige DDR-Bürger verbunden. Zur Einschüchterung und zum Schutz der Bewohner des Sperrgebiets erfolgten Zwangsaussiedlungen. Im Jahr 1961 begann die DDR gleichzeitig mit dem Bau der Berliner Mauer auch mit der Befestigung der innerdeutschen Grenze. Der Elbdeich wurde flussseitig mit einem Metallgitterzaun gesichert; dem folgten ein Minenstreifen mit Wachtürmen und ein weiterer Metallgitterzaun mit Todesstreifen, Kolonnenweg und Sperrgraben. Einzelgehöfte und Dörfer wurden zwangsentsiedelt und später geschleift.
Das in einer Elbschleife auf einer Binnendüne erhöht am Ufer gelegene Dorf Rüterberg lag zwischen beiden Zäunen und war dadurch auch von der DDR-Seite abgeschnitten. Die Bewohner durften den einzigen Durchgang durch die Absperrung zur übrigen DDR nur zu bestimmten Zeiten passieren und keinen Besuch ohne Genehmigung empfangen. Bereits am Tag vor dem Mauerfall am 8. November 1989 wurde als Protest gegen diese Verhältnisse die Dorfrepublik Rüterberg ausgerufen. Nach der Deutschen Wiedervereinigung erlaubte der Innenminister von Mecklenburg-Vorpommern dem Dorf, den Namen „Rüterberg, Dorfrepublik 1967–1989“ zu führen.
Zwischen 1961 und 1989 starben Dutzende DDR-Bürger beim Fluchtversuch über den Elbabschnitt der innerdeutschen Grenze. Auf Initiative des Pfarrers Gottfried Winter errichtete die Gemeinde Lanz (Prignitz) im Jahr 1999 für die beim Fluchtversuch über die Elbe getöteten Menschen ein Denkmal. Zu den Opfern gehören der 15-jährige Rainer Balhorn, der nach dem Überqueren der Elbe im Dezember 1970 am Westufer erfor, Hans-Georg Lemme, der 1974 von einem Patrouillenboot überfahren wurde und ertrank, und Wolfgang Zill, der 1969 bewusstlos am Westufer gefunden wurde und kurz darauf starb.

## Kulturräume und -landschaften
Die Landschaft an der Elbe ist zwar wesentlich dünner besiedelt als die Ufer vergleichbarer Ströme in Europa. Trotzdem haben sich dort Kulturräume, -landschaften und -objekte von hohem internationalem Wert gebildet. Kulturräume lassen sich nach dichter besiedelten Räumen, aber auch nach Landschaften und landwirtschaftlichen Nutzräumen einteilen. Wichtige solcher kulturlandschaftlichen Einheiten sind Böhmen, das Obere Elbtal um Dresden, der Raum um Magdeburg, Dessau und Wittenberg und das hanseatische Gebiet von Hamburg. Nach Kriterien der landwirtschaftlichen Nutzung sind beispielsweise im Oberen Elbtal ein Weinanbaugebiet, im weiteren Umfeld Magdeburgs die fruchtbare Lösslandschaft der Magdeburger Börde und entlang der linken Unterelbe das Alte Land als bedeutendes Obstanbaugebiet hervorzuheben.

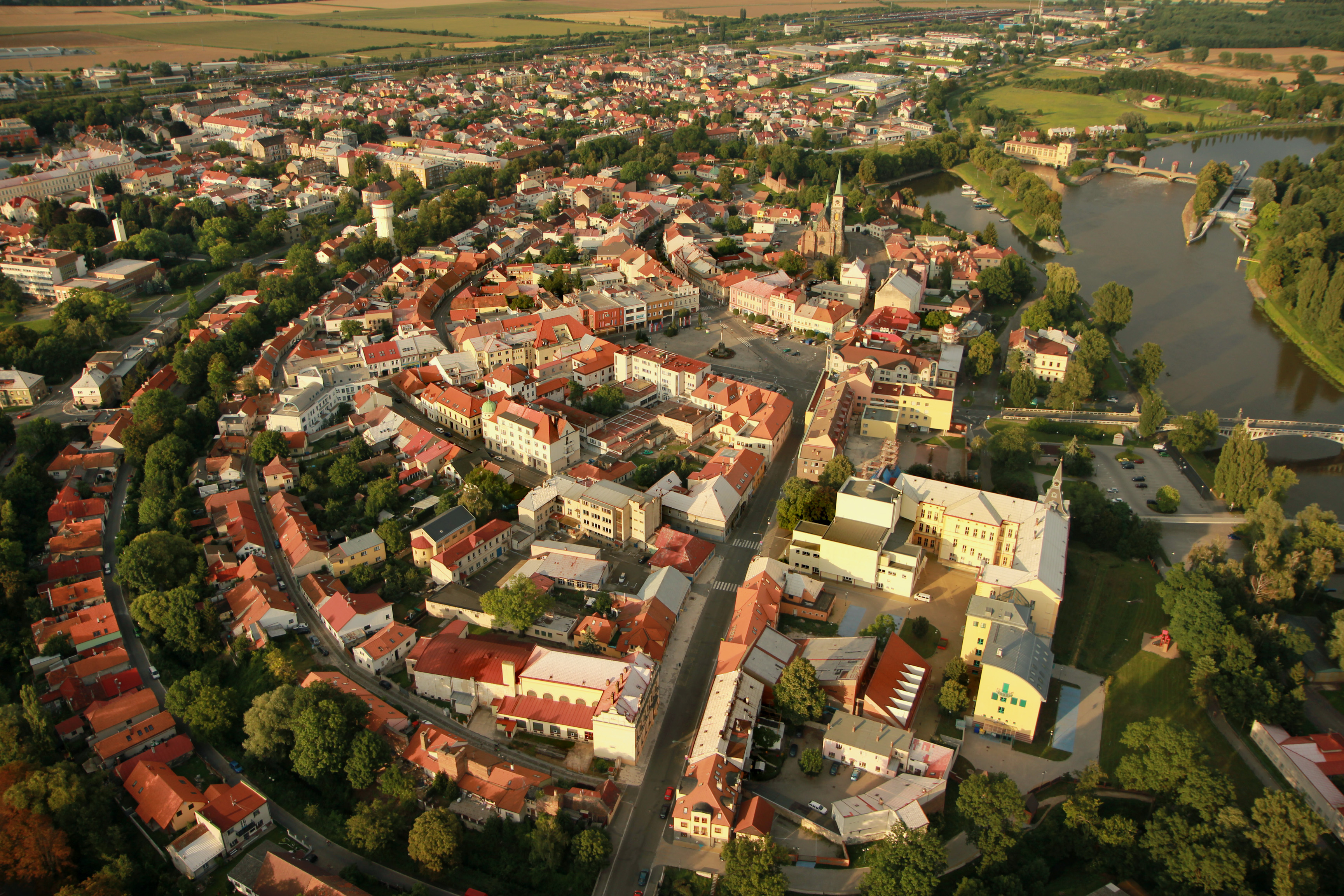
Neuenburg an der Elbe

In Städten an der Elbe liegen innerhalb Deutschlands insgesamt drei Stätten des UNESCO-Welterbes. Einige stehen dabei in enger Beziehung zur Elbe, vor allem, wenn es sich um Kulturlandschaften handelt. Bei Einzelobjekten, die als Welterbe anerkannt werden, ist ein enger Zusammenhang zur Elbe nicht offensichtlich.
In der Stadt Wittenberg löste Martin Luther am 31. Oktober 1517 die Reformation der christlichen Kirche aus. Die Wirkungsstätten von Luther in Wittenberg und Eisleben wurden 1996 in die Liste der Weltkulturerbe aufgenommen. Neben der Entdeckung Amerikas durch die Europäer gilt die Reformation als epochales Initial der Neuzeit.
Neben diesen Einzelobjekten stehen auch Kulturlandschaften an den Ufern der Elbe unter Schutz. Das Dessau-Wörlitzer Gartenreich ist ein nach englischem Vorbild angelegter Landschaftspark und bildet eine 142 km² große Fläche. Teile des Parks gehören ebenfalls zum Biosphärenreservat Mittelelbe und markieren einen Übergang von Kultur- zu Naturlandschaft. In die geformte Auenlandschaft sind zahlreiche Schlösser und Villen eingelagert. Ebenfalls 1996 wurden die Bauhaus-Stätten in Dessau zum Weltkulturerbe erklärt. Der Bauhaus-Stil entstand 1919 und ist für die klassische Moderne bedeutsam. Das Bauhaus zog 1925 von Weimar, wo die Wirkungsstätten ebenfalls als Welterbe gelten, nach Dessau und später nach Berlin. Ein enger Bezug zum Fluss Elbe kann daher nicht hergestellt werden.
Damit befinden sich die drei Welterbe-Stätten an der Elbe in dem kurzen Abschnitt zwischen Wittenberg und Dessau. Zusammen mit der historisch bedeutsamen Stadt Magdeburg, die im Mittelalter als eine der wenigen Kaiserpfalzen im östlichen Teil des Heiligen Römischen Reiches genutzt wurde, bildet dieser Bereich einen kulturhistorischen Kern an der Elbe.
Im Jahr 2004 wurde die Kulturlandschaft Dresdner Elbtal in die Liste des UNESCO-Welterbes aufgenommen. Das 20 km lange Gebiet konzentriert sich im Gegensatz zum Dessau-Wörlitzer Gartenreich sehr auf die Elbe und durchläuft fast die komplette Stadt Dresden. Gewürdigt wurde die jahrhundertelange Einbeziehung des Flusses und des Elbhangs beim Aufbau des Stadtbildes. Neben Schlössern, Parks, erhaltenen Dorfkernen und den Elbwiesen umfasst es die architektonisch wertvolle Innenstadt, aber auch industrie-historische Stätten und technische Denkmäler. Die Flusslandschaft der Elbe war für die Aufnahme sehr wesentlich, da allein die „historische“ Innenstadt – zu großen Teilen nach totaler Kriegszerstörung nur als Rekonstruktion und nicht mehr im Original existierend – nicht ausreichend Kriterien erfüllt hätte. Wegen der Landschaftszerschneidung der Elbwiesen durch die 2007–2013 gebaute Waldschlößchenbrücke wurde der Welterbetitel im Juni 2009 wieder aberkannt (siehe auch Abschnitt Elbquerungen).
Zu den weiteren wichtigen Stätten zählen die Speicherstadt in Hamburg und die Festung Königstein. Die 1883 gegründete Speicherstadt in Hamburg wurde komplett auf Pfählen errichtet. Zu Zeiten des Stückguttransports dienten die Speicherhäuser der Lagerung und Veredlung der Güter und zum Warenübergang an die Kunden mit Eisenbahn bzw. Straßenfahrzeugen. Die Festung Königstein, die im Elbsandsteingebirge auf dem gleichnamigen Felsplateau angelegt wurde, ist die größte Bergfestung in Europa und erhebt sich 240 Meter über die Elbe.

## Hochwasser, Niedrigwasser, Sturmfluten, Eisgang

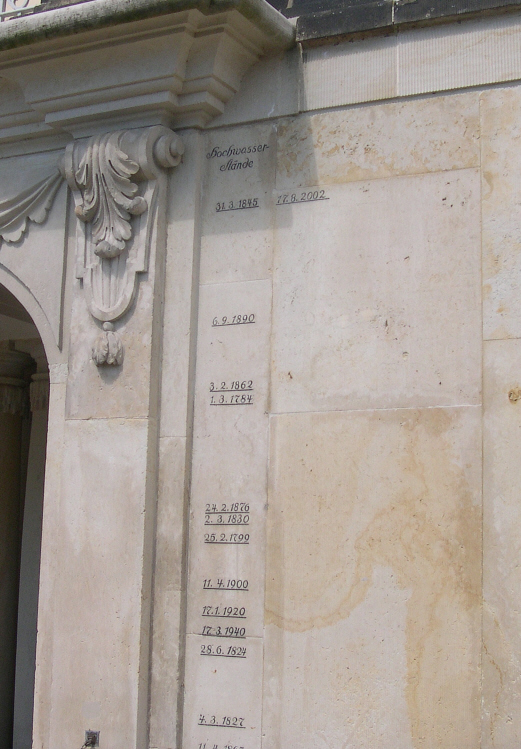
Hochwassermarken am Schloss Pillnitz

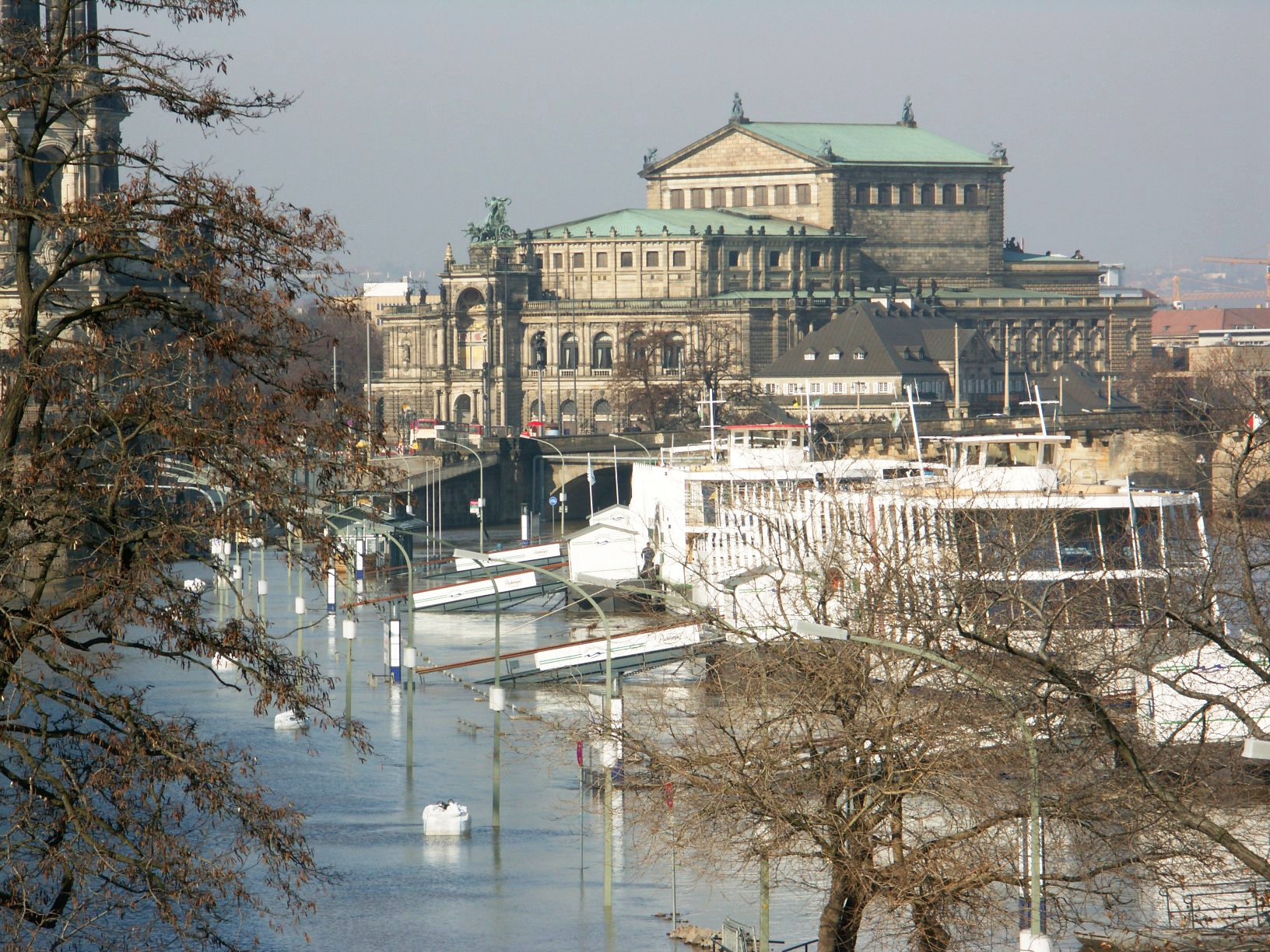
Winterhochwasser Ende März 2005 in Dresden

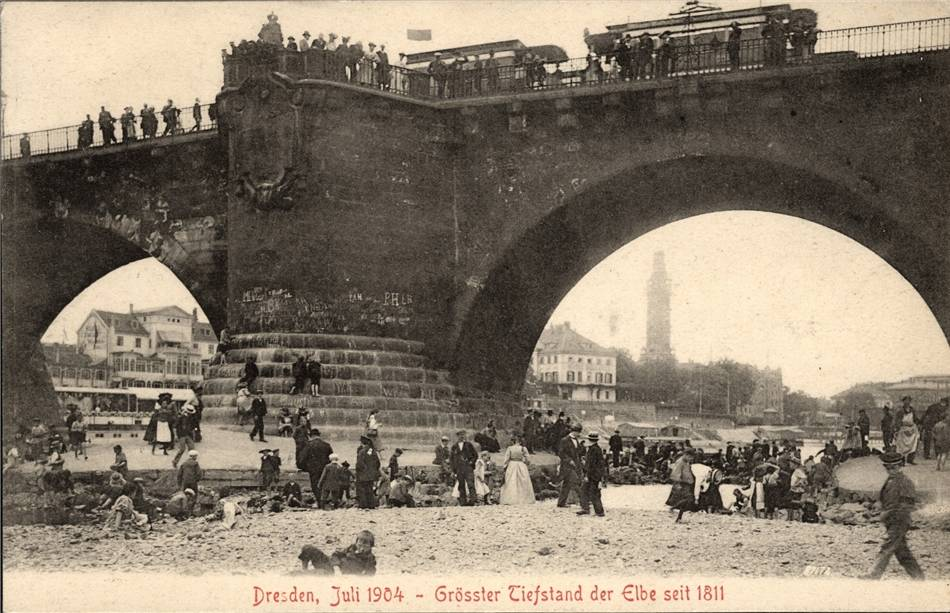
Niedrigwasser unterhalb der Augustusbrücke in Dresden (Juli 1904)

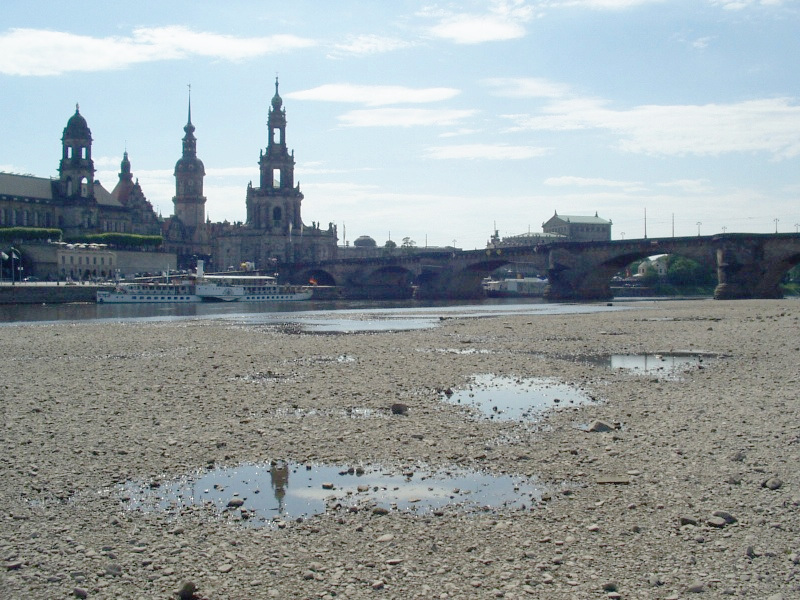
Niedrigwasser in Dresden (Pegel bei 1 m, Juni 2005)

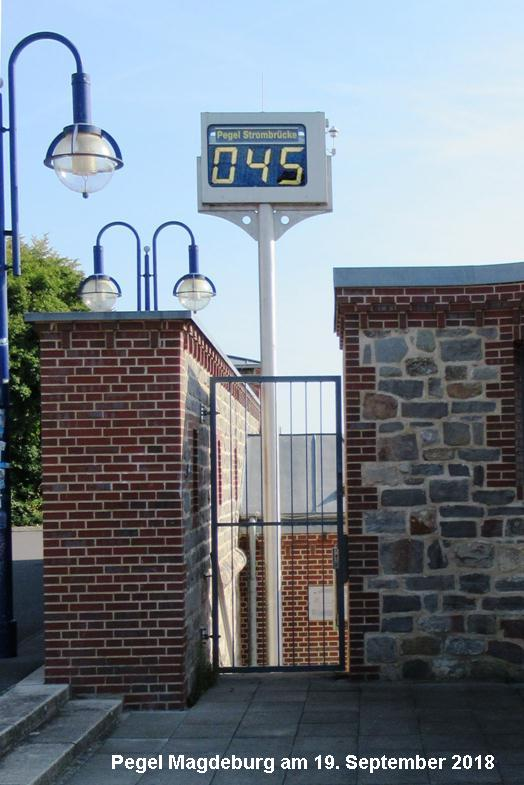
Historischer Tiefpunkt in Magdeburg: 0,45 m am 19. Sept. 2018

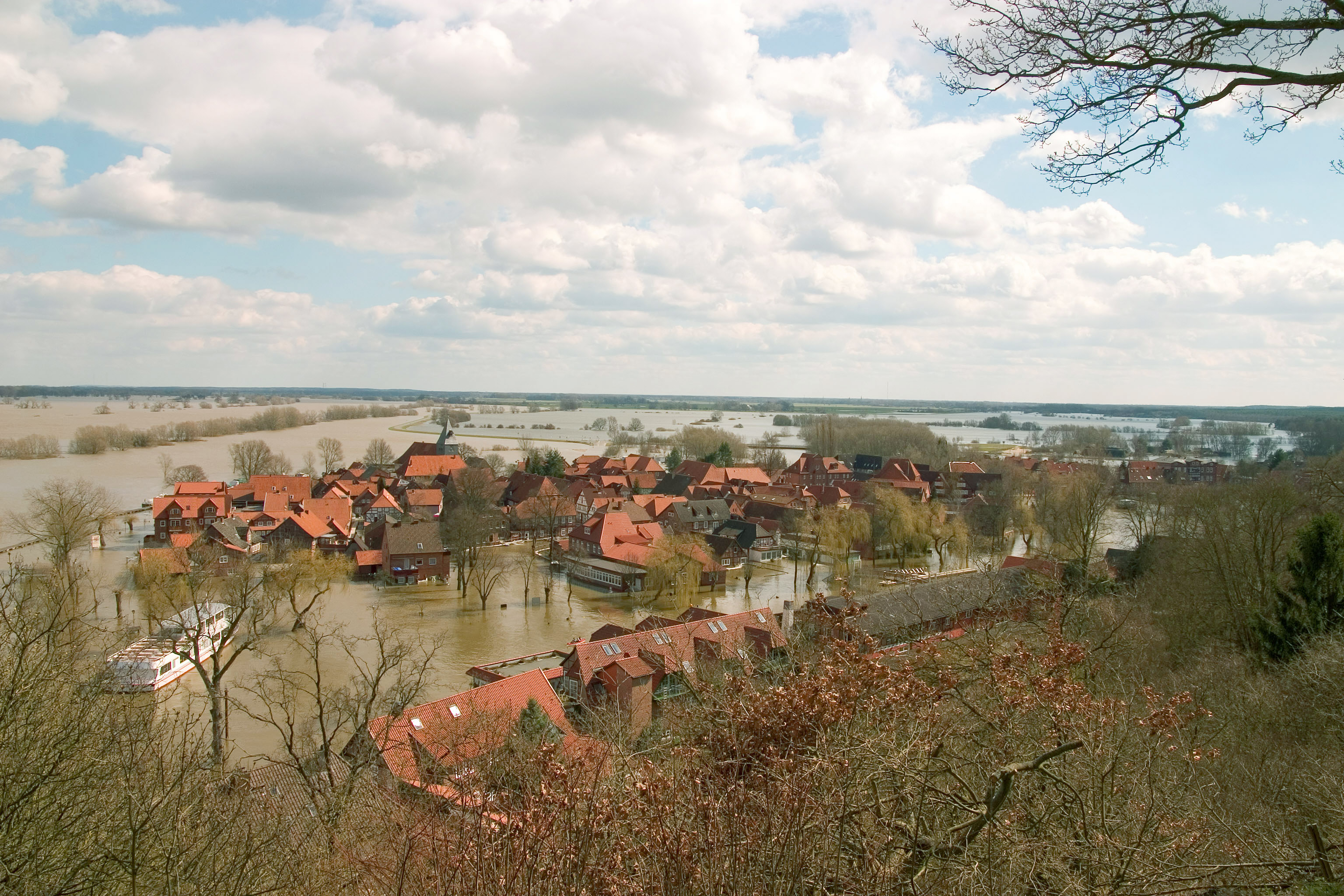
Hochwasser 2006, Stadtkern von Hitzacker vollständig überflutet

Saisonale Hochwasser gehören zum natürlichen Geschehen an der Elbe. Starke Niederschlagsereignisse im oberen Einzugsgebiet der Elbe erzeugen regelmäßig Hochwasserwellen. Neben den an anderen Flüssen auch zu beobachtenden Winterhochwassern ist eine Besonderheit der Elbe die Entstehung von Hochwassern im Spätfrühling (April/Mai), begünstigt durch die Schneeschmelze im Riesengebirge. Diese sind eine Voraussetzung für das Entstehen naturkundlich wertvoller Überschwemmungsbiotope insbesondere am unteren Mittellauf.
Im August 2002 entstand durch besonders lang anhaltende und extrem starke Sommer-Niederschläge im Oberlauf der Elbe, der Moldau und weiterer linker Nebenflüsse wie der Mulde eine Jahrhundertflut, das Elbhochwasser 2002. Der Oberlauf und der obere Mittellauf sind im Allgemeinen für katastrophale Auswirkungen von Hochwässern anfälliger wegen der Nähe zu niederschlagsreicheren Mittelgebirgen, des gering dimensionierten Querschnitts von Kerbtälern und der höheren Fließgeschwindigkeit. Vor allem die Durchbruchstäler im Elbsandsteingebirge und im Böhmischen Mittelgebirge besitzen von Natur aus wenige Ausweichflächen; in diesen Arealen erreicht der Fluss deshalb bei Hochwasser schnell sehr hohe Wasserstände und Fließgeschwindigkeiten. Im unteren Mittellauf erhält die Elbe vergleichsweise mehr unbewohnte Fläche. Allerdings macht sich auch dort das Fehlen von Retentionsraum infolge ausgedeichter Flussauen stark bemerkbar. Obwohl es dort vielfach keine Bebauung gibt, sind die Deiche so eng gesetzt, dass der Strom insgesamt über 80 % seiner ursprünglichen Überflutungsgebiete verloren hat. Ein praktischer Grund dafür mag sein, dass z. B. eine Wiese bis zu fünf Jahre braucht, um sich von einem Hochwasser vollständig zu erholen.
Der Unterlauf ist vor Hochwasser infolge von Niederschlag sehr gut geschützt; die nach Nordwesten geöffnete Trichterform macht die Elbe aber (angesichts der vorherrschenden West- und Nordwest-Winde) für Sturmfluten anfällig. Nach der großen Sturmflut 1962 wurde der Schutz durch Deicherhöhungen und Sperrwerke soweit verbessert, dass keine vergleichbar großen Schäden im Bereich des Hamburger Hafens mehr eintraten.
Bei Winterhochwasser verkeilen sich manchmal Eisschollen (Eisgang, im obersächsisch-deutschen Verlauf historisch auch „böhmische Kuchen“ genannt) an Brückenpfeilern. Vor dem Hochwasser im März 1845, dem schlimmsten bis zum Elbhochwasser 2002, war die Elbe komplett durchgefroren.
Das ist bei winterlichen Kältewellen allerdings per se nicht ungewöhnlich, z. B. bei der Kältewelle in Europa 2012, 1986/87 oder auch 1929.
Das Hochwasser 2002 war das erste Spätsommerhochwasser, das die stärksten Winterhochwasser der Vergangenheit übertraf. Die starken Hochwasser 1784, 1799 und 1845 traten alle nach schneller Schneeschmelze auf. Im Einzugsbereich der Elbe liegen mit dem Riesengebirge, dem Bayerischen Wald, dem Böhmerwald, dem Fichtelgebirge und dem Erzgebirge fünf Gebirgszüge, deren Höhenlagen über 1000 m reichen. Daraus ergibt sich die hohe Gefährdung nach Schneeschmelzen. Im Gegensatz dazu sind die genannten Gebirge, mit Ausnahme des Erzgebirges, kaum als Stauregengebiete bei Westwetterlagen bekannt. Starker Stauregen fällt an diesen Gebirgen insbesondere bei der Vb-Wetterlage, bei der die einziehenden Feuchtluftmassen aus dem Mittelmeerraum stammen und auf jene Gebirgsketten stoßen, die sich in Ost-West-Richtung erstrecken.
Das letzte mittelstarke Hochwasser war das vom März 2006. Es entstand auf Grund von mäßiger Schneeschmelze bei leicht erhöhten Schneemengen vor allem im Erzgebirge. Bei diesen normalen und fast jährlichen Hochwassern reichen die Ausweichflächen etwa in Dresden und Magdeburg aus, so dass nur wenige bewohnte Flächen betroffen sind. In Dresden müssen ab zwei Metern über Normalstand einige ufernahe Straßen gesperrt werden. Ein System aus Elbwiesen, Elbealtarmen und Flutrinnen wirkt dort insbesondere gegen die Elbe als Hochwasserschutz.
Anfang April 2006 entwickelte sich – wiederum verursacht durch rasche und übermäßige Schneeschmelze – ein außerordentlich starkes Hochwasserereignis, das im unteren Mittellauf unterhalb von Wittenberge sogar die Wasserstände vom Jahrhunderthochwasser 2002 noch deutlich übertraf. Der wesentliche Grund dafür war, dass es diesmal weiter stromaufwärts zu wesentlich weniger Deichbrüchen und Überflutungen kam, so dass die extrem großen Wassermassen ohne nennenswerte Kappung der Abflussspitze und kaum zeitlich verzögert den unteren Verlauf erreichten. Auch wurden die Polder der Havel, die diesmal im Gegensatz zum Sommer 2002 selbst Hochwasser führte, nicht kontrolliert geflutet, was im August 2002 noch für eine Entlastung weiter elbabwärts gesorgt hatte. Besonders betroffen waren die Altstädte von Hitzacker und Lauenburg. Das erneute Extremhochwasser entfachte wieder Diskussionen über einen Ländergrenzen überschreitenden Hochwasserschutz statt der derzeit – dem Anschein nach – noch unkoordinierten, lokalen technischen Maßnahmen, die sich teilweise gegenseitig aufheben oder in ihrer Effizienz mindern.
Das letzte schwere Elbhochwasser war 2013, siehe Hochwasser in Mitteleuropa 2013.
Auch sommerliche Niedrigwasserstände sind charakteristisch für die Elbe. Anders als beim Rhein, der im Sommer zusätzlich aus Gletscherschmelzwasser gespeist wird und mit dem Bodensee ein großes natürliches Ausgleichsbecken hat, führt die Elbe im Jahresverlauf viel unterschiedlichere Wassermengen. In solchen Zeiten werden auch mehrere Hungersteine sichtbar. Der Magdeburger Domfelsen, früher Hungerfelsen genannt, erscheint, wenn der Wasserstand weniger als 1,3 m beträgt. Der Hungerstein in Schönebeck wird bei 1,25 m Wasserstand sichtbar. In Děčín trägt ein großer Basaltstein die Bezeichnung Hungerstein, da sein Erscheinen für die Schiffersfamilien sowie für die Bauern an der Elbe Notzeiten ankündigte. Einen weiteren Hungerstein gibt es in Dresden-Cotta (gelegen etwas unterhalb des DB-Haltepunktes).
1904 trocknete nach zeitgenössischen Berichten die Elbe fast gänzlich aus. Aufgrund einer langanhaltenden Dürre wurde im August in Dresden ein Pegelstand von – damals – „231 Zentimeter unter Null“ als der tiefste Stand seit 1811 gemessen. Da die Elbe noch nicht in dem Ausmaß ausgebaggert und vertieft war und auch die Fließgeschwindigkeit erheblich geringer war als heute (2015), konnte das letzte verbliebene Rinnsal an vielen Stellen in Dresden durchwatet werden.
Obwohl dieses einem heutigen Pegel in Dresden von 69 cm entspricht, ist dieser Wert nicht mehr mit heute vergleichbar: Dieser Pegelstand wurde am 30. Juni 2015 erneut erreicht, lag mit 50 cm am 11. August 2015 für einige Tage noch darunter und erreichte in den Sommern 1947 und 1952 sogar 21 cm. Am 9. Januar 1954 wurde mit 5 cm ein historisch tiefster Pegelstand gemessen. Einen neuen Tiefstand erreichte die Elbe am 29. September 2018 mit 50 cm.
Ein zu niedriger Wasserstand des Flusses bedeutet Einschränkungen oder gar die gänzliche Einstellung der Schifffahrt, was im Raum Dresden in der Regel unterhalb von 70 cm am Pegel Dresden der Fall ist.

## Flussausbau, Deichbau
Im heutigen deutschen Teil der Elbe wurden bereits im 12. Jahrhundert Deiche gebaut. Im Lauf der Zeit wurden die Deiche immer weiter perfektioniert und näher an den Fluss gerückt. So fehlen der Elbe heute weite Bereiche ihrer ursprünglichen, bis zu 20 Kilometer breiten Aue, sodass Hochwasserschäden aufgrund fehlenden Raumes für den Fluss hier letztlich auch menschengemacht sind. Die Überschwemmungsflächen wurden von ursprünglich schätzungsweise 6.172 km² auf heute 838 km² verringert.
Der planmäßige Ausbau der Elbe begann nach dem Wiener Kongress 1815. In der Elbschiffahrtsakte von 1821 verpflichteten sich die Uferstaaten zur Freiheit der Schifffahrt und zur Regulierung des Flusses für die Schifffahrt durch Strombaumaßnahmen, wie Uferdeckwerke, Buhnen, Parallelwerke, Sohlenschwellen und Begradigungen durch Abschneiden von Flusskrümmungen mittels Durchstichen – ab 1866 im heute deutschen Bereich unter der Regie der in Magdeburg gegründeten Elbstrombauverwaltung. Ende des 19. Jahrhunderts hatte die Elbe dadurch ein beständiges Flussbett, was zum Aufschwung der Schifffahrt und zur gefahrloseren Abfuhr von Eis und Hochwasser beitrug.
Die notwendige Hinterlandverbindung des Seehafens Hamburg und die damals bevorstehende Heranführung des Mittellandkanals führten Anfang der 1930er Jahre zu einer Gesamtplanung „Niedrigwasserregulierung“ bis kurz vor Hamburg, ergänzt durch Saaletalsperren zur Wasseranreicherung. Ziel war eine Mindestabladetiefe von 1,30 m für 700-t-Schiffe. Bedingt durch den Zweiten Weltkrieg blieben diese Maßnahmen unvollendet und wurden auch von der DDR nur teilweise fortgeführt.
Die Schwierigkeiten der Grenzziehung auf der Grenzstrecke Schnackenburg–Lauenburg, zunächst mit den Alliierten, später mit der DDR, mit letzterer besonders seit dem Mauerbau 1961, sowie der schlechte Unterhaltungszustand der Elbe zwischen Magdeburg und Lauenburg waren Gründe für den Bau des Elbe-Seitenkanals 1969–1976.
In Tschechien ist die Elbe heute über 24 Staustufen – und eine weitere geplante bei Děčín – staugeregelt. Ziel ist es, die Elbe dort, neben der Stromerzeugung durch Wasserkraft, so weit wie möglich schiffbar zu halten. Zusätzlich sollen die Wehranlagen auch dem Hochwasserschutz dienen, indem sie in Zusammenhang mit der Talsperren-Bewirtschaftung an der Moldau und anderen Nebenflüssen in Tschechien eine gezielte Abflusssteuerung ermöglichen. Aus biologischer Sicht sind solche Bauwerke allerdings negativ zu bewerten (siehe auch Abschnitt: Fische).
Untersuchungen nach der Wiedervereinigung Deutschlands 1990 ergaben, dass zur Aufrechterhaltung und Verbesserung der Schifffahrt, woran vor allem die Tschechische Republik interessiert ist, ein Staustufenausbau schon aus wirtschaftlichen Gründen nicht vorstellbar wäre, jedoch stromregulierende Maßnahmen. Dies bedeutet Wiederherstellung und Ergänzung der vorhandenen, teilweise verfallenen Regulierungsbauwerke mit dem Ziel einer ausreichenden Fahrwassertiefe auch bei Niedrigwasser und eine Stabilisierung der Flusssohle.

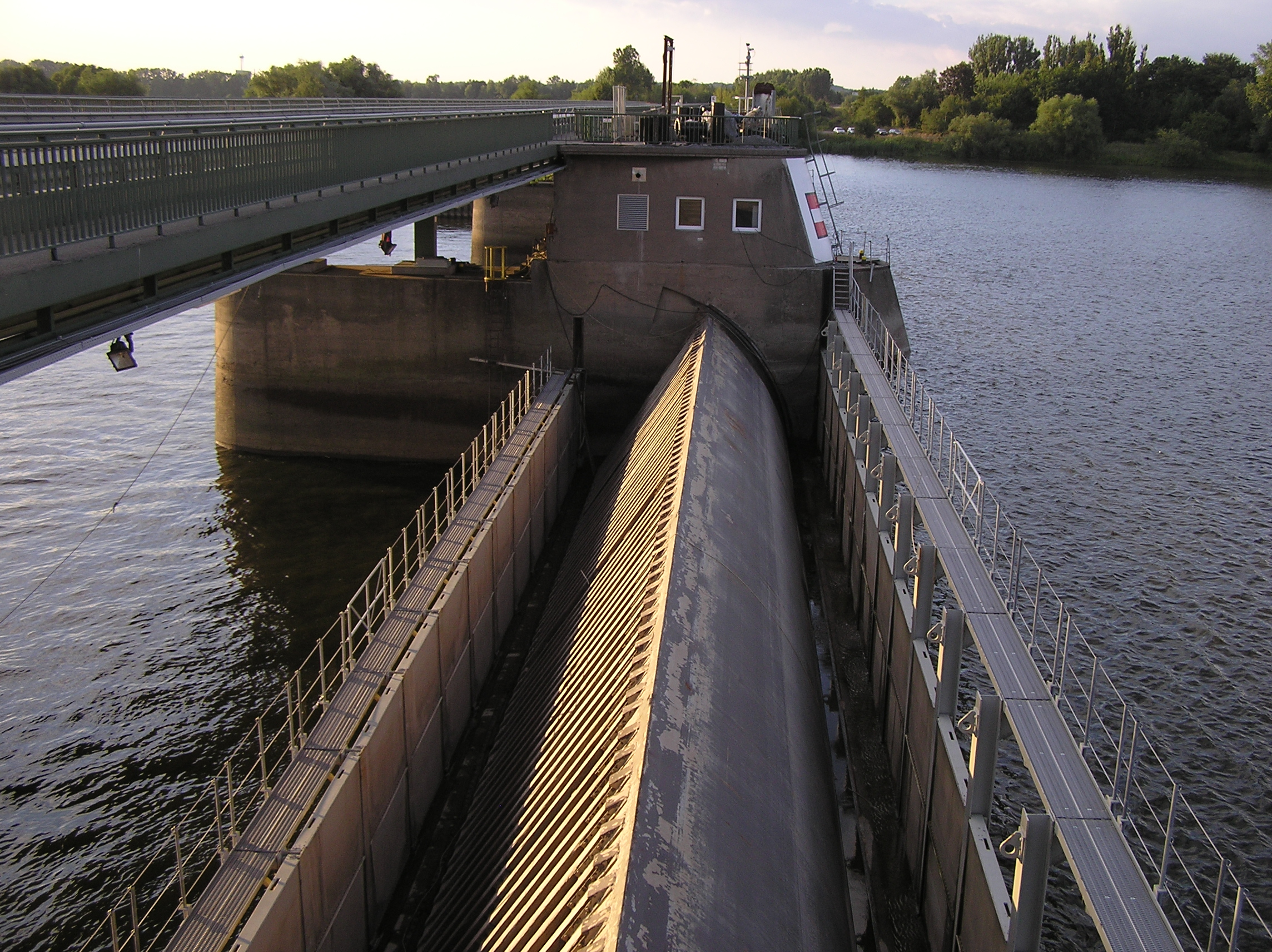
Wehr Geesthacht: Durch Wartungsarbeiten ist der einstellbare Wehrverschluss gut zu erkennen.

So befinden sich heute im deutschen Flussverlauf mit Ausnahme der 1960 zum Schutz vor Gezeiten-Einfluss gebauten Staustufe Geesthacht südöstlich von Hamburg, die zugleich die Wasserstände im Hamburger Hafen reguliert, und dem Cracauer Wasserfall, einem festen Niedrigwasserwehr in der Alten Elbe bei Magdeburg, keine weiteren derartigen Querbauwerke zur Flussregulierung. Im Bereich Magdeburg kann außerdem bei starkem Hochwasser ein Teil des Wassers über den Elbe-Umflutkanal an der Stadt vorbeigeleitet werden. Im Vergleich zu Oberrhein oder Mittelweser ist also die Elbe im deutschen Oberlauf und im Mittellauf nicht staugeregelt. Vielmehr wird mit über 6000 Buhnen überall entlang der Ufer versucht, die Elbe zu beschleunigen. Dadurch soll der Fluss sein Bett selber auswaschen und weniger Sediment ablagern, so dass die Wassertiefen in der Fahrrinne erhalten werden können. Eine Nebenwirkung ist allerdings, dass sich die Flusssohle immer weiter in den Bodengrund eintieft und dadurch den Grundwasserstand absenkt, was zu einer allmählichen Austrocknung der Auenlandschaft führt. Die dagegen wirkenden Sohlenschwellen waren von der DDR stark vernachlässigt worden.
Im Interesse der Schifffahrt wurde die Elbe im 19. und 20. Jahrhundert auch um etliche Kilometer verkürzt, indem Flusskrümmungen abgeschnitten und so der Verlauf begradigt wurde. 1933/34 wurde der Kurze Wurf bei Vockerode begradigt und um ca. 1,5 km verkürzt. Lediglich ein kurzer Abschnitt zwischen den deutschen Fluss-Kilometern 506 bis 520 (Dömitz–Hitzacker) blieb davon aufgrund des Zweiten Weltkrieges und der deutschen Teilung bisher gänzlich verschont. Eine weitere Maßnahme des Menschen zur „Zähmung“ des Flusses ist die Befestigung der Ufer mit Deckwerken (Steinschüttungen oder -packungen). Auch dies soll Erosionen und Flussbettverlagerungen verhindern, erhöht jedoch die Fließgeschwindigkeit. Zudem gehen wertvolle Uferlebensräume für Tiere und Pflanzen verloren oder können wegen der ausbleibenden Fließdynamik gar nicht erst neu entstehen. Die intensive Nutzung des Unterlaufes als Wasserstraße erfordert zumindest in diesem Abschnitt allerdings verstärkte ufersichernde Maßnahmen.
Für einen weiteren Ausbau der Elbe ist einerseits zu bedenken, dass der Abschnitt zwischen Magdeburg und Lauenburg für die Güterschifffahrt kaum eine Rolle spielt, weil der Verkehr über den Mittellandkanal und den Elbe-Seitenkanal geführt wird. Andererseits, so argumentieren Naturschützer, gewährleiste auch ein Ausbau die Schiffbarkeit nicht, weil Niedrigwasser-Phasen infolge des prognostizierten Klimawandels und ausbleibender Zuleitungen von abgepumptem Grundwasser aus Braunkohletagebauen im Einzugsgebiet in Zukunft immer häufiger stattfinden könnten; deshalb sei ein weiterer Ausbau der Mittelelbe sowohl ökonomisch als auch ökologisch sehr fragwürdig. Dennoch gibt es weiterhin Bestrebungen, insbesondere von Seiten der Wasserstraßen- und Schifffahrtsverwaltung des Bundes, die Elbe auszubauen und für Europaschiffe befahrbar zu machen. In diesem Zusammenhang ist auch der geplante Saalekanal bei Barby von Bedeutung, der die Schiffbarkeit der Saale bis Halle verbessern soll. Umweltverbände befürchten jedoch, dass der Saalekanal Argumente für einen weiteren Ausbau der Elbe liefern könnte.
Im Oberlauf ist die Elbe durch Mittelgebirge eingegrenzt, weshalb sie in diesen Abschnitten nirgendwo in größerem Maßstab eingedeicht ist. Längere Deichanlagen in Deutschland beginnen im westlichen Dresdner Stadtteil Gohlis. Vorher wird die Elbe in gewisser Hinsicht durch den Bahndamm der Elbtalbahn „eingedeicht“. Im Mittel- und Unterlauf legte der Mensch bereits im Mittelalter erste Deiche an, um dem Fluss Siedlungsraum und später auch landwirtschaftliche Flächen abzugewinnen.
Die Deiche des Unterlaufes dienen weniger einem Hochwasserschutz gegen die Elbe von ihrem oberen Einzugsgebiet her als vielmehr dem Schutz vor Sturmfluten und stark auflandiger Wetterlagen von der Nordsee, die sich weit elbaufwärts, früher bis oberhalb Lauenburg und seit 1960 bis zur Staustufe Geesthacht, bemerkbar machen können. Entsprechend sind diese Seedeiche stärker dimensioniert. Durch das Abschneiden und Ausdeichen von alten Elbarmen und Marschen sowie durch Sperrwerke an Nebenflüssen hat sich der natürliche Tidenhub in der Unterelbe („Tide-Elbe“) deutlich erhöht – in St. Pauli etwa um rund 1,5 m seit 1870 auf nun etwa 3,6 m. Diese anthropogene Veränderung der Strömungsverhältnisse wird für das die moderne Großschifffahrt immer stärker behindernde Verschlicken der Fahrrinne und des Hamburger Hafens mit verantwortlich gemacht. Es gibt daher Bestrebungen, durch Rückdeichungen, Öffnung von seitlichen Sperrwerken sowie gezielte Anlage von künstlichen Sandbänken und Unterwasserinseln den Tidal-Pumping-Effekt wieder zu verringern (Elbvertiefung).

## Städte und Regionen (Auswahl)

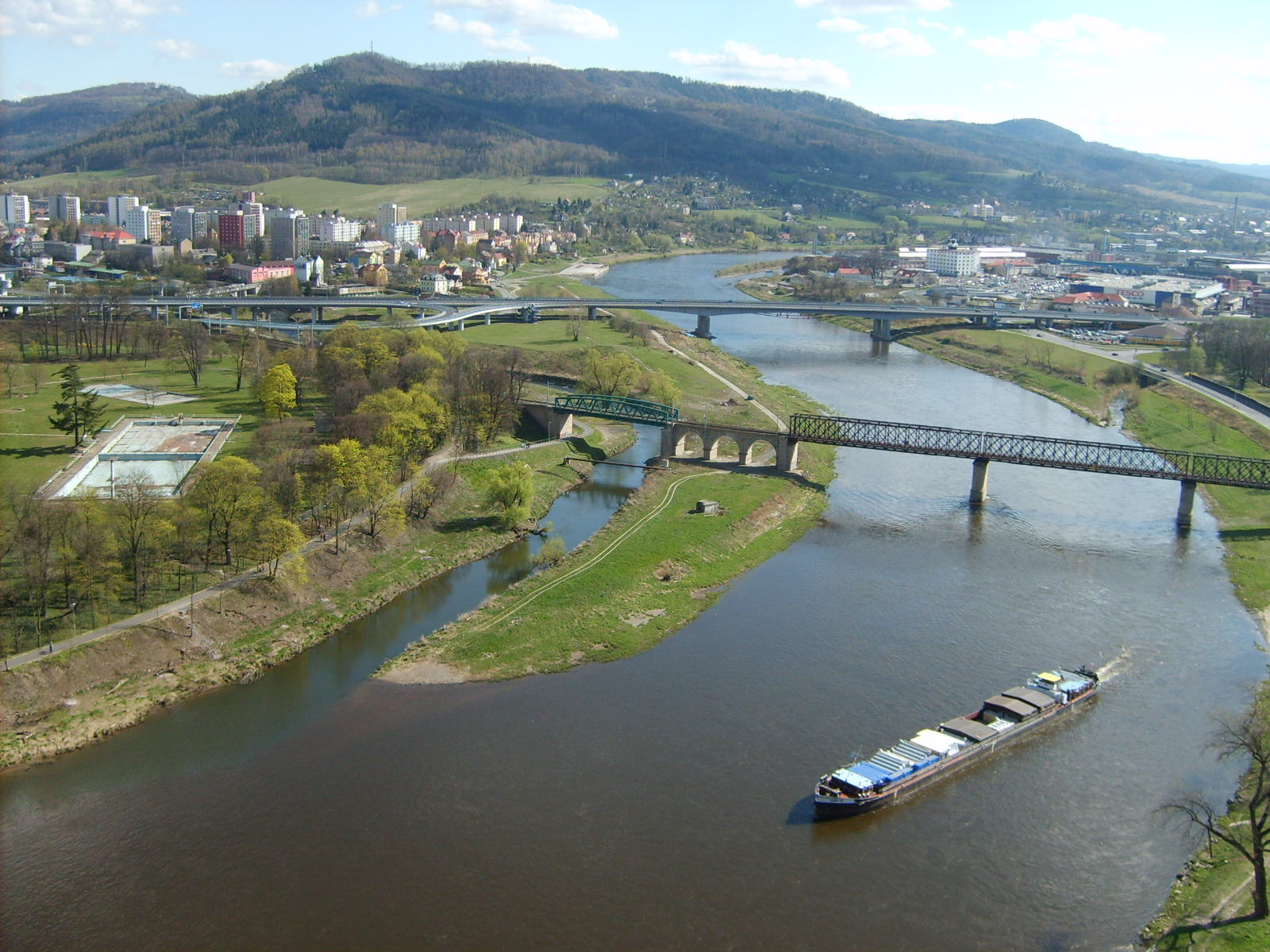
Elbe bei Děčín

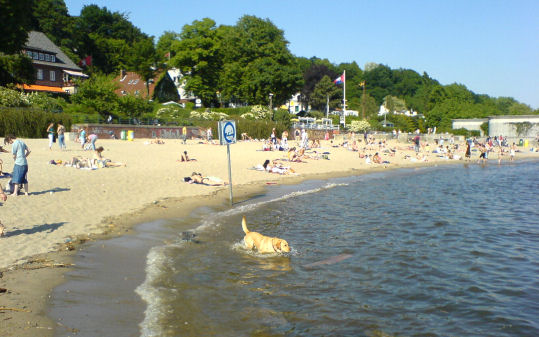
Elbstrand in Hamburg-Övelgönne

Die größten Städte an der Elbe in Tschechien sind Hradec Králové (Königgrätz), Pardubice (Pardubitz), Ústí nad Labem (Aussig bzw. Aussig an der Elbe), die alle drei fast 100.000 Einwohner haben. Die bedeutendsten deutschen Großstädte an der Elbe in stromabwärtiger Reihenfolge sind Dresden, Magdeburg und Hamburg. Wichtige Mittel- und Kleinstädte entlang der Elbe sind Děčín (Tetschen), Pirna, Meißen, Riesa, Torgau, Lutherstadt Wittenberg, Dessau-Roßlau, Wittenberge, Wedel, Stade, Brunsbüttel und Cuxhaven.
Verdichtungsräume haben sich um Dresden, Magdeburg und Hamburg gebildet. Auch im Nordböhmischen Becken um Ústí nad Labem wird ein – kleinerer – Ballungsraum beobachtet. Die Kreise Ústí nad Labem, Teplice und Litoměřice gehören zur deutsch-tschechischen Euroregion Elbe/Labe, die mit den benachbarten sächsischen Landkreisen Sächsische Schweiz-Osterzgebirge, Meißen sowie der Landeshauptstadt Dresden grenzüberschreitend kooperieren.
Seit 1987 besteht zwischen Dresden und Hamburg eine Städtepartnerschaft. Eine Kooperation zwischen Pirna und Děčín besteht sogar schon seit 1975.
Im Vergleich zu anderen Flüssen in Deutschland, etwa dem Rhein oder dem Main, ist die Elblandschaft streckenweise nur dünn besiedelt. Wesentlich dichter bewohnt sind dagegen die Ufer einiger Nebenflüsse und deren Einzugsgebiete, wie die Ufer der Moldau (Prag), der Saale (Halle) und ihres Nebenflusses Weiße Elster (Leipzig) sowie der Havel und ihres Nebenflusses Spree (Berlin). Das Fehlen urbaner Räume über weite Strecken des Mittellaufs der Elbe begünstigte dort den Erhalt natürlicher Flusslandschaften.

## Verkehrsweg Elbtal

### Überblick

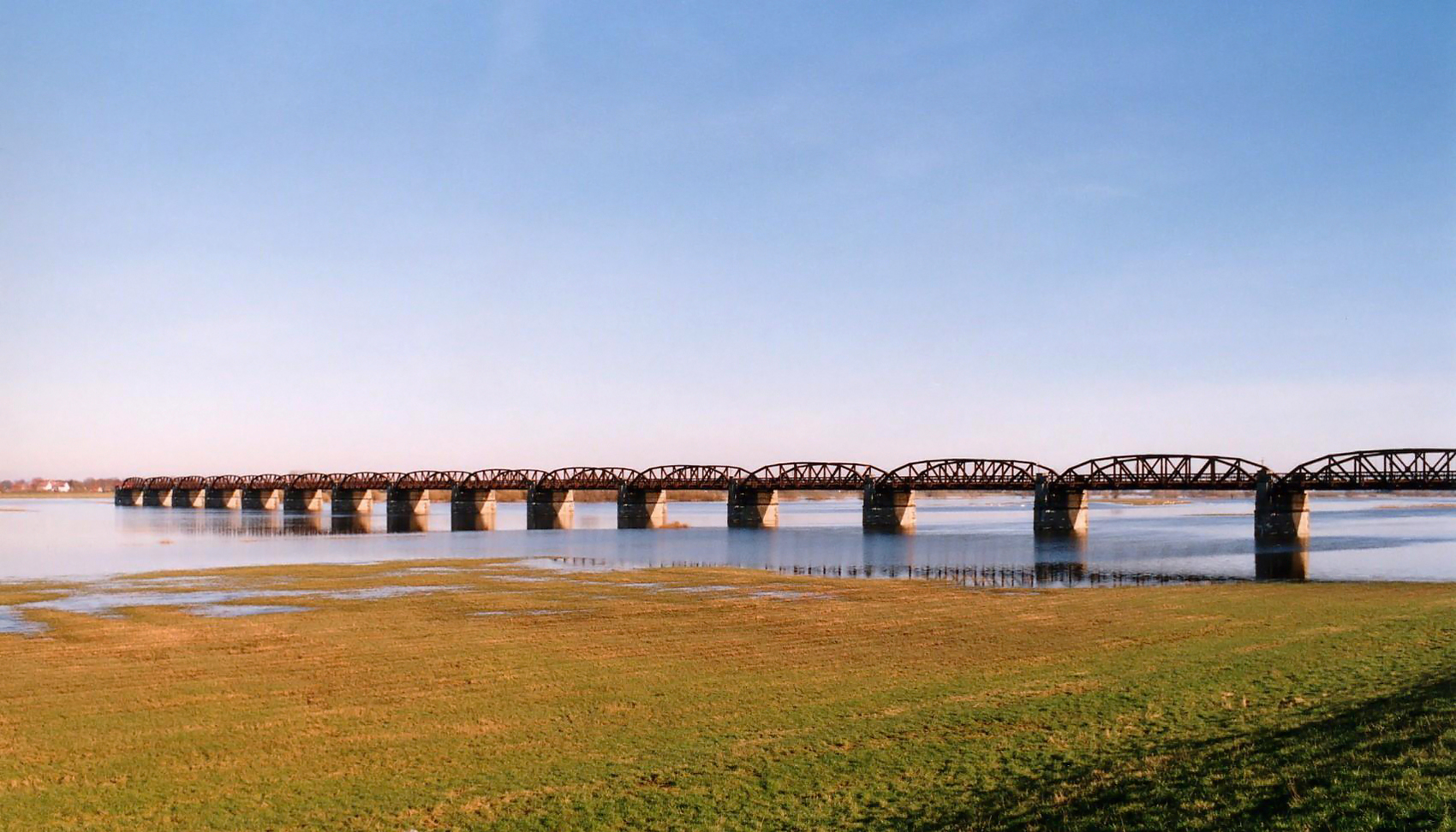
Gesprengte Eisenbahnbrücke Dömitz

Die Bedeutung des Elbtals als Verkehrsweg schwankt regional sehr stark. Wo der Fluss Gebirge durchbricht, ist er bestimmend für die Linienführung der Verkehrswege. Insbesondere Eisenbahnstrecken folgen dem Tal, weil sie auf geringe Steigungen angewiesen sind. Ein Beispiel dafür ist die Passage durchs Elbsandsteingebirge als bedeutende Ferneisenbahnstrecke. Der Mittel- und Unterlauf, der sich durch flachere Regionen windet, spielte keine große Rolle bei der Anlage von parallelen Eisenbahnstrecken und Autobahnen. Gleistrassen wurden so angelegt, dass sie viele Städte erreichen und nicht in erster Linie dem Flusstal folgen. So gibt es zum Beispiel keine Ferneisenbahnstrecke zwischen Dresden und Magdeburg entlang der Elbe. Vielmehr verbindet die Relation Dresden–Magdeburg Städte wie Leipzig und Halle (Saale). Zwischen Děčín und der Moldaumündung gibt es in Tschechien Eisenbahnstrecken auf beiden Elbseiten ähnlich wie am Mittelrhein. Die Wasserfluglinie Altona–Dresden Mitte der 1920er Jahre blieb ein kurzlebiger Exot in der Verkehrsgeschichte der Elbe.
Als internationales touristisches Projekt wurde der Elberadweg, der zwischen Mělník und Cuxhaven der Elbe folgt, eingeführt und ausgebaut. Seine Gesamtlänge an der Elbe – der Weg beginnt 50 Kilometer südlich der Elbe in Prag – beträgt etwa 930 Kilometer.

### Schiffbarkeit
Die Elbe ist ab Pardubice in Tschechien bis zur Mündung bei Cuxhaven schiffbar. Es gibt aber teilweise Einschränkungen wegen des Tiefgangs, der Kurvigkeit und der Schleusenmaße.

#### Tschechien
Bis 1946 war die Elbe nur bis Poděbrady schiffbar, dann bis Kolín. Ab 1974 begann der Ausbau auf 2,8 m Fahrrinnentiefe bis Chvaletice, um das dortige Kraftwerk mit Kohle aus dem nordböhmischen Lovosice zu versorgen. Die Strecke war am 19. Mai 1977 fertiggestellt, so dass zeitweise bis zu vier Millionen Tonnen Kohle pro Jahr transportiert werden konnten. 1996 wurde die kommerzielle Schifffahrt wieder eingestellt, und die Kohletransporte wurden auf die Bahn verlegt. Die Schiffbarkeit bis Pardubice, 102 km bergwärts der Moldaumündung und 211 km bergwärts der deutschen Grenze, wird von Umweltverbänden blockiert. Die Moldau ist ihrerseits von ihrer Mündung bis 20 km bergwärts von Prag schiffbar.
Die Schiffbarkeit im eigenen Unterlauf der Elbe will die Tschechische Republik durch den Bau der grenznah zu Deutschland gelegenen Staustufe Děčín verbessern. Das seit den 1990er Jahren favorisierte Projekt stößt jedoch auf heftigen Widerspruch nicht nur von Umweltschützern, sondern auch von der CDU/FDP-Regierung im benachbarten Sachsen.

#### Deutschland

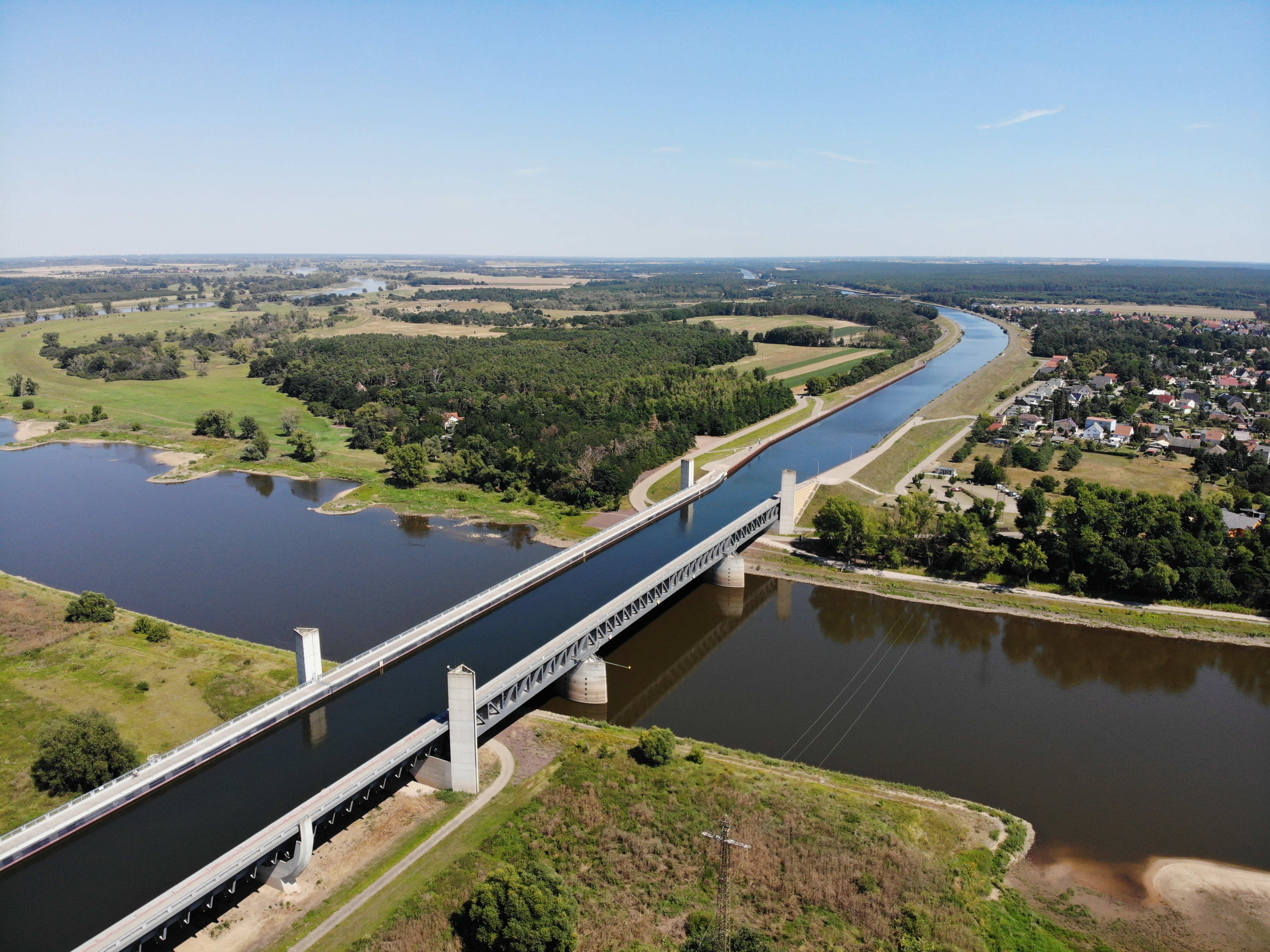
Auf der Kanalbrücke Magdeburg überquert der Mittellandkanal die Elbe.

Die Elbe (El) wurde 1921 mit ihrem gesamten Anteil in Deutschland Reichswasserstraße. 1949 wurde zunächst der Anteil in der Bundesrepublik Deutschland, ab 1990 auch der Anteil in der ehemaligen DDR Bundeswasserstraße. Seit den 1990er Jahren geht die Bedeutung der Elbe als Wasserstraße kontinuierlich zurück. Während 1998 noch etwa 5 Millionen Tonnen Güter auf der mittleren Elbe transportiert wurden, waren es 2011 nur noch 0,8 Millionen Tonnen, 2014 0,42 Millionen Tonnen, 2016 0,3 Millionen Tonnen und 2018 0,19 Millionen Tonnen.
Wegen häufig auftretenden Niedrigwassers kann die Elbe ihre Funktion als Wasserstraße immer weniger erfüllen. Als Grund werden langanhaltende niederschlagsarme Witterungen im Zuge des Klimawandels genannt. Die offiziell angestrebte Fahrrinnentiefe von 1,4 m wird mittlerweile in drei bis fünf Monaten jedes Jahres unterschritten – doppelt so oft wie noch vor 2014. An 122 Tagen des Jahres 2025 lag der Wasserstand unter dieser für die Binnenschifffahrt notwendigen Mindesttiefe; an über 60 Tagen wurde sogar die Marke von 1,0 m unterschritten. Ein verlässlich durchführbarer Gütertransport per Schiff gilt damit als kaum mehr planbar.
Das Binnenland Tschechien, das über die Elbe an den Welthafen Hamburgs angeschlossen ist, drängt darauf, dass Deutschland die Elbe so ausbaut, dass sie längere Zeit im Jahr schiffbar wird (siehe auch Abschnitt Flussausbau, Deichbau). Dies wird oft mit einer aus dem Versailler Vertrag und der Elbschiffahrtsakte aus dem Jahr 1922 stammenden Pflicht zur Gewährleistung einer Verbindung zwischen Tschechien und Hamburg begründet, wo Tschechien mit dem Moldauhafen ein inzwischen nicht mehr genutztes Hafenareal gepachtet hat. Nach einem Gutachten der Wissenschaftlichen Dienste des Deutschen Bundestages besitzen diese Verpflichtungen keine Gültigkeit mehr.
Eine der schwierigsten Passagen für die Schifffahrt ist der Flussbogen vor der Dresdner Altstadt wegen der hohen Fließgeschwindigkeit und der dicht hintereinander liegenden Bogenbrücken. Deswegen werden hier viele tschechische Güterschiffe zur Sicherheit geschleppt. Ein weiterer schwieriger Abschnitt befindet sich zwischen der Havelmündung und Hitzacker (Elbe), der Böse Ort – ein schmaler 90°-Knick bei Schnackenburg. Am Magdeburger Domfelsen beträgt die Fahrrinnenbreite statt der sonst geforderten 50 m nur 35 m. Für die Berufsschifffahrt ist das Begegnen an dieser Stelle nicht erlaubt, die Verkehrsregelung erfolgt durch eine vom Wasserstraßen-Neubauamt Magdeburg aus gesteuerte Wahrschau, die sich stromaufwärts linksseitig an der Sternbrücke und stromabwärts auf dem Magdeburger Werder an der Einfahrt zur Zollelbe befindet. Schwach motorisierte Frachtschiffe werden im Bereich des Domfelsens wegen der hohen Fließgeschwindigkeit beim Stromauffahren durch Schlepper unterstützt.
Das im Jahr 2003 für den Verkehr freigegebene Wasserstraßenkreuz Magdeburg ermöglicht über die Kanalbrücke ein Überqueren der Elbe in Ost-West-Richtung und eröffnete so eine direkte Verbindung zwischen Mittelland- und Elbe-Havel-Kanal unter Aussparung des Flusses – hier bestand zuvor aufgrund des niedrigen und unsicheren Wasserstandes der Elbe ein Engpass. Die damit einhergehende Prognose einer erheblichen Steigerung der Gütertransporte trat aber nicht ein. Bis auf den Verkehr im Mittellandkanal sind sie sogar stark zurückgegangen. Über diese Kreuzung ist die Elbe mit der Oder, der Weser und über Rhein und Main auch mit der Donau verbunden.
Pläne aus der Zeit zwischen den beiden Weltkriegen, Hamburg mit Bremen und dem Mittellandkanal im Raum Osnabrück über einen Hansakanal genannten Kanal zu verbinden, der bei Stade von der Elbe abzweigen sollte, wurden in den 1950er Jahren aufgegeben.
(Zum Unterlauf siehe auch den Abschnitt Elbmündung und die Hauptartikel Elbvertiefung und Unterelbe.)
An der Elbe gibt es drei Wasserstraßen- und Schifffahrtsämter. Das Wasserstraßen- und Schifffahrtsamt Elbe ist verantwortlich von der deutsch-tschechischen Grenze bis zum Hamburger Hafengebiet, für das im Auftrag des Bundes die Hamburg Port Authority zuständig ist. Unterhalb davon sind zuständig das Wasserstraßen- und Schifffahrtsamt Hamburg für den Abschnitt von km 633 (linkes Ufer) bzw. 639 (rechtes Ufer) bis km 689 bei St. Margarethen sowie das Wasserstraßen- und Schifffahrtsamt Cuxhaven für den anschließenden Abschnitt von km 689 bis km 727.
Die Elbe gehört von km 0,00 (deutsch-tschechische Grenze) bis km 454,80 (Wittenberge) zur Wasserstraßenklasse Va mit Einschränkungen, von dort bis km 607,50 (Oortkaten, Beginn des Hamburger Hafengebiets) zur Klasse VIb; auf beiden Abschnitten gilt die Binnenschifffahrtsstraßen-Ordnung. Von km 638,98 (Tinsdal, Ende des Hamburger Hafengebiets) bis km 727,73 (Nordsee) gehört sie zur Klasse Va, hier gilt die Seeschifffahrtsstraßen-Ordnung. Im Hamburger Hafengebiet gilt das Hamburgische Hafenverkehrs- und Schifffahrtsgesetz.
Rechtlich gehören zur Bundeswasserstraße Elbe, im Zuständigkeitsbereich des Wasser- und Schifffahrtsamts Hamburg, als Bundeswasserstraßen noch die Mündungsstrecken der linkselbischen Seitenarme:
- Bützflether Süderelbe (BSE) bis 2,5 km oberhalb der Einmündung in die Elbe bei km 659,74,
- Ruthenstrom (RuS) bis 2,3 km oberhalb der Einmündung in die Elbe bei km 670,03,
- Wischhafener Süderelbe (WSE) bis 3,0 km oberhalb der Einmündung in die Elbe bei km 676,12.

BSE und RuS sind nicht klassifiziert, WSE zählt zur Wasserstraßenklasse I. Auf allen drei Abschnitten gilt die Seeschifffahrtsstraßen-Ordnung.

### Wichtige Häfen
Der Hamburger Hafen liegt etwa 110 km flussaufwärts von der Mündung (sichtbare Landmarke: die Kugelbake bei Cuxhaven). Er ist nach Rotterdam der zweitgrößte Seehafen in Europa und bietet für 320 Seeschiffe Liegeplätze, von denen 38 für große Containerschiffe vorgesehen sind. Hamburg anlaufende Schiffe passieren bei Wedel die Schiffsbegrüßungsanlage Willkomm-Höft, eine lokale Besonderheit und private Initiative des Schulauer Fährhauses von 1952. Auslaufende Schiffe werden ebenfalls entsprechend verabschiedet mit dem Wunsch zur glücklichen Wiederkehr.
Zwischen Hamburg und der Nordsee gibt es mehrere kleinere Seehäfen, ein solcher für Stückgut zum Beispiel in Brunsbüttel (rechtsseitig) und Cuxhaven (linksseitig). Die Häfen an der Elbe oberhalb – also flussaufwärts – Hamburgs dienen nicht nur der Binnenschifffahrt, sondern sind „trimodal“ angeschlossen, d. h., dass sie auch von der Eisenbahn und dem Lkw bedient werden. Der Magdeburger Hafen wurde mit einer Niedrigwasserschleuse so ausgebaut, dass seine Wassertiefe unabhängig vom Elbwasserstand stets ausreichend für Binnenschiffe ist. Dadurch wird erreicht, dass er für vom Mittellandkanal oder vom Elbe-Havel-Kanal einlaufende Schiffe erreicht werden kann, wenn die Elbe Niedrigwasser führt.
Weitere Binnenhäfen sind in Aken, Riesa, Dresden (Alberthafen), Děčín, Ústí nad Labem (einst der größte Binnenhafen Europas) und Lovosice. Während für die deutschen Binnenhäfen im 17. Jahrhundert eigens Hafenbecken ausgehoben wurden, liegen die Häfen von Děčín, Ústí nad Labem und Lovosice auf Grund des engen Tals direkt am Ufer der Elbe. Die Bedeutung dieser Häfen ging immer weiter zurück. So wurden 2018 in der Summe aller Häfen des Sächsischen Hafenverbundes nur noch 152.000 Tonnen über das Binnenschiff umgeschlagen, das sind nur 5,7 % der Umschlagsmenge der Häfen. Der größte Teil des Güterumschlags erfolgt dort zwischen Straße und Schiene.
Vor dem Dresdner Terrassenufer – neben weiteren Anlegern für Kabinenfahrgastschiffe – liegt die zentrale Anlegestelle der Sächsischen Dampfschiffahrt. Sie ist nach den St. Pauli-Landungsbrücken in Hamburg die zweitgrößte Anlegestelle im Linienschiffsverkehr der Elbe.

## Elbquerungen

### Wichtige Brücken und Tunnel

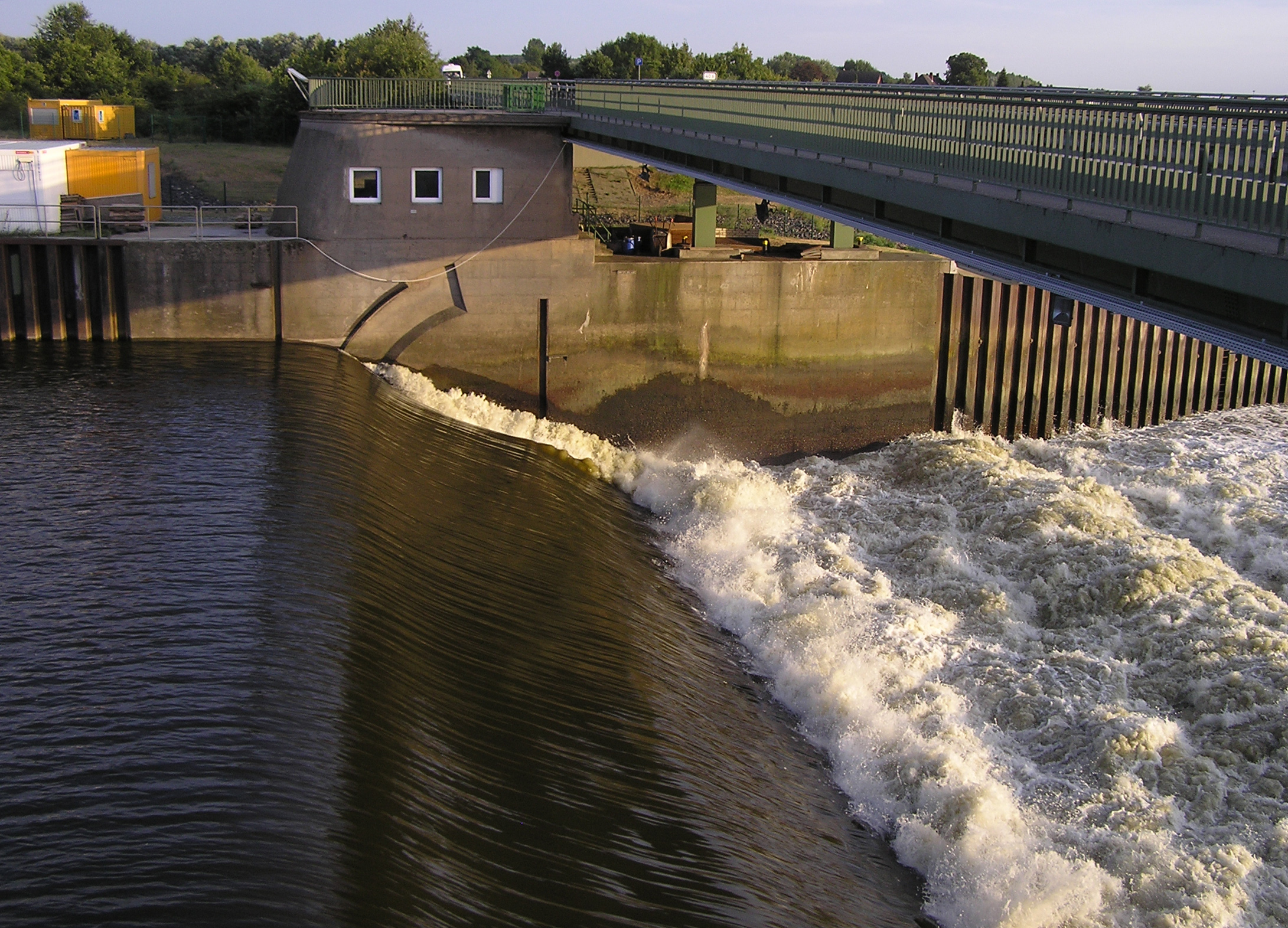
Staustufe Geesthacht mit Bundesstraße 404

Die erste weithin bekannte Brücke im deutschen Verlauf der Elbe ist die Loschwitzer Brücke in Dresden, wegen ihrer Farbgebung auch bekannt als Blaues Wunder. Im Jahr 1893 war die Auslegerbrücke fertig, heute ist sie ein technisches Denkmal. Das Blaue Wunder ist die fünfte Elbbrücke unterhalb der tschechischen Grenze. Ihr folgt im Stadtgebiet Dresdens (nach Waldschlößchenbrücke, Albertbrücke und Carolabrücke) als neunte Elbbrücke die älteste noch vorhandene Flussbrücke über die Elbe: die Augustusbrücke, deren mittelalterliche Reste noch heute vorhanden, aber nicht öffentlich zugänglich sind.
Im unteren Mittellauf ist die Elbbrücke Dömitz der B 191 bemerkenswert. Dabei handelt es sich um eine 970 m lange Brücke zwischen Niedersachsen und Mecklenburg-Vorpommern, die erstmals im Jahr 1936 eröffnet wurde. Im Zweiten Weltkrieg unpassierbar geworden, blieb sie lange ein Symbol der deutschen Teilung. Auf westlicher Seite konnte die Brücke bis ans Flussufer begangen sowie mit Fahrrädern befahren werden und entwickelte sich so zu einem beliebten Ausflugsziel. Vom Bundesgrenzschutz überwacht, war hier ein unmittelbarer Blick auf das gegenüberliegende, mit Stacheldraht und Gitterzäunen versperrte Ostufer und den alten Straßenverlauf möglich; auf der östlichen Seite war dagegen das Ufer nicht zugänglich. Die heutige Brücke mit einer Spannweite von 178 m wurde zu Beginn der 1990er Jahre im Rahmen des Projektes Wiedervereinigung der Verkehrswege neu errichtet. Sie ist in dem zirka 115 km langen Abschnitt zwischen Wittenberge und Lauenburg die einzige Straßenbrücke – sonst verkehren dort nur Auto- und Personenfähren. Zwei Kilometer stromaufwärts findet sich die Ruine der 1870 erbauten Eisenbahnbrücke Dömitz der ehemaligen Zweigbahn Wittenberge–Buchholz, von deren früherer Streckenführung noch die Gleisenden sowohl in Dömitz als auch in Dannenberg liegen. Sie wurde ebenfalls gegen Ende des Zweiten Weltkriegs zerstört. Bei Lauenburg quert eine gemeinsame Straßen- und Eisenbahnbrücke (eingleisig) die Elbe.
Mit Errichtung der Staustufe Geesthacht 1960 wurde zugleich eine leistungsfähige Straßenverbindung über den Fluss im Verlauf der B 404 geschaffen (siehe Hauptartikel Staustufe Geesthacht). Hier endet der Mittellauf der Elbe und beginnt die Unter- oder Niederelbe.
Für den Straßen- und Bahnverkehr liegen die letzten baulichen Flussquerungen vor der Mündung in Hamburg. Es sind dies die Hamburger Elbbrücken sowie der alte und der neue Elbtunnel. Der neue Elbtunnel, durch den die Autobahn A 7 geführt wird, bleibt auch nach der Erweiterung auf vier Röhren ein Nadelöhr im norddeutschen beziehungsweise nordeuropäischen Straßennetz. Im Zuge der Westverlängerung der A 20 / A 22 ist ein weiterer Elbtunnel bei Drochtersen geplant.

### Elbfähren

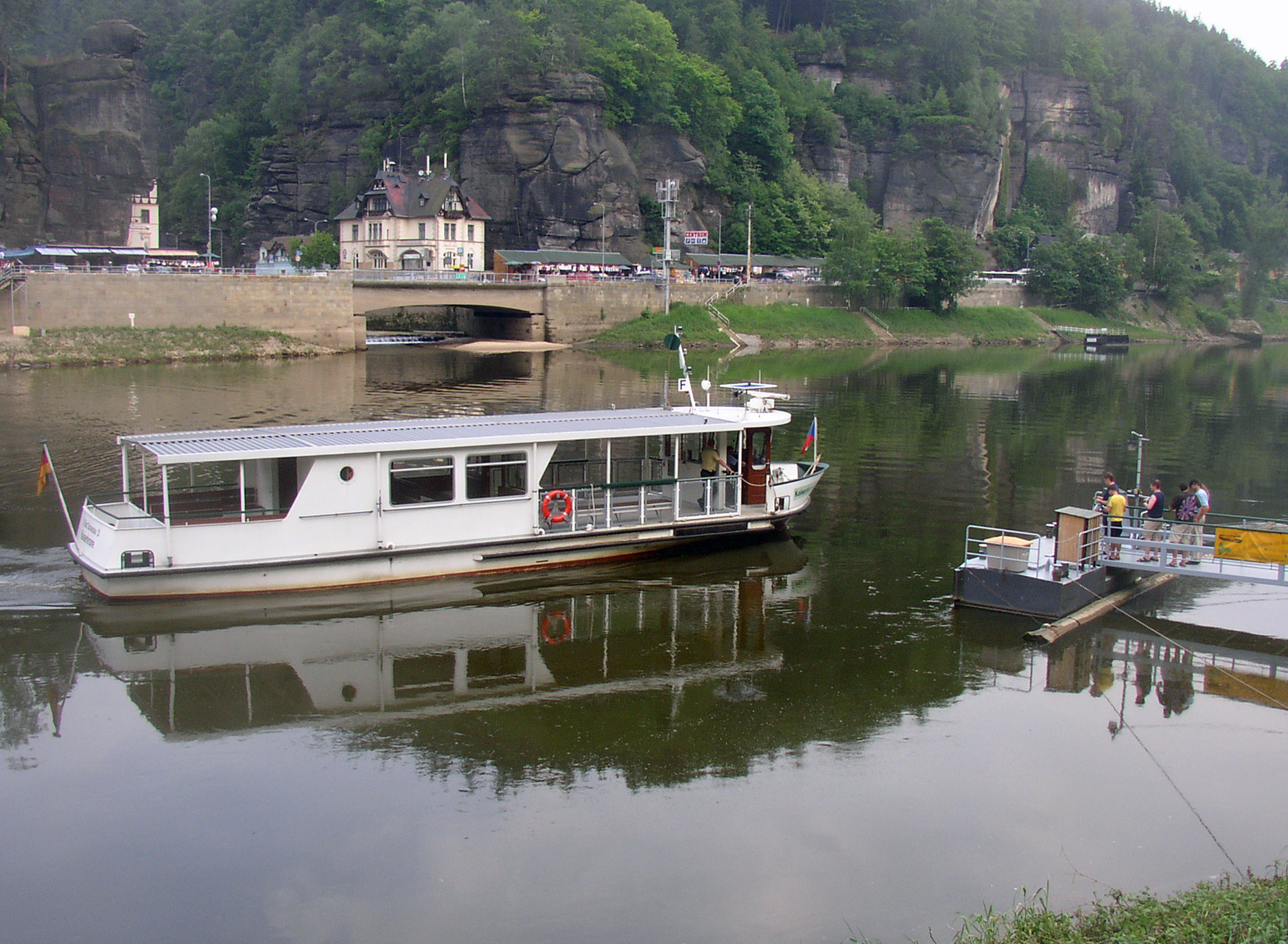
Grenzüberschreitende Fähre von Schöna nach Hřensko

#### Oberelbe
Im Grenzbereich nach Tschechien verkehrt eine regelmäßige Fährverbindung für Fußgänger und Radfahrer vom am linken Elbufer liegenden Bahnhof Schöna nach Hřensko am gegenüberliegenden tschechischen Elbufer. Ein weiteres Wanderschiff befährt die Strecke von Bad Schandau über Krippen und Schmilka nach Hřensko. Weitere Fähren in Tschechien verbinden etwa die Orte Malé Žernoseky und Velké Žernoseky sowie Lovosice und Píšťany zum Píšťany-See. 
Entlang der weiteren Oberelbe werden bis auf die Fähre zwischen Oberrathen und Niederrathen alle Fährverbindungen vom Verkehrsverbund Oberelbe organisiert. In Dresden werden die Fähren durch die Dresdner Verkehrsbetriebe (DVB) betrieben, in der Sächsischen Schweiz vom Regionalverkehr Sächsische Schweiz-Osterzgebirge (RVSOE) und im Raum Meißen von der Verkehrsgesellschaft Meißen (VGM). Besonders hoch ist die Fährdichte in der Sächsischen Schweiz, wo an vielen Fährstellen die S-Bahn-Stationen am linken Ufer mit den Gemeinden am rechten Ufer verbunden werden. In Dresden gibt es drei Fährstellen. Die Schloßfähre am Schloss Pillnitz ist zusätzlich als Autofähre ausgelegt. Flussabwärts von Dresden gibt es an der Oberelbe längere Abschnitte ohne feste Flussquerung. So verkehren auf den 25 Kilometern Flussstrecke zwischen Meißen und Riesa nur zwei Fähren.

#### Mittelelbe

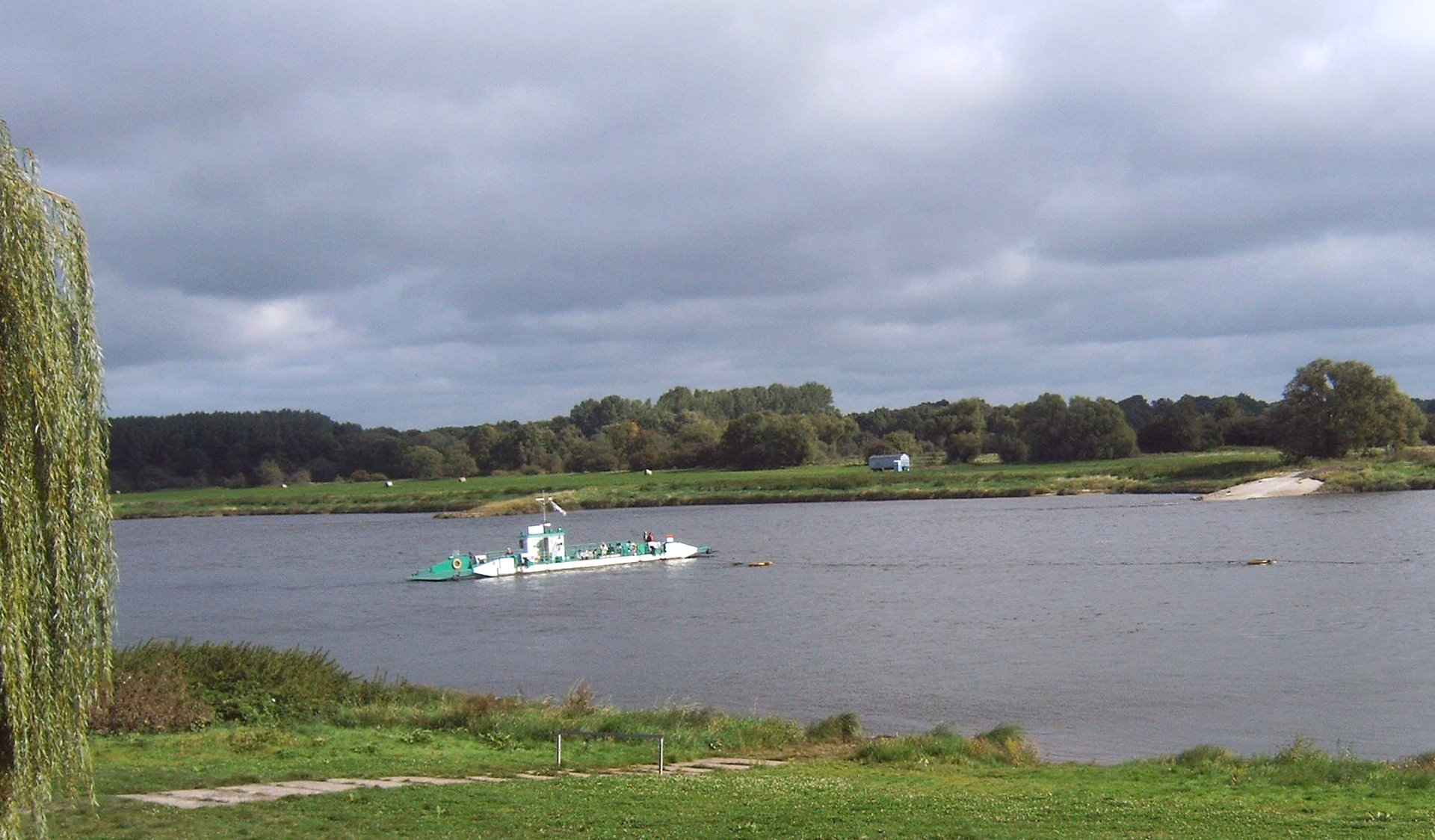
Gierseilfähre bei Magdeburg-Westerhüsen

Der Abstand zwischen den Brückenorten, von denen freilich einige mehrere Brücken haben, ist an der Mittelelbe teilweise recht groß. Daher sind die zahlreichen Fähren wichtig sowohl für den regionalen Verkehr (insgesamt), als auch für den überregionalen Fahrradverkehr. Viele Fähren zumindest über die obere Mittelelbe sind Gierseilfähren, die von einem langen Kabel gehalten und schräg in den Strom gelegt von der Kraft des Wassers von einem Ufer zum anderen bewegt werden. Das ist einerseits äußerst umweltfreundlich, führt aber andererseits bei Hochwasser zu wesentlich längeren Ausfällen als bei Motorfähren. Die Fähre bei Sandau und die bei Havelberg fahren inzwischen je nach Wasserstand und Jahreszeit entweder als Gierseilfähre oder als Motorfähre.
Es gibt aktuell (2009) unter anderem folgende mit dem Kraftfahrzeug benutzbaren Elbfähren: Belgern/Tauschwitz, Dommitzsch/Prettin, Pretzsch/Mauken, Wartenburg/Elster, Coswig (Anhalt)/Wörlitz, Aken/Steutz, Breitenhagen/Tochheim, Barby/Walternienburg, Schartau/Rogätz, Grieben/Ferchland, Sandau/Büttnershof, Havelberg/Räbel, Schnackenburg/Lütkenwisch, Pevestorf/Lenzen, Neu Darchau/Darchau, Bleckede/Neuwendischthun.

#### Unterelbe
Die Autofähre Zollenspieker–Hoopte zwischen den Hamburger Vierlanden und dem niedersächsischen Ufer bei Winsen (Luhe), dem Sitz des Landkreises Harburg, hat überwiegend touristische Bedeutung und verkehrt von März bis November im 10-Minuten-Takt (bis 50 Tonnen Gewicht). Im Hamburger Stadtgebiet lassen sich die Schiffslinien der HADAG (im Hamburger Verkehrsverbund HVV) als Fähre für Personen und Fahrräder nutzen, vor allem als Verbindung von den St. Pauli-Landungsbrücken, Altona und Teufelsbrück nach Finkenwerder und zu zwei Musical-Spielstätten direkt am Südufer der Norderelbe sowie die Verbindung Blankenese–Cranz an der Este. Vom holsteinischen Schulau am westlichen Rand des Hamburger Stadtgebietes verkehrt ganzjährig die Personenfähre (LSF) zur niedersächsischen Samtgemeinde Lühe (Altes Land). Wichtig für Pendler war die zurzeit eingestellte Elbe-City-Jet-Verbindung Hamburg–Lühe–Staderersand (Stade) mit Katamaran-Schnellfähren.
Die wichtigste Fähre über die Unterelbe ist die Elbfähre Glückstadt–Wischhafen, die mit vier Fährschiffen betrieben wird. Sie kann bei einer Fahrzeit von etwa 25 Minuten ihren Takt auf 20 Minuten verdichten. Sie ist nicht zuletzt für Radfahrer attraktiv, denen die oft langen Wartezeiten für Kfz erspart bleiben.
Die Fährverbindung Brunsbüttel–Cuxhaven hat eine bis ins 18. Jahrhundert zurückreichende Geschichte. Sie wurde aber immer nur zeitweise betrieben und ist seit dem 15. Dezember 2021 eingestellt.

## Nutzung des Flusses

### Wasserversorgung
In den Dresdner Trinkwasserwerken Hosterwitz und Tolkewitz sowie im Nutzwasserwerk Saloppe wird Uferfiltrat genutzt. In Hosterwitz wird zudem bei Bedarf das Grundwasser mit Flusswasser gestreckt. 2008 stammten 27 % des Dresdner Trinkwassers aus dem Uferfiltrat sowie 14 % aus angereichertem Grundwasser.
Aus der Elbaue bei Torgau wird Rohwasser für die Trinkwasserversorgung einer ganzen Region gewonnen. Die dortigen Wasserwerke sind Teil der Fernwasserversorgung Elbaue-Ostharz.

### Wasserkraft
Die Wasserkraft der Elbe diente früher dem Antrieb von Schiffsmühlen, zuletzt nur noch in Böhmen. Aber durch die seit Beginn des 20. Jahrhunderts erfolgte Flussregulierung und Errichtung von Staustufen verringerte sich die Fließgeschwindigkeit so, dass alle Schiffsmühlen abgetragen wurden, so zum Beispiel die in Wegstädtl und zuletzt die in Pistian oberhalb der Porta Bohemica am 27. Januar 1911.
Wasserkraftwerke gibt es nur in Tschechien, am deutschen Verlauf der Elbe wurden keine errichtet.
An der Elbe stehen zwei Pumpspeicherkraftwerke zur Dämpfung der Spitzenlast bei der Stromversorgung, jedes mit einer Leistung von 120 MW: am Elbhang bei Geesthacht das Pumpspeicherkraftwerk Geesthacht und stromaufwärts in Dresden das Pumpspeicherwerk Niederwartha.

### Kühlwasser für Kraftwerke
An der Unterelbe standen vier Kernkraftwerke, die das Flusswasser für ihren Kühlkreislauf benötigten. Für Kernreaktoren sind die starken Wasserstandsschwankungen und die Niedrigwasseranfälligkeit der Elbe ungünstig, da hierdurch eine stetige Versorgung mit Kühlwasser nicht gewährleistet ist. Mittlerweile wurden alle Kernkraftwerke (Kernkraftwerk Brokdorf, Brunsbüttel, Stade sowie am Mittellauf Krümmel) stillgelegt.
Das Kohlekraftwerk Moorburg wird auch durch Elbwasser gekühlt, wenn nicht genug Fernwärme abgenommen wird. Das Kraftwerk Vockerode wurde komplett mit Elbewasser gekühlt, ist aber inzwischen stillgelegt und teilweise zurückgebaut (Schornsteine gesprengt, Tiefbunker abgerissen, Stromerzeugungsanlagen ausgebaut).

### Tourismus
Touristisch ist die Elbe als Badegewässer, für Sportboote und Passagierschiffe sowie über den Elberadweg für Radfahrer von Bedeutung.
Infolge des Wegfalls von Industrieanlagen und des Baus von Kläranlagen nach 1990 ist das Wasser der Elbe wieder sauber und hat bei Sichttiefen von mehr als einem Meter Badewasserqualität. Die Wasserqualität hängt dabei von den Zuflüssen ab, zudem gelangen in Städten mit Mischwasserkanalisation nach starken Regenfällen coliforme Keime in das Wasser. Das Baden ist in allen Orten an der Elbe mit Ausnahme der Stadt Magdeburg gestattet. In Hamburg wird vor dem Wellengang der dort fahrenden Frachtschiffe gewarnt. Bei im Sommer üblichem Niedrigwasser treten zwischen den Buhnen und an Innenkurven Sandstrände zu Tage.
Die Nutzung der Elbe als Transport-Wasserstraße geht zurück, die Zahl der Sportboote steigt. Inzwischen fahren dort mehr Sportboote und Fahrgastschiffe als Güterschiffe. Beispielsweise wurden auf der Stadtstrecke Magdeburg im Jahr 2014 1.823 Güterschiffe mit 0,421 Ladungstonnen, 1.610 Fahrgastschiffe, 3.089 Sportboote und 544 sonstige Fahrzeuge (zum Beispiel Polizei, THW) gezählt. Im Jahr 2016 ging die Zahl der Güterschiffe weiter zurück; die Transportmenge sank auf 0,3 Millionen Tonnen. Dagegen nimmt die Nutzung der Fahrgastschifffahrt zu. Nach Schätzungen des Vereins Blaues Band sind 2016 zwischen 350.000 und 400.000 Touristen auf der Elbe befördert worden.
Der Elberadweg führt über 1220 Kilometer von der Elbquelle in Špindlerův Mlýn (Spindlermühle) in Tschechien zur Elbemündung bei Cuxhaven. Er wird sowohl von Radfahrern als auch von Fußgängern genutzt und wurde von Mitgliedern des ADFC wiederholt zum beliebtesten Radfernweg Deutschlands gewählt. In Sachsen-Anhalt wurde der Elberadweg im Jahr 2015 von 430.000 Touristen genutzt, die durchschnittlich an sechs Aufenthaltstagen 73,29 Euro je Tag ausgaben.
Am 11. Februar 1998 wurde der Asteroid (7671) Albis nach der lateinischen Bezeichnung für den Fluss benannt.

## Rezeption in der Kunst
Anders als Rhein und Donau hat die Elbe nie eine bedeutende bzw. herausgestellte Rezeption in der Kunst, Literatur oder der Volkskunst erfahren. Die von Bedřich Smetana komponierte Moldau zum Beispiel widmet sich ausdrücklich nur einem Nebenfluss der Elbe und hat in seinem Zyklus Mein Vaterland auch eine andere Zielrichtung. Gleiches gilt für ihren Nebenfluss Saale, erst recht für die Havel und wiederum deren Nebenfluss Spree (vor allem diese in der Berliner Kunst). Unklar ist zudem der konkrete Bezug des Strauß-Walzers An der Elbe zum Fluss.
Literatur über die Elbe ist rar, hier stehen eher die Städte im Mittelpunkt, wie Dresden, Magdeburg und Hamburg.
Auch bildlich-künstlerische Darstellungen zur Elbe selbst (das heißt mit direktem Bezug zu ihr) sind wenige vorhanden. Selbst eine der von ihr direkt geprägten Landschaften, das Ostragehege in Dresden (vgl. das Gemälde Das Große Gehege von Caspar David Friedrich), wird nicht mit dem sie prägenden Fluss in Verbindung gebracht. Sehr bekannt ist das Canaletto-Blick genannte Ölgemälde des Canaletto genannten Malers Bernardo Bellotto, das dieser 1748 in Dresden gemalt hat.
Die Elbe und das Leben auf der Elbe wurde in mehreren Filmen thematisiert:
- Der Kahn der fröhlichen Leute, DEFA 1950, Regie: Hans Heinrich[75]
- Feuer unter Deck, DEFA 1977, Regie: Herrmann Zschoche

## Listen verwandter Themen
- Liste von Nebenflüssen der Elbe
- Liste der Elbbrücken
- Liste von Flüssen in Deutschland
- Liste von Flüssen in Europa
- Liste der längsten Flüsse der Erde